# Salammbô
Pour les articles homonymes, voir Salammbo (homonymie).
Salammbô est un roman historique de Gustave Flaubert, paru le 24 novembre 1862 chez Michel Lévy frères.
Il a pour sujet la guerre des Mercenaires, au IIIe siècle av. J.-C., qui opposa la ville de Carthage aux mercenaires barbares qu'elle avait employés pendant la première guerre punique, et qui se révoltèrent, furieux de ne pas avoir reçu la solde convenue. Flaubert chercha à respecter l'histoire connue, mais profita du peu d'informations disponibles pour décrire un Orient à l'exotisme sensuel et violent.
À l'instar de son œuvre, les travaux de recherche et d'élaboration déployés pour l'écriture de Salammbô sont considérables. En effet, en avril 1858, Flaubert se rend en Tunisie afin de voir Carthage, de s'y renseigner, et de lui permettre de rendre avec justesse son sentiment sur les lieux où se déroule son récit.

## Genèse

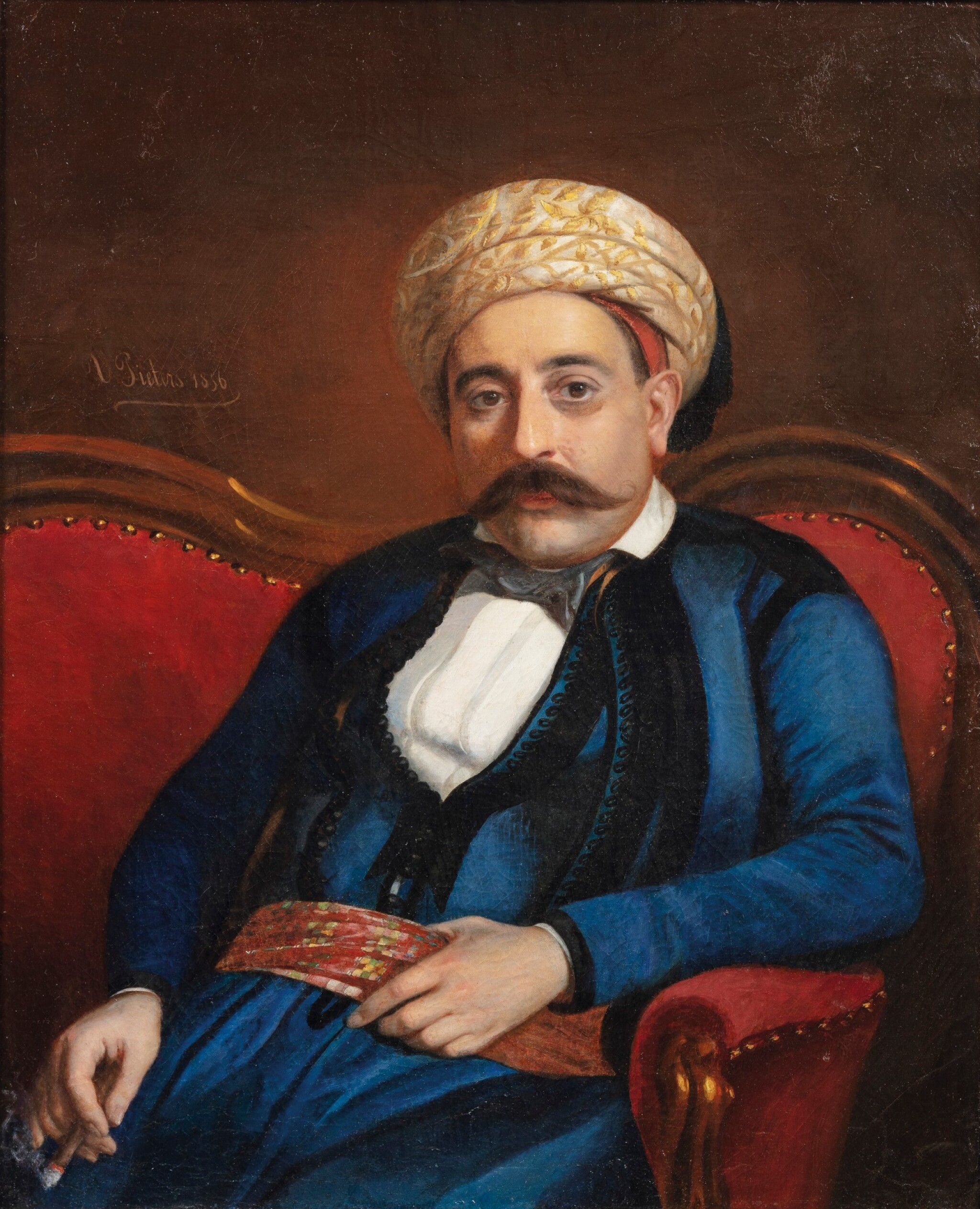
Portrait présumé de Gustave Flaubert en oriental, par Victor Pieters, 1856.

Salammbô vient après Madame Bovary, mais le projet d'un roman oriental est présent dans sa correspondance dès 1853 : « Ah ! qu'il me tarde d'être débarrassé de la Bovary [...] ! Que j'ai hâte donc d'avoir fini tout cela pour me lancer à corps perdu dans un sujet vaste et propre. J'ai des prurits d'épopée. Je voudrais de grandes histoires à pic, et peintes du haut en bas. Mon conte oriental me revient par bouffées ; j'en ai des odeurs vagues qui m'arrivent et qui me mettent l'âme en dilatation » (Lettre à Louise Colet). Flaubert en commence les premières rédactions en septembre 1857. Quelques mois plus tôt, après avoir gagné le procès qui avait été intenté contre Madame Bovary, il avait fait part dans sa correspondance (lettre à Mlle Leroyer de Chantepie) de son désir de s'extirper littérairement du monde contemporain, et de travailler à un roman dont l'action se situe trois siècles avant Jésus-Christ. 
Dès 1857, Flaubert entreprend de se renseigner sur Carthage. En mars, il écrit une lettre à Félicien de Saulcy, archéologue français, dans laquelle il lui demande des renseignements sur cette région. À partir de ce moment, il multipliera les lectures sur le sujet. Si l'intrigue est une fiction, il se nourrit des textes de Polybe, Appien, Pline, Xénophon, Plutarque, et Hippocrate pour peindre le monde antique et bâtir la couleur locale. Parallèlement, il fait deux visites au Cabinet des médailles de la Bibliothèque nationale le 16 mars 1857 et le 15 mars 1860 pour consulter « les terres cuites assyriennes » puis les monnaies anciennes ainsi que les terres cuites antiques.
Du 12 avril au 5 juin 1858, Flaubert se rend en Tunisie pour s'imprégner du cadre de son histoire et se documenter davantage sur Carthage. Il souhaite également observer par lui-même le lieu où se déroulera son roman. Dans une lettre à Mme de Chantepie datée du 23 janvier 1858, il annonce sa décision de partir :
« Il faut absolument que je fasse un voyage en Afrique. Aussi, vers la fin de mars, je retournerai au pays des dattes. J'en suis tout heureux ! Je vais de nouveau vivre à cheval et dormir sous la tente. Quelle bonne bouffée d'air je humerai en montant, à Marseille, sur le bateau à vapeur ! ».

### Les étapes du voyage en Afrique (avril/juin 1858)
C'est grâce à la correspondance et les notes prises dans un carnet pendant son voyage que l'on connaît les étapes du voyage de Flaubert entrepris avec l'ambition de s'imprégner des lieux pour mieux les décrire et écrire son roman carthaginois : « C'est pour le faire que je me transporte à Carthage ». Dans son article « Flaubert voyageur en Algérie et en Tunisie », Biago Magaudda revient sur ces différentes étapes.
Il quitte Paris le lundi 12 avril 1858 pour arriver à Marseille le lendemain où il reste deux jours. Il en profite pour se promener dans les vieux quartiers de la ville. Il embarque à bord du paquebot Hermus le 16 avril et arrive en Algérie, à Stora-Philippeville, deux jours plus tard. Le soir même il se rend en visite à Constantine où il visite les mosquées et admire les paysages. Le jeudi 22 avril, il s'arrête à Bone. Il embarque à nouveau à bord de l'Hermus et arrive à Tunis le 24 avril où il reste jusqu'au 22 mai. Durant cette période il va faire de nombreuses promenades et excursions pour s'imprégner de l'atmosphère orientale, explorer les sites de l'Antiquité qu'il souhaite faire renaître. Comme le souligne Ôphélia Claudel dans son article « Bas les masques ! Lever le voile sur la méthode in situ de Flaubert », l'érudit qui a collecté pléthore de sources documentaires à Croisset, devenu voyageur, récolte maintenant des impressions : il cherche à capter par ses observations in situ la vie de Carthage, celle qui donnera vie à son roman, ce qui lui manquait jusque-là. Ainsi lorsqu'il voit « un dromadaire sur une terrasse, tournant un puits » en conclut-il : « cela devait avoir lieu à Carthage ».
Le 22 mai il part pour le Kef par Dougga. Biago Magaudda énumère son itinéraire jusqu'au retour à Marseille : « il traverse Souk Ahras, Guelma, Millesimo, Constantine avant de gagner Philippeville où le mercredi 2 juin il reprend le bateau pour Marseille ».
Le 5 juin 1858 Flaubert revient à Paris après ces deux mois d'expédition qui ont été décisifs dans la genèse de Salammbô.

### Retour à Croisset et naissance deSalammbô

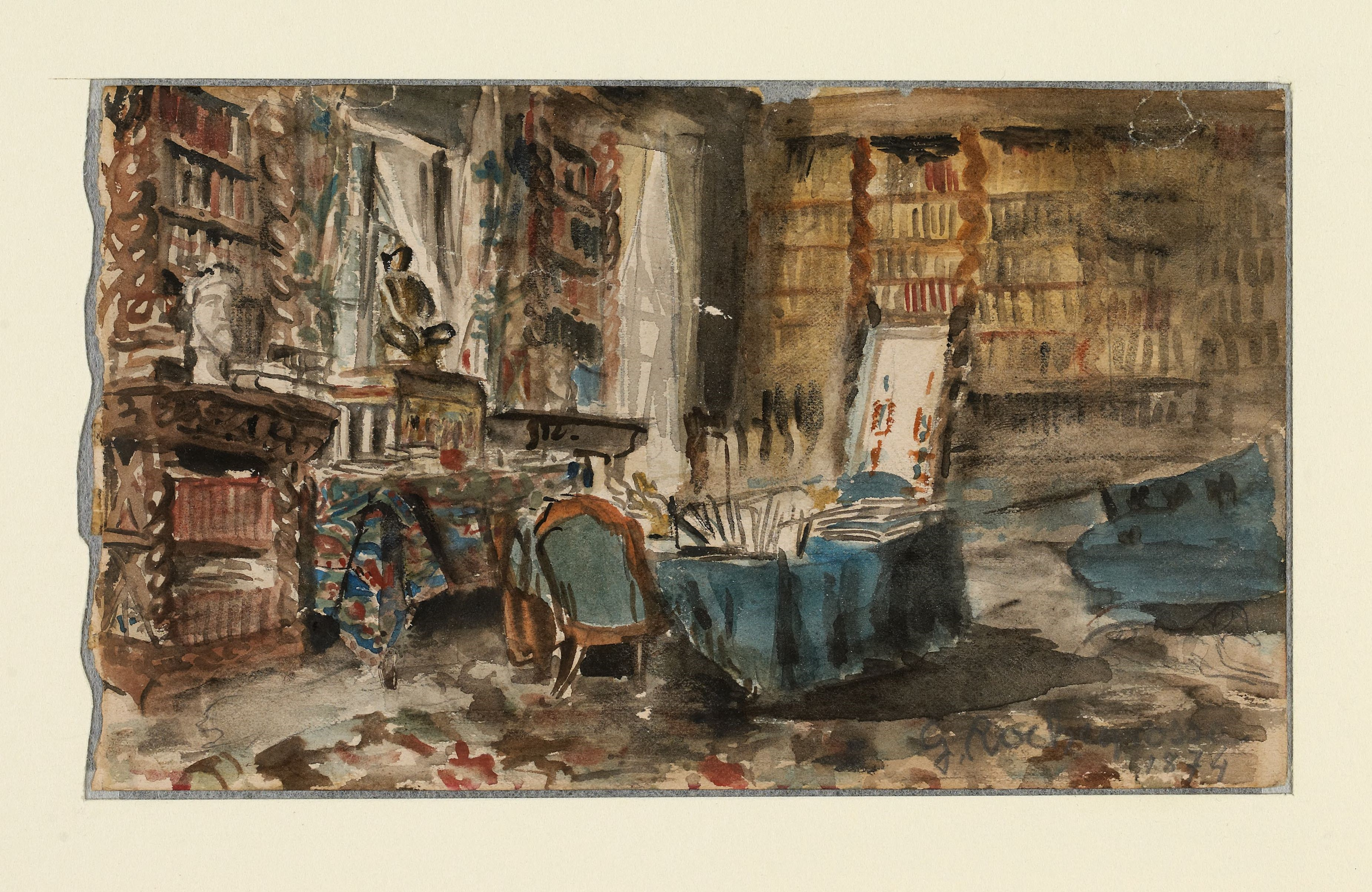
Cabinet de Gustave Flaubert à Croisset, par Georges-Antoine Rochegrosse.

Épuisé, Flaubert revient à Paris dans un « état de confusion avancé » qu'il exprime dans sa correspondance : « C'est maintenant comme un bal masqué dans ma tête, et je ne me souviens plus de rien. Le caractère féroce du paysage frémit au fond de la vallée ».
Les notes qui viennent clore son carnet de voyage, écrites à son retour à Croisset sont d'après Jean-Pierre Richard, les « lignes brûlantes, […] les plus émouvantes […] qu'aient inspirées la religion de l'art » :
« Que toutes les énergies de la nature que j'ai aspirées me pénètrent et qu'elles s'exhalent dans mon livre ! À moi puissances de l'émotion plastique ! résurrection du passé, à moi ! à moi ! Il faut faire, à travers le Beau, vivant et vrai quand même. Pitié pour ma volonté, Dieu des âmes! donne-moi la Force -et l'Espoir ! »
Le voyage a été décisif et il va considérablement modifier le roman à venir. À son retour, Flaubert révise entièrement les idées qu'il avait à l'origine pour son récit. Il écrit une lettre à Ernest Feydeau dans laquelle il explique qu'il doit repartir à zéro dans son projet ; son projet initial se voulait, dit-il, « absurde et impossible ».
Le voyage a constitué un véritable impératif littéraire ; au travail de documentation préalable, la (re)découverte sensorielle était nécessaire pour rendre la résurrection de Carthage possible. Ôphélia Claudel considère que la génèse de ce roman constitue les fondations d'une méthode d'écriture propre à Flaubert dont la découverte sur le terrain est nécessaire. Elle nomme Flaubert « l'impromptu de Carthage » avant que celui-ci ne se rende sur les lieux. Malgré son travail d'érudition préalable, c'est sur les lieux que Carthage se révèle vraiment à lui au point qu'à son retour il écrit à Ernest Feydeau le 20 juin : « Je t'apprendrai que Carthage est complètement à refaire, ou plutôt à faire. Je démolis tout. C'est absurde, impossible, faux ! »
Il s'attelle alors à l'écriture d'un chapitre d'explication, chapitre qu'il immolera après avoir eu tant de mal à l'écrire : « j'ai jeté au feu la préface, à laquelle j'avais travaillé pendant deux mois cet été ». Mais à la suite de l'écriture de ce chapitre il se remet à écrire « Salammbô avec fureur ».
Épuisé de corps et d'esprit, le retour et la reprise du roman sont vécus comme une véritable maladie (il appelle d'ailleurs Salammbô la « maladie noire ») dans laquelle il doit digérer tout ce qu'il a absorbé, métaphore employée par Jean-Pierre Richard avant de le rendre sur le papier, transformé. Il vit son sujet de tout son être ce qui provoque cette maladie d'écriture, phase qui le traverse physiquement :
« Je n'en peux plus ! Le siège de Carthage que je termine maintenant m'a achevé. Les machines de guerre me scient le dos ! Je sue du sang, je pisse de l'huile bouillante, je chie des catapultes et je rote des balles de fondeur. Tel est mon état ; À chaque ligne, à chaque mot, la langue me manque et l'insuffisance du vocabulaire est telle, que je suis forcé à changer les détails très souvent. J'y crèverai, mon vieux, j'y crèverai. N'importe, ça commence à m'amuser bougrement. »
C'est donc encore plus épuisé qu'il achève son roman en avril 1862, comme il l'écrit dans une lettre à Mlle Leroyer de Chantepie :

« J'ai enfin terminé, le 24 avril 1862, dimanche dernier [le 20 avril], à sept heures du matin, mon roman de Salammbô. Les corrections et la copie me demanderont encore un mois et je reviendrai ici dans le milieu de septembre, pour faire paraître mon livre à la fin d'octobre. Mais je n'en puis plus. J'ai la fièvre tous les soirs et à peine si je puis tenir une plume. La fin a été lourde et difficile à venir. »

## Résumé

### 1. Le festin
« C'était à Mégara, faubourg de Carthage, dans les jardins d'Hamilcar », lors d'une fête organisée pour célébrer l'anniversaire de la bataille d'Eryx contre Rome. Issus de diverses peuplades, des mercenaires barbares prennent part en grand nombre à un festin dans les jardins d'Hamilcar Barca, général carthaginois. Cependant, échauffés par l'absence de leur hôte ainsi que par le vin et le souvenir des injustices commises par la cité punique à leur encontre, les guerriers désœuvrés délivrent des esclaves cloîtrés dans un ergastule. Parmi ces prisonniers se trouve un dénommé Spendius, naguère capturé par les Carthaginois lors d'une bataille. L'esclave polyglotte remercie ses libérateurs grâce à sa maîtrise des langues grecque, ligure et punique, puis feint de s'étonner qu'ils ne boivent pas dans les coupes de la Légion sacrée, réservées au corps d'élite de l'armée de Carthage. Les barbares exigent aussitôt qu'on leur apporte ces coupes, privilège que leur refuse Giscon, vieux général carthaginois. En conséquence, les mercenaires ravagent la propriété d'Hamilcar.
Au sommet du palais apparaît alors Salammbô, la fille d'Hamilcar. Entourée des prêtres eunuques du temple de Tanit, elle descend dans les jardins pour tancer les barbares de leurs déprédations, avant de tenter de les calmer. Deux hommes la fixent ardemment : Narr'Havas, un jeune chef numide devenu l'hôte d'Hamilcar, et Mâtho, un colossal mercenaire libyen. La princesse carthaginoise tend une coupe à ce dernier, geste qu'un barbare gaulois interprète plaisamment comme le symbole de leurs futures noces. Furieux, Narr'Havas transperce le bras du Libyen avec son javelot. Dans la confusion qui s'ensuit, Salammbô disparaît dans son palais. Mâtho la suit, sans pouvoir la rejoindre. À cet instant, Spendius se met au service du Libyen et l'exhorte à s'emparer de Carthage par la force. Saisi d'une crainte superstitieuse, Mâtho rejette la suggestion. Tandis que le dieu Soleil se lève sur la cité-État, le mercenaire et l'esclave aperçoivent à l'horizon un char conduisant deux femmes sur la route d'Utique.

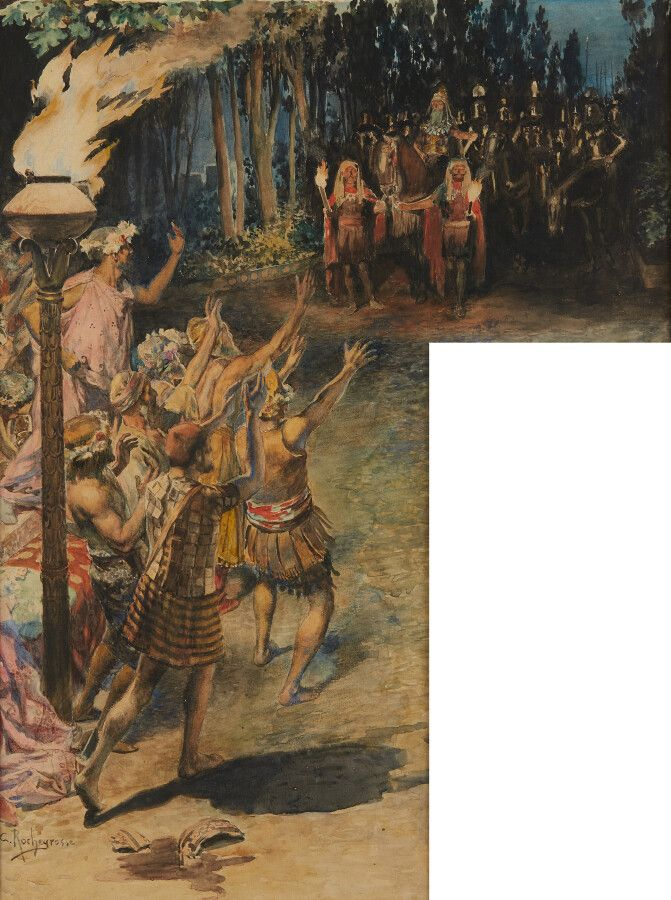
L'arrivée du général Giscon devant les mercenaires. Aquarelle de Rochegrosse, vers 1900.
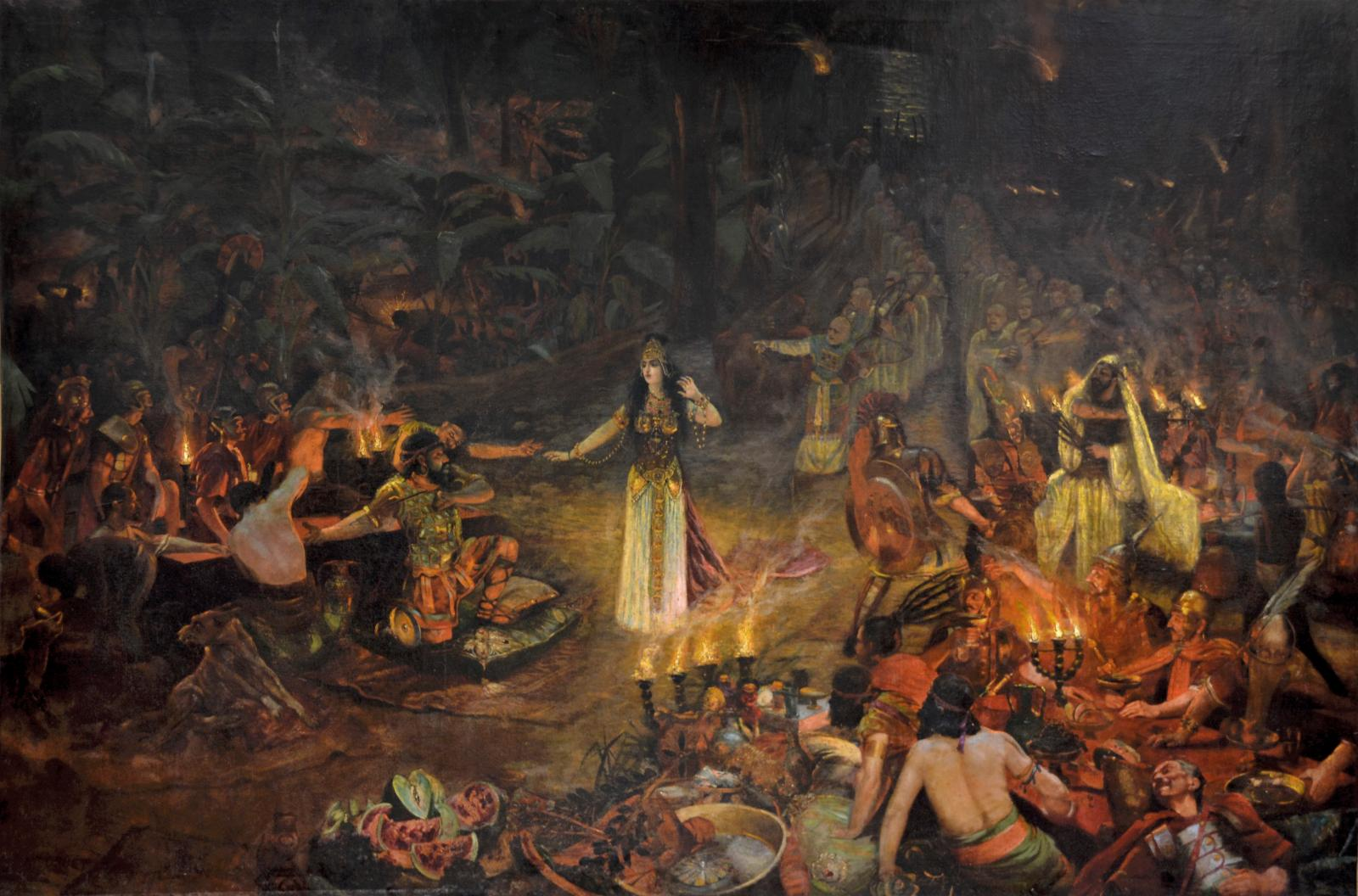
Salammbô au festin des mercenaires. Toile d'Antoine Druet, 1890-1894.
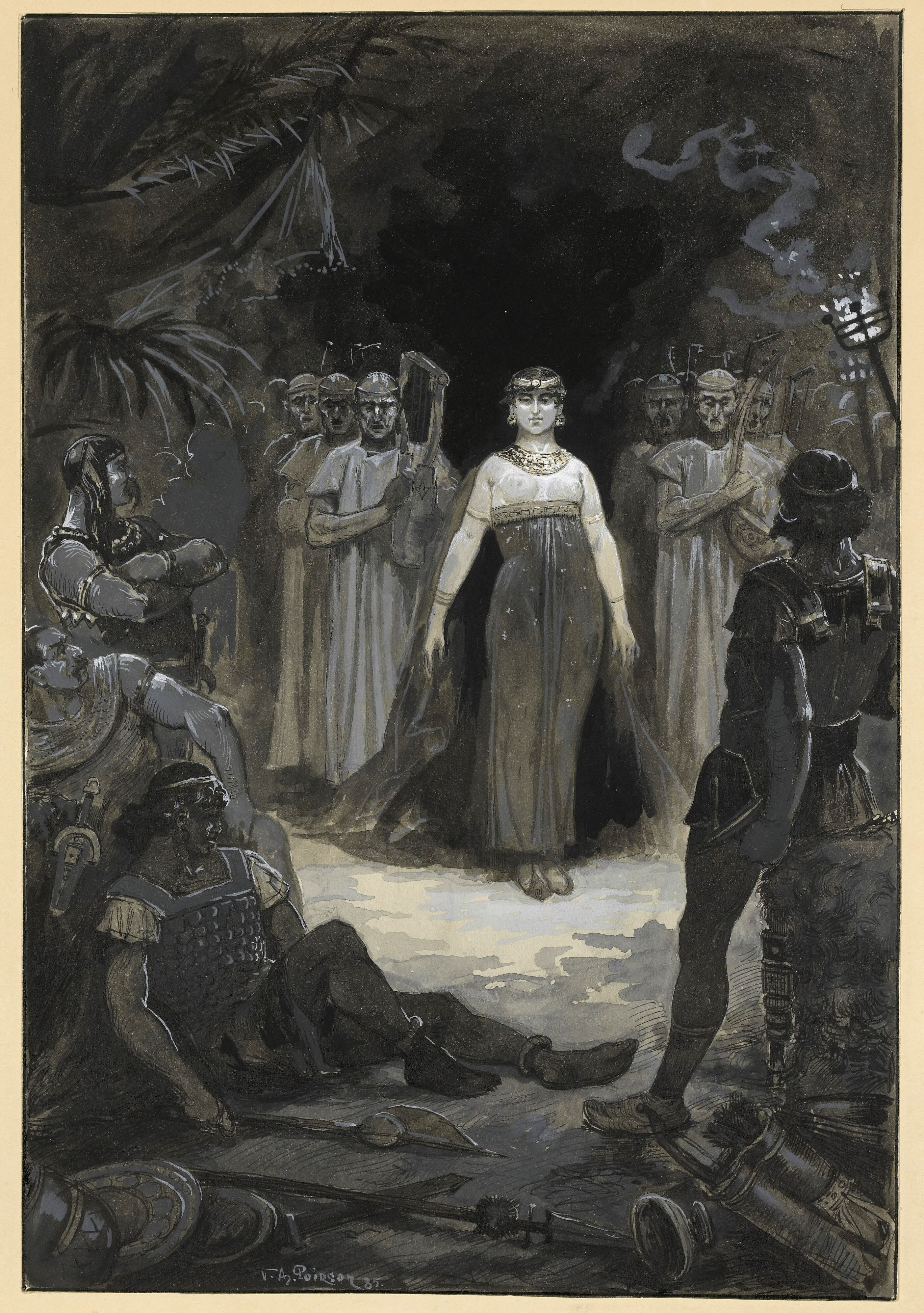
« Elle s'avança, marchant lentement, entre les tables des capitaines. » Dessin de Victor-Armand Poirson, 1885.
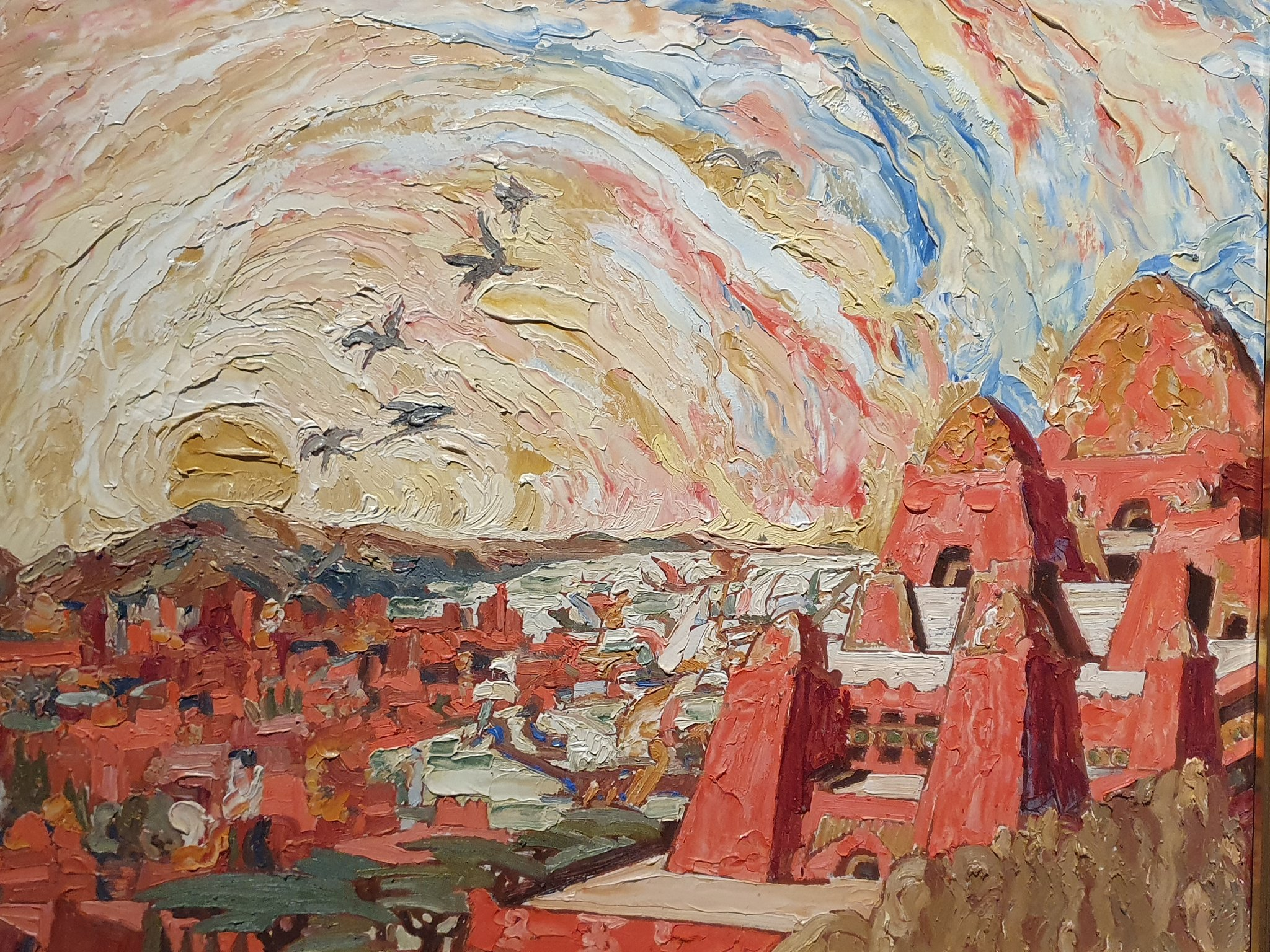
« Il parut... ». Peinture de Richard Burgsthal, début du XXe siècle.

### 2. À Sicca
Deux jours plus tard, après avoir reçu des Carthaginois la promesse hypocrite de recevoir leur solde, les mercenaires quittent la cité punique. Ils se mettent en route pour la ville sacrée de Sicca qu'ils atteignent au bout de sept jours, non sans avoir vu une inquiétante succession de lions crucifiés par les paysans carthaginois. Tandis que les barbares campent dans la plaine et trompent leur ennui, Spendius découvre que son maître Mâtho demeure hanté par le souvenir de Salammbô, qu'il essaie vainement de chasser de ses pensées.
Un soir arrive le suffète Hannon, gras et lépreux dans sa riche litière escortée par les enseignes de la République carthaginoise. Croyant enfin toucher leur solde, les mercenaires applaudissent. Or le suffète cherche à les convaincre du mauvais état des finances de Carthage en s'exprimant en langue punique, idiome que les barbares ne parlent pas. Profitant de l'incompréhension, Spendius tente de monter la multitude contre Hannon en travestissant les propos du suffète.
L'indignation explose quand survient le barbare Zarxas, un frondeur des Baléares qui rapporte le massacre de ses compagnons d'armes retardataires par des habitants de Carthage juste après le départ du gros des troupes mercenaires. Hannon est pris à partie, ses bagages sont ouverts, le montant de la solde provisoire s'avère ridicule. La révolte finit par éclater, le suffète s'enfuit précipitamment à dos d'âne et sa litière est mise à sac. Les mercenaires décident alors de retourner à Carthage.

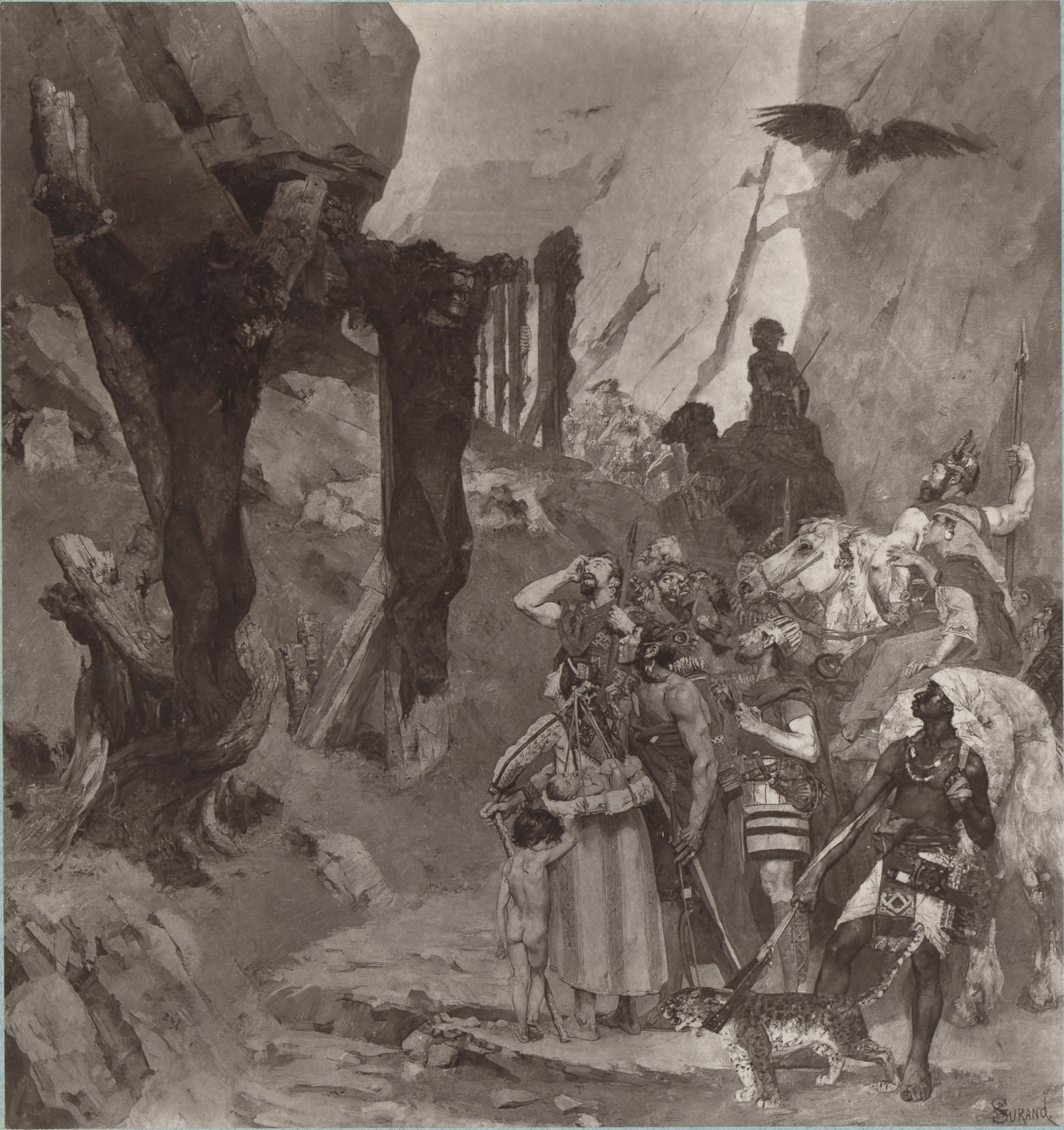
Les mercenaires de Carthage. Toile de Gustave Surand, 1884.
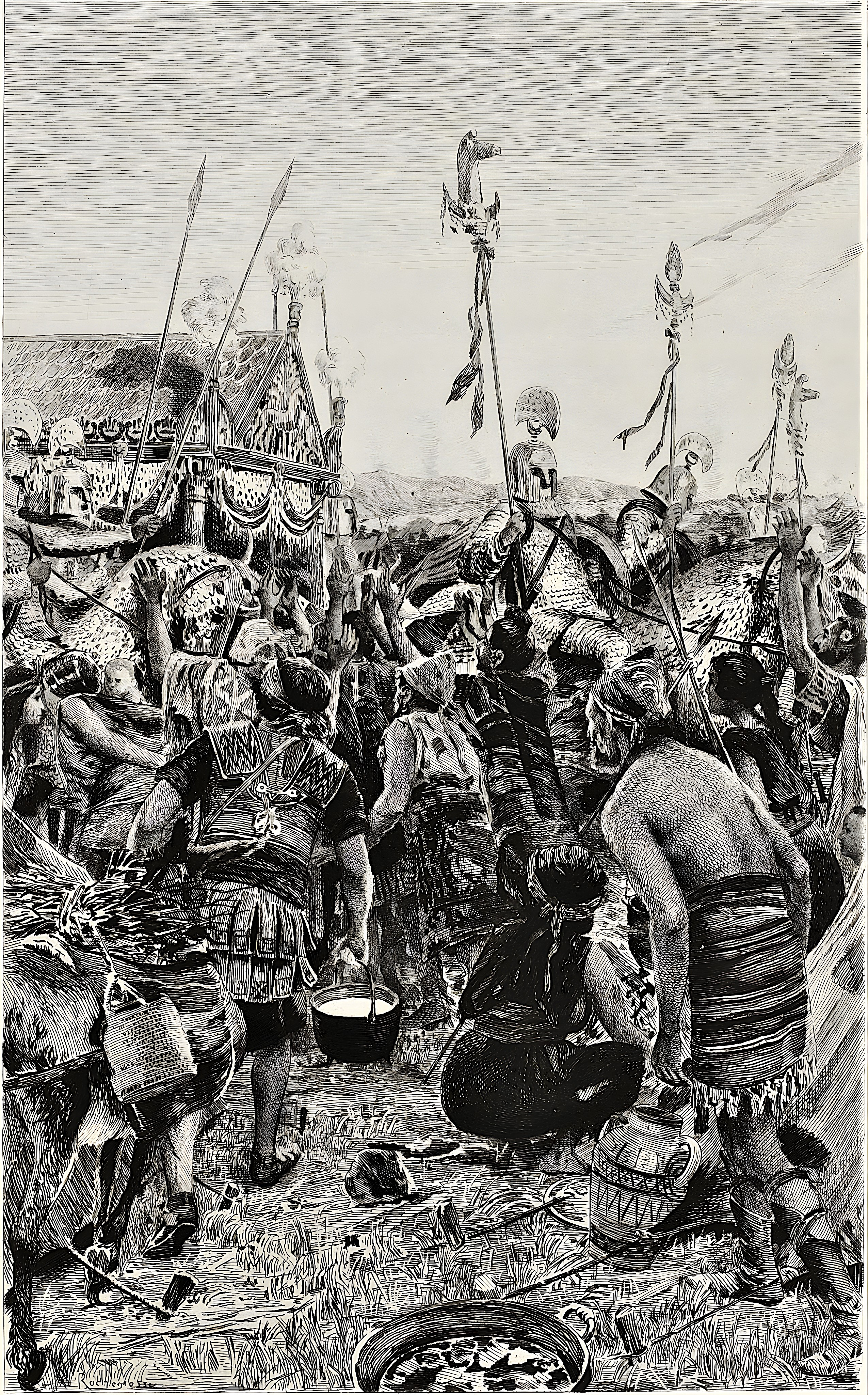
Arrivée d'Hannon au camp des mercenaires. Gravure de Champollion d'après Rochegrosse, 1900.

### 3. Salammbô
Une nuit de lune, Salammbô apparaît, accompagnée d'une esclave, sur une terrasse du palais. Elle invoque Tanit, la lune, « déesse des choses humides », et en fait un portrait paradoxal, alternant entre des caractéristiques de fécondation et de destruction. Elle fait également un portrait d'elle-même, de ses désirs, entre feu et langueur. Élevée en solitaire en vue d'une alliance, loin de toute dévotion populaire, elle désire ardemment voir la statue de Tanit, mais Schahabarim, le grand prêtre de Tanit, l'ayant rejointe sur la terrasse, s'y refuse, car « on […] meurt » de la contempler. Ils aperçoivent alors au loin l'armée des barbares en route pour Carthage.

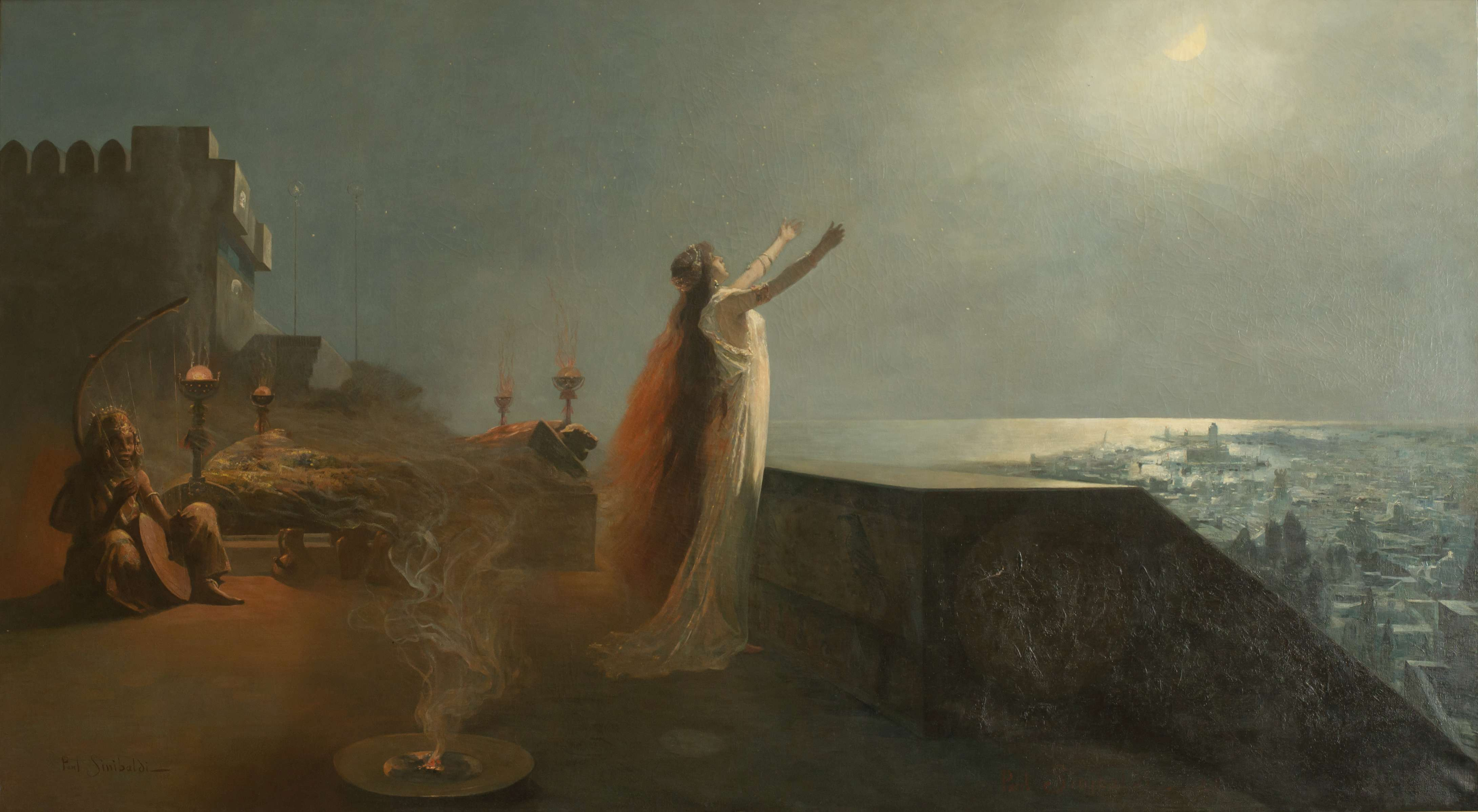
Salammbô. Huile sur toile de Jean-Paul Sinibaldi, 1885.
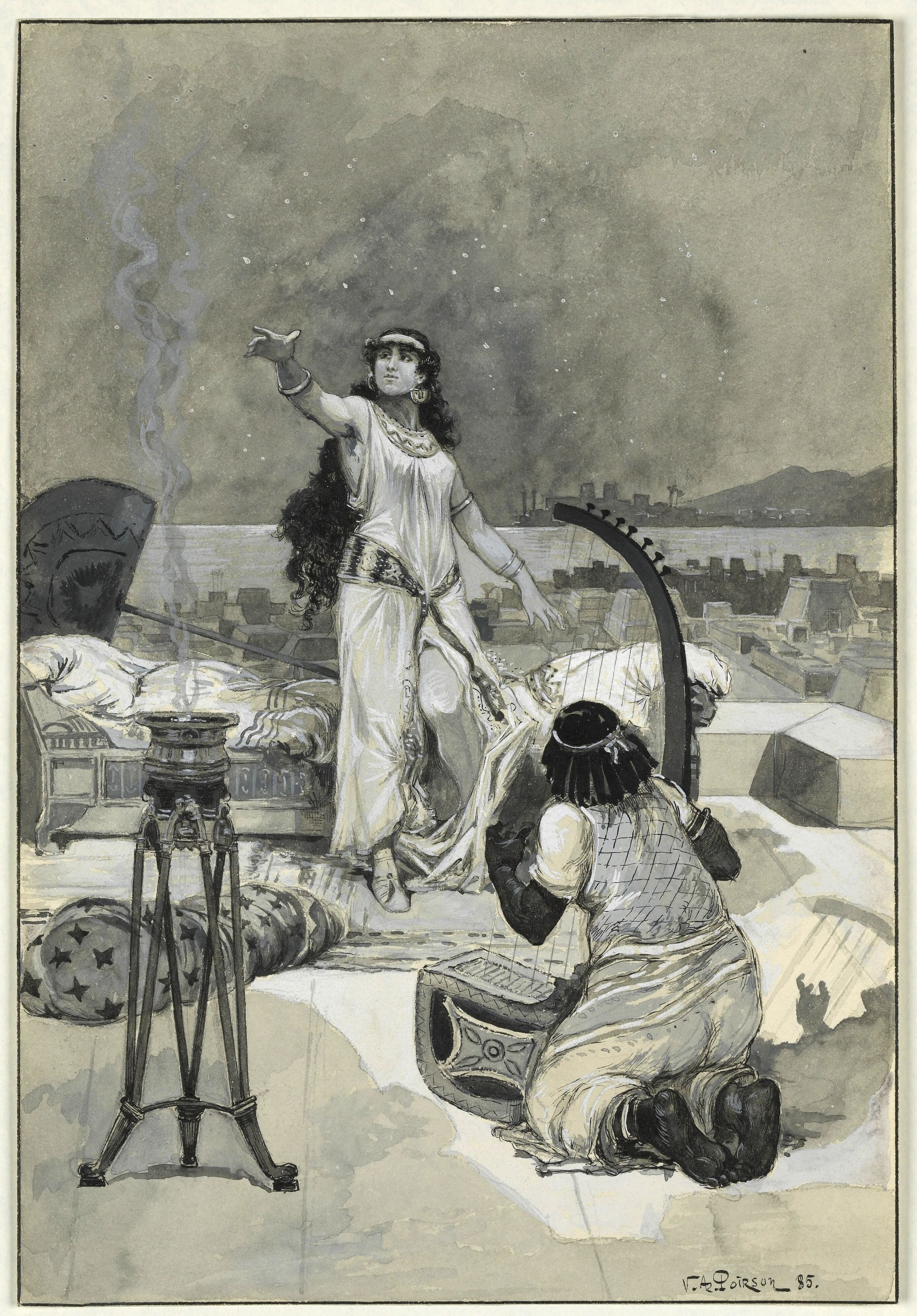
« Ô Tanit ! tu m'aimes, n'est-ce pas ? » Dessin de Poirson, 1885.
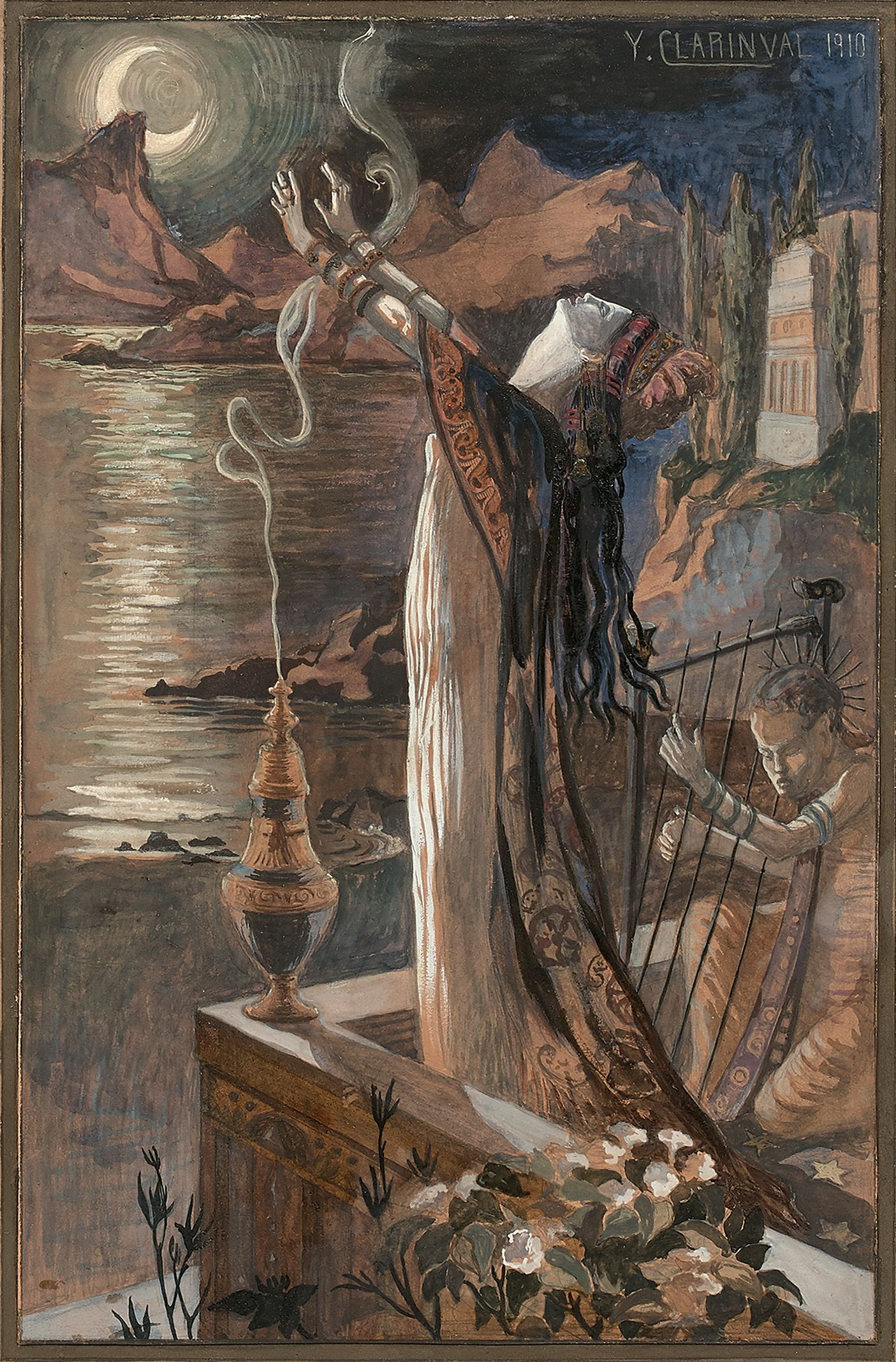
Salammbô invoquant la lune. Toile d'Yvonne Clarinval, 1910.

### 4. Sous les murs de Carthage
Après seulement trois jours de voyage depuis Sicca, l'armée des mercenaires arrive devant Carthage et s'installe au milieu de l'isthme, au bord du lac. On ferme les portes. Description de Carthage, de ses nombreux temples, de ses représentations de divinités à la face hideuse.
Des membres du grand conseil vont négocier directement avec les soldats. Leurs exigences sont élevées, mais les promesses qu'Hamilcar leur avait faites pendant la guerre l'étaient tout autant. Ils commencent par réclamer des vivres, payées sur leur dû, puis augmentent leurs demandes jusqu'à vouloir la tête d'Hannon. Pour les calmer, on leur envoie Giscon, qui commence à les régler, mais, excités par Spendius et Zarxas, ils se rebellent. Giscon disparaît lors d'une émeute : « À un geste de Mâtho, tous s'avancèrent. Il écarta les bras ; Spendius, avec un nœud coulant, l'étreignit aux poignets ; un autre le renversa, et il disparut ». Les Carthaginois qui l'accompagnent sont jetés vivants dans la fosse à immondices ; on les y attache à des pieux.
Le lendemain, pris de langueur, les soldats craignent la vengeance de Carthage. Spendius amène alors Mâtho à l'aqueduc, par lequel ils pénètrent, de nuit, dans la ville. Spendius veut aller au temple de Tanit. Mâtho, lui ayant promis de le suivre s'il réussissait à les faire entrer dans Carthage, l'accompagne.

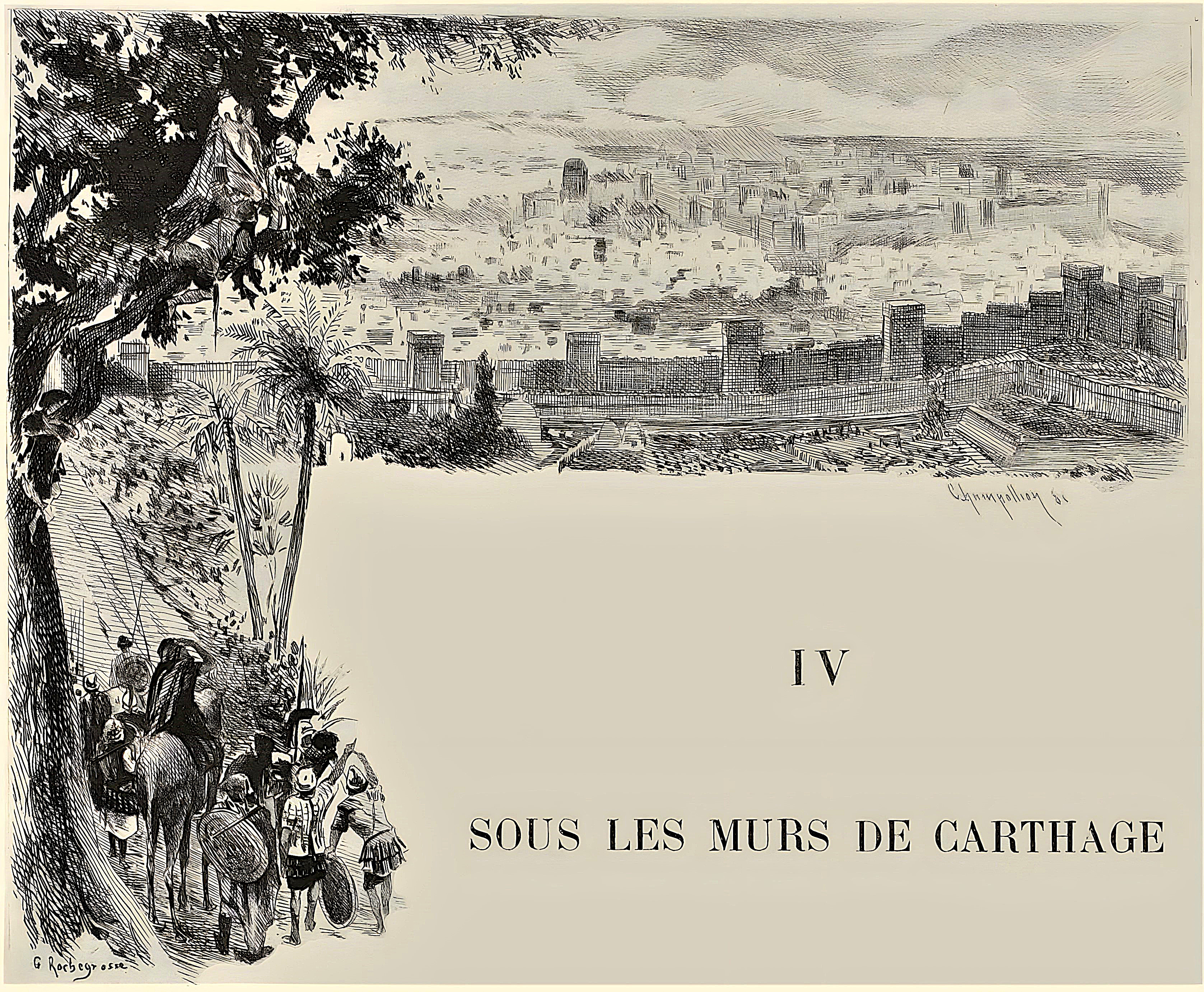
L'armée barbare arrive sous les murs de Carthage. Gravure de Champollion d'après une aquarelle de Rochegrosse, 1900.
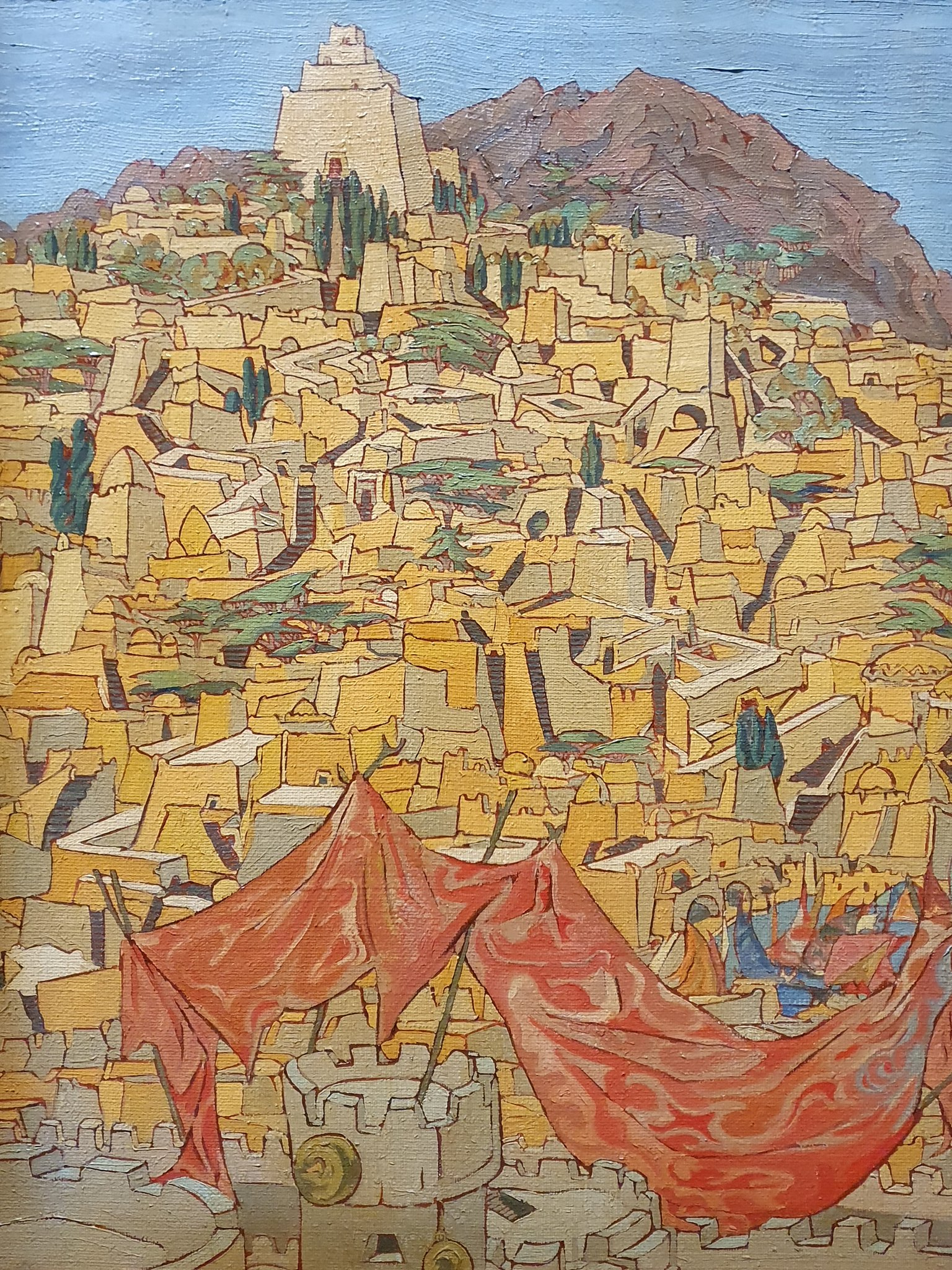
« La ville étageait en amphithéâtre ses hautes maisons de forme cubique ». Peinture de Richard Burgsthal, début du XXe siècle.
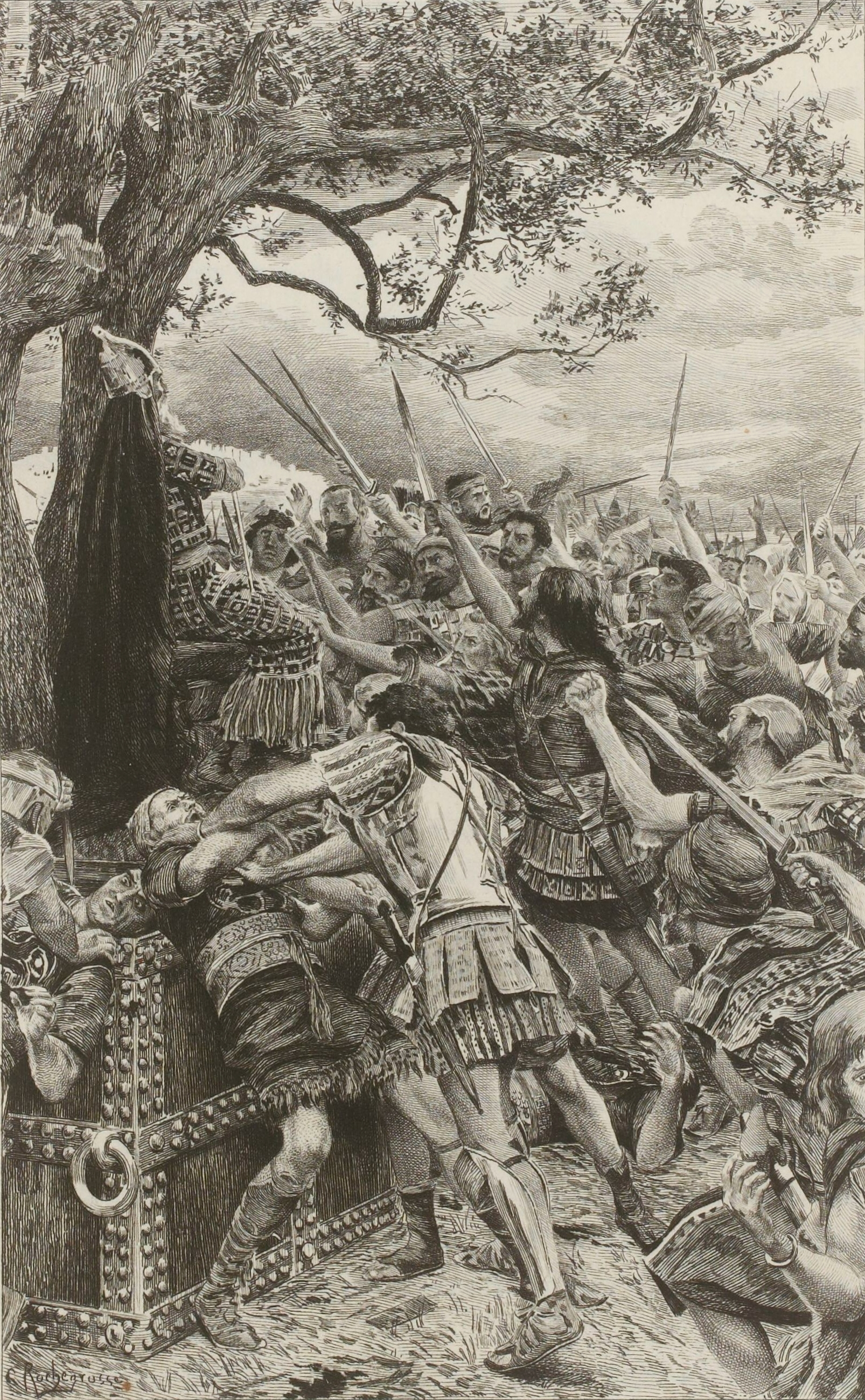
La révolte. Le général Giscon assailli par les mercenaires. Gravure de Champollion d'après une aquarelle de Rochegrosse, 1900.

### 5. Tanit
Sur le chemin du temple, Spendius révèle à Mâtho qu'il veut dérober le zaïmph, le voile de Tanit. Mâtho est effrayé, mais suit tout de même Spendius. Ils pénètrent dans le temple, y voient au passage un grand serpent noir, et volent le voile. Mâtho s'en enveloppe et, comme transfiguré, veut voir Salammbô. Un prêtre les surprend ; Spendius le poignarde, et ils s'enfuient vers le palais d'Hamilcar. Ils y découvrent Salammbô endormie : « […] Mais la lumière s'arrêtait au bord ; — et l'ombre, telle qu'un grand rideau, ne découvrait qu'un angle du matelas rouge avec le bout d'un petit pied nu posant sur la cheville ». Quand elle se réveille, Mâtho lui déclare son amour. Salammbô est fascinée par le voile, qu'elle lui demande de donner. Quand elle se rend compte du sacrilège, elle déclenche l'alarme. Spendius s'enfuit par la falaise et regagne le camp à la nage, tandis que Mâtho sort de la ville par la porte devant laquelle sont morts les frondeurs, qu'il arrive de justesse à ouvrir. Comme protégé par le zaïmph, il regagne lui aussi le camp des mercenaires.

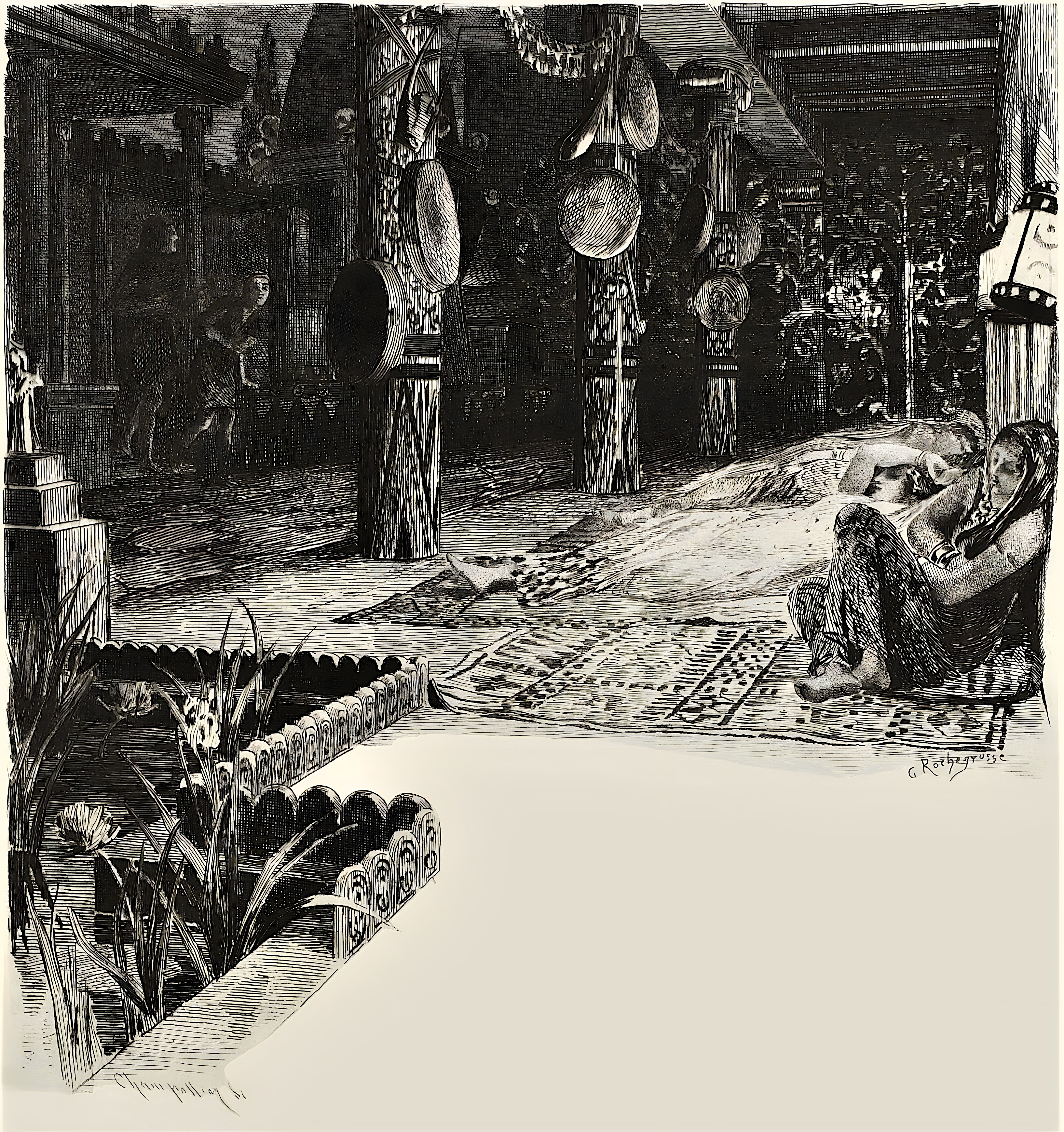
Mâtho et Spendius tentent de pénétrer dans le temple de Tanit. Gravure de Champollion d'après Rochegrosse, 1900.
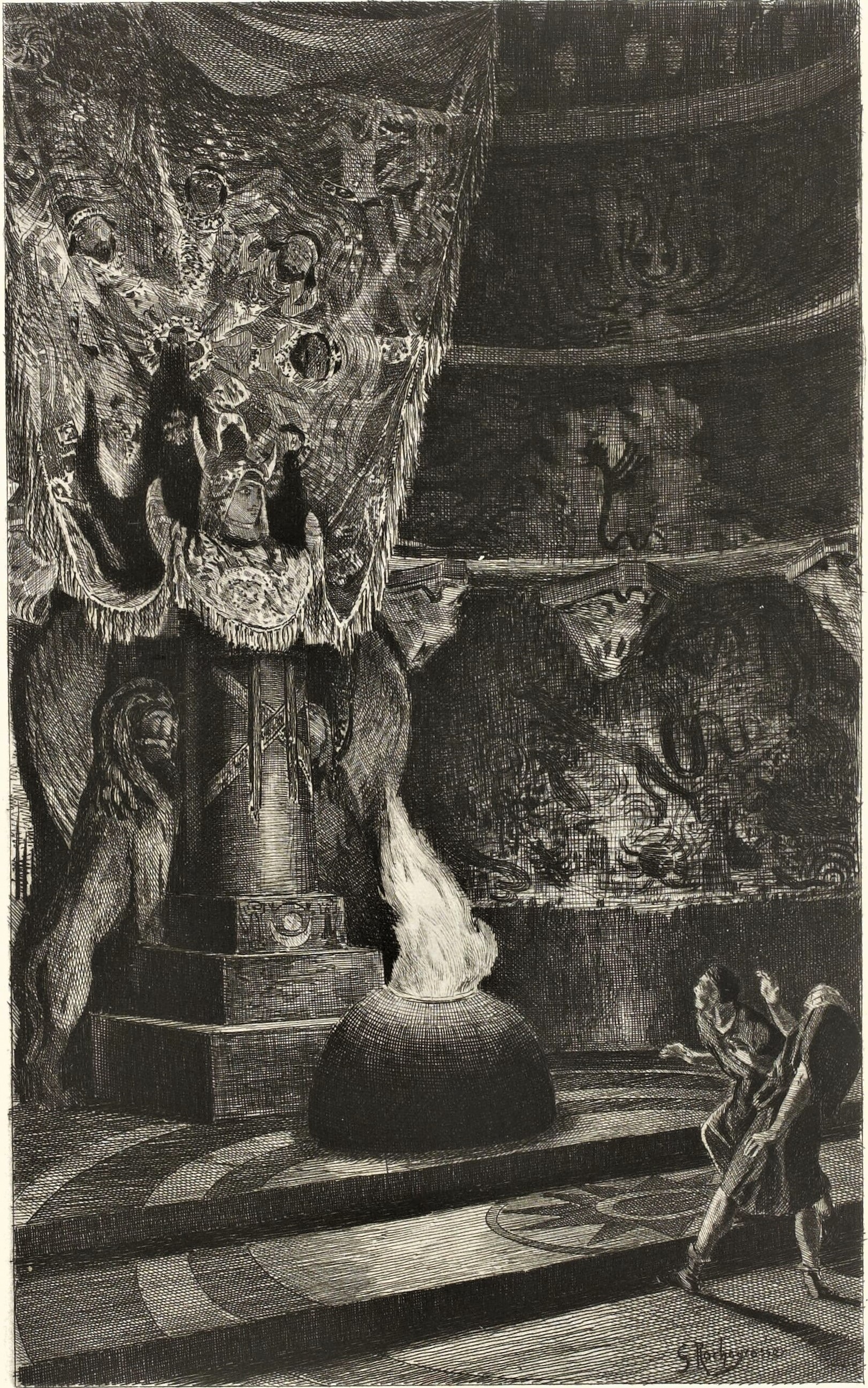
Mâtho et Spendius découvrent le zaïmph dans le sanctuaire de Tanit. Gravure de Champollion d'après Rochegrosse, 1900.
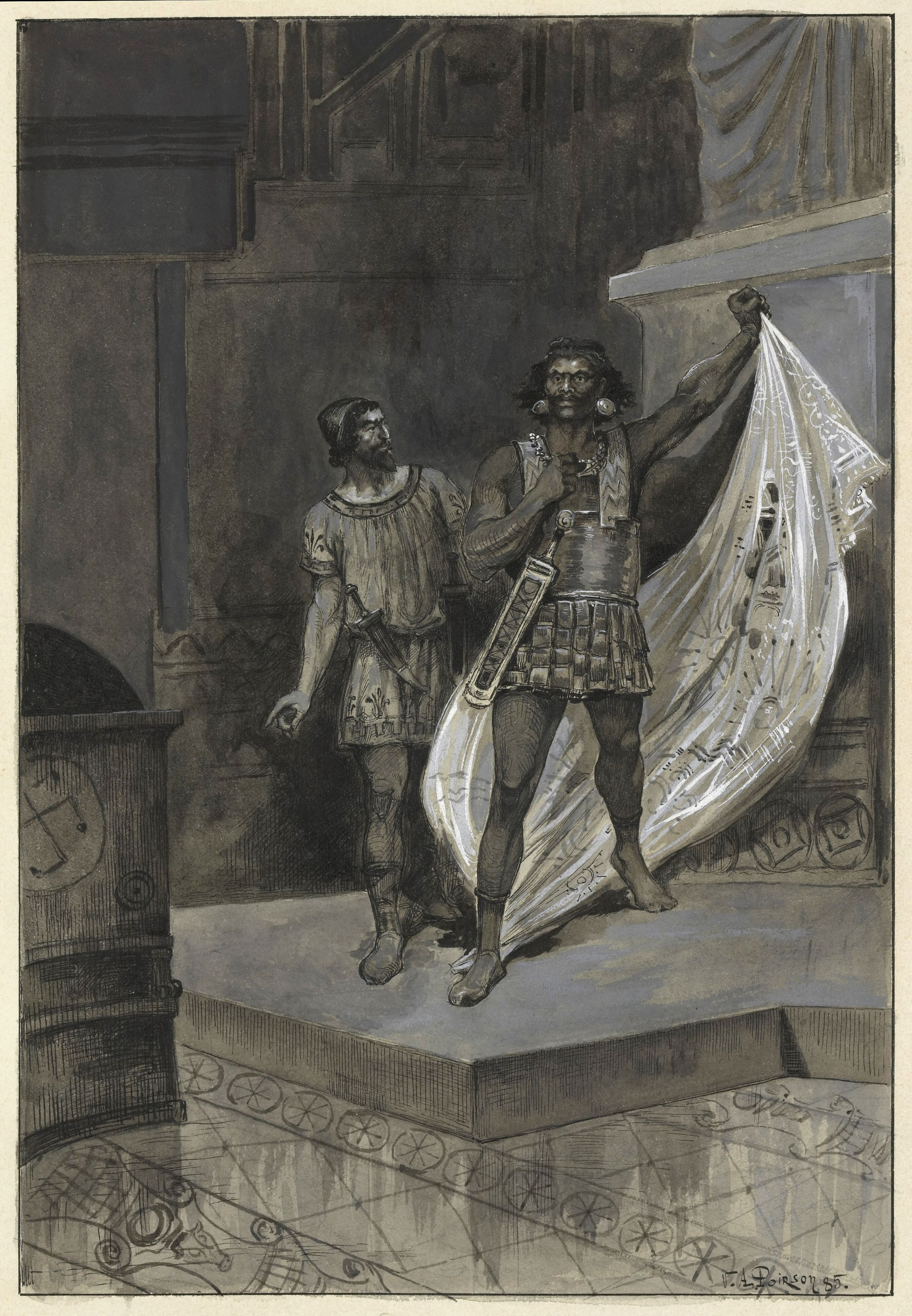
Mâtho se drape dans le zaïmph sacré sous les yeux de Spendius. « Il semblait à Spendius de taille plus haute et transfiguré. » Dessin de Poirson, 1885.
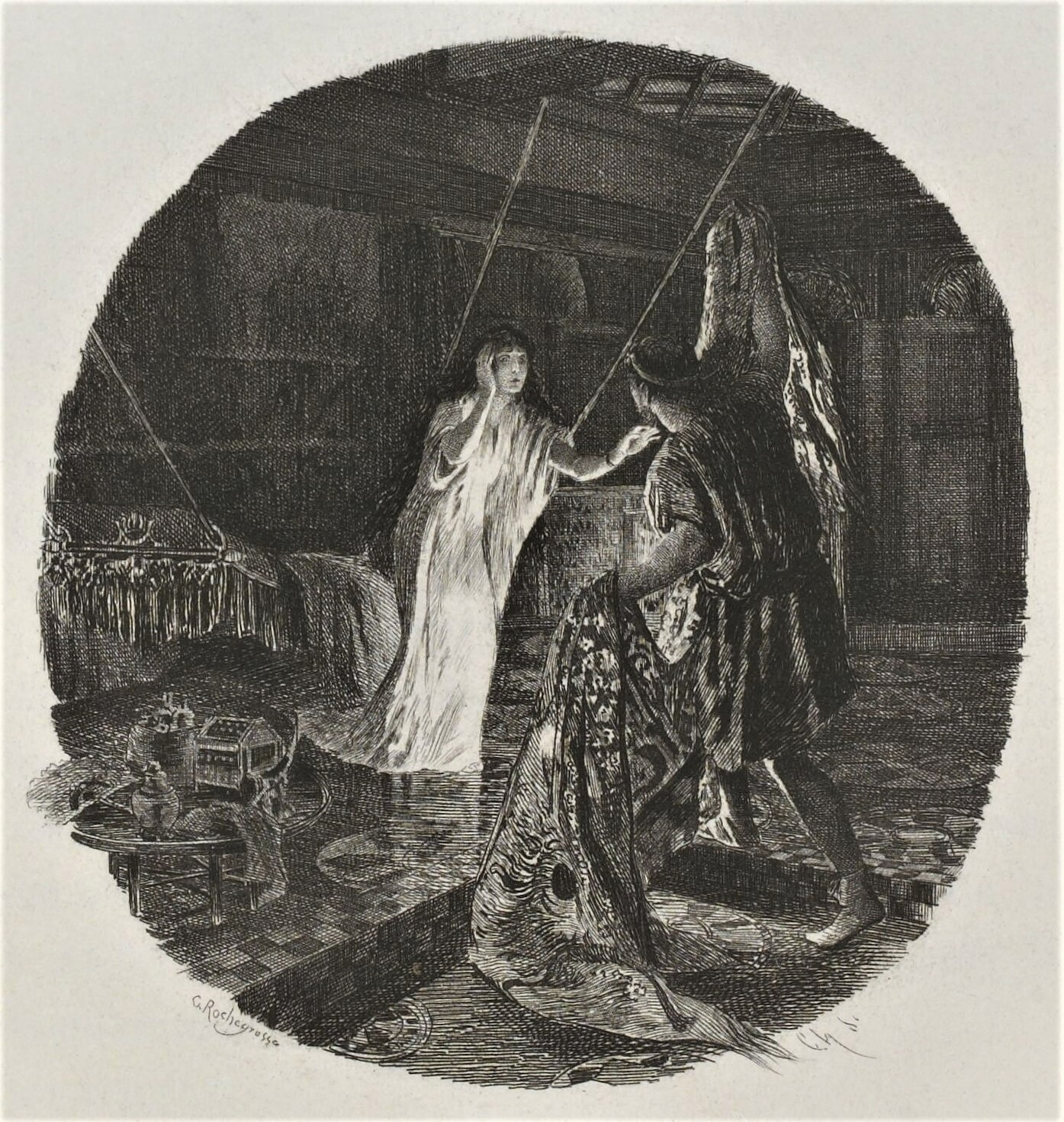
Mâtho dans la chambre de Salammbô. Gravure de Champollion d'après Rochegrosse, 1900.

### 6. Hannon
Narr'Havas le Numide vient faire alliance avec Mâtho, auréolé du vol du zaïmph, contre Carthage. On envoie des émissaires aux tribus du territoire punique qui, en retour, fournissent de l'argent et des hommes. Mâtho paie alors l'arriérage de leur solde aux mercenaires, qui le nomment général en chef. Mais deux cités restent neutres, Utique et Hippo-Zaryte (l'actuelle Bizerte). Spendius va attaquer Utique, Mâtho Hippo-Zaryte, Narr'Havas rentre chez lui en promettant d'en ramener des éléphants, et Autharite, le chef des mercenaires gaulois, reste devant Tunis. Pendant ce temps, Carthage donne tout pouvoir à Hannon, qui enrôle tous les citoyens et prépare les éléphants. Un jour, il attaque les mercenaires devant Utique et les bat grâce aux éléphants, mais Mâtho et Narr'Havas interviennent et la situation se retourne. Hannon fuit vers Carthage, qui fait appel à Hamilcar.

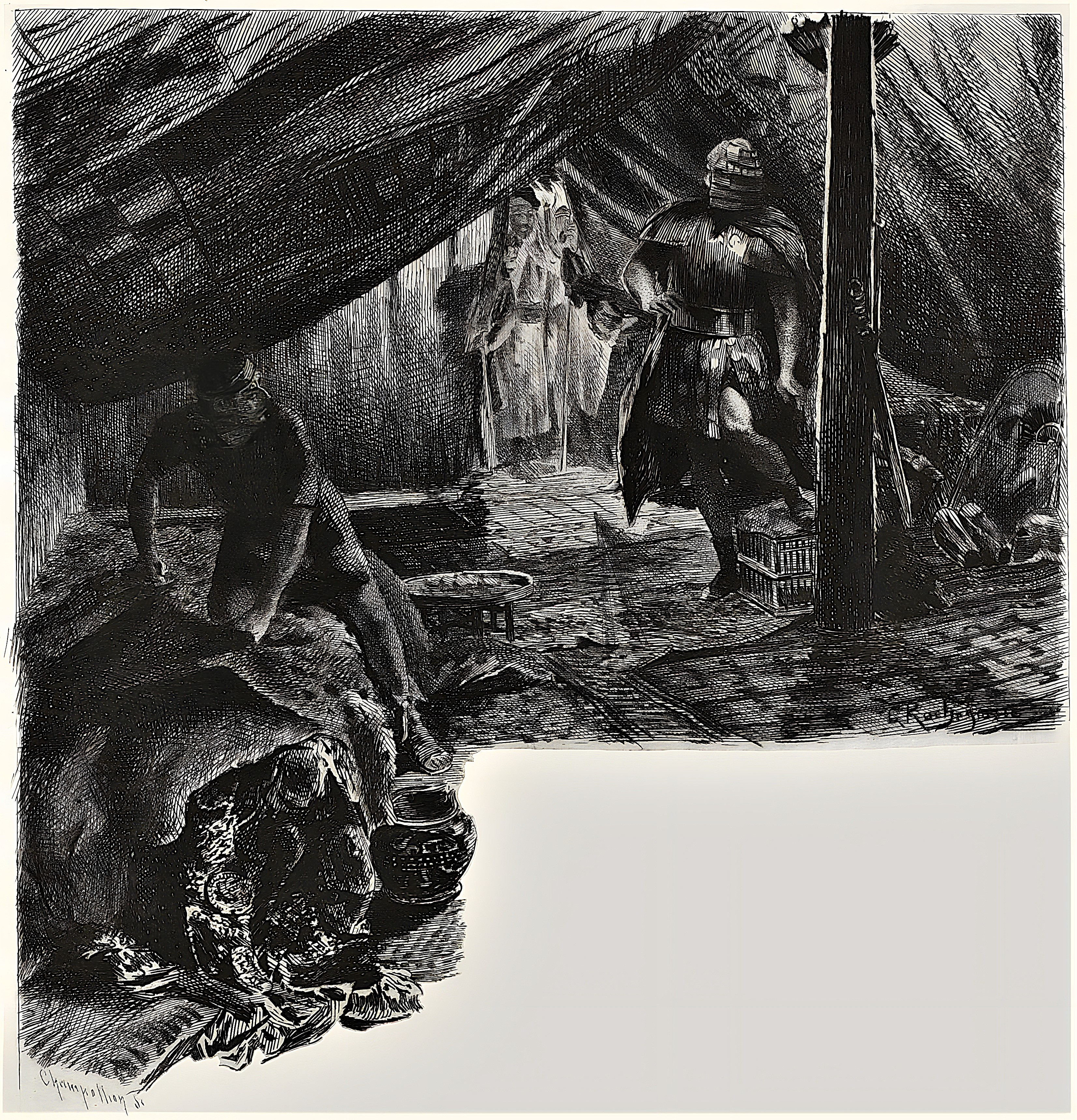
Narr'Havas entre dans la tente de Mâtho tandis que Spendius dissimule le zaïmph. Gravure de Champollion d'après Rochegrosse, 1900.
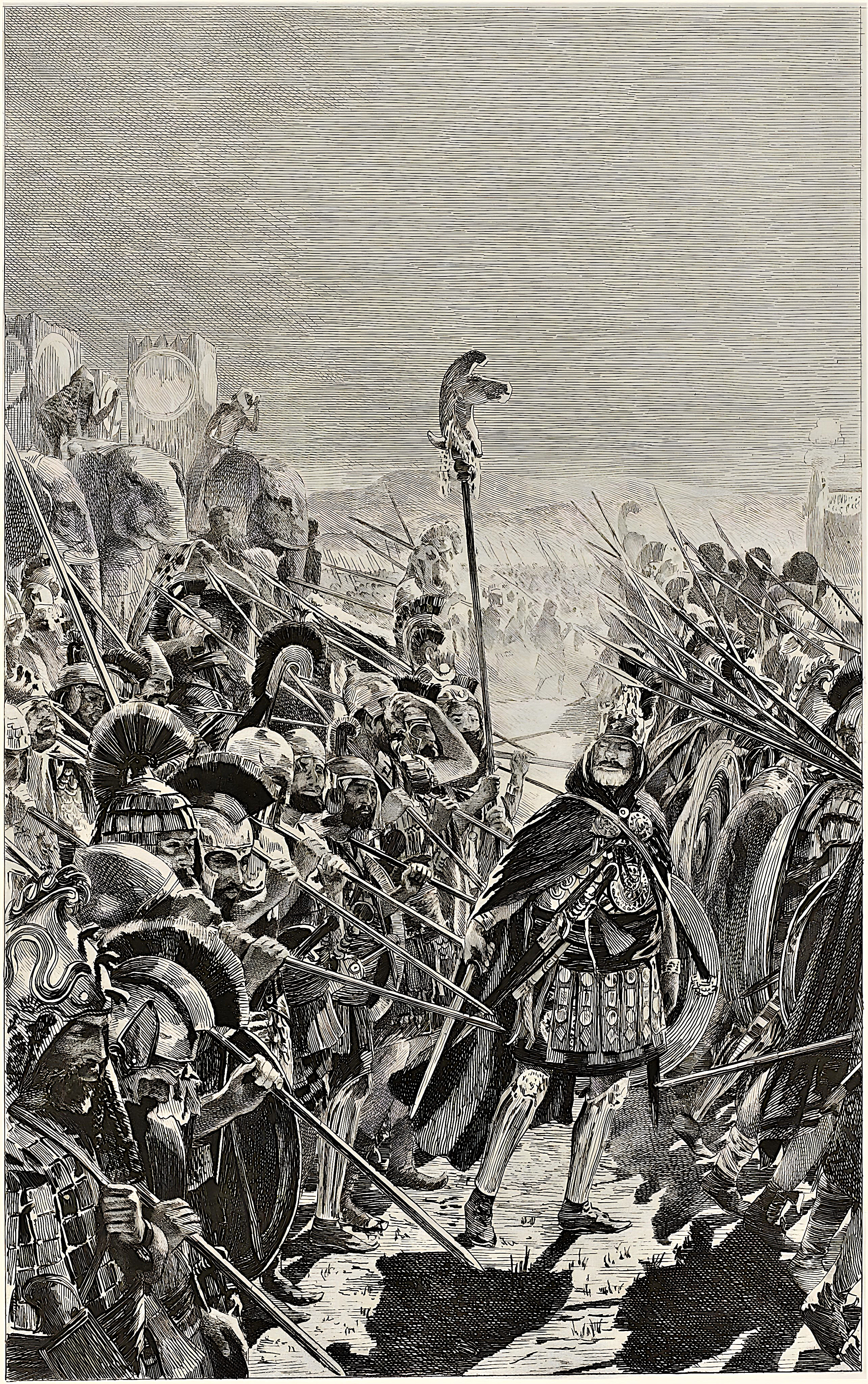
L'armée d'Hannon. Gravure de Champollion d'après Rochegrosse, 1900.
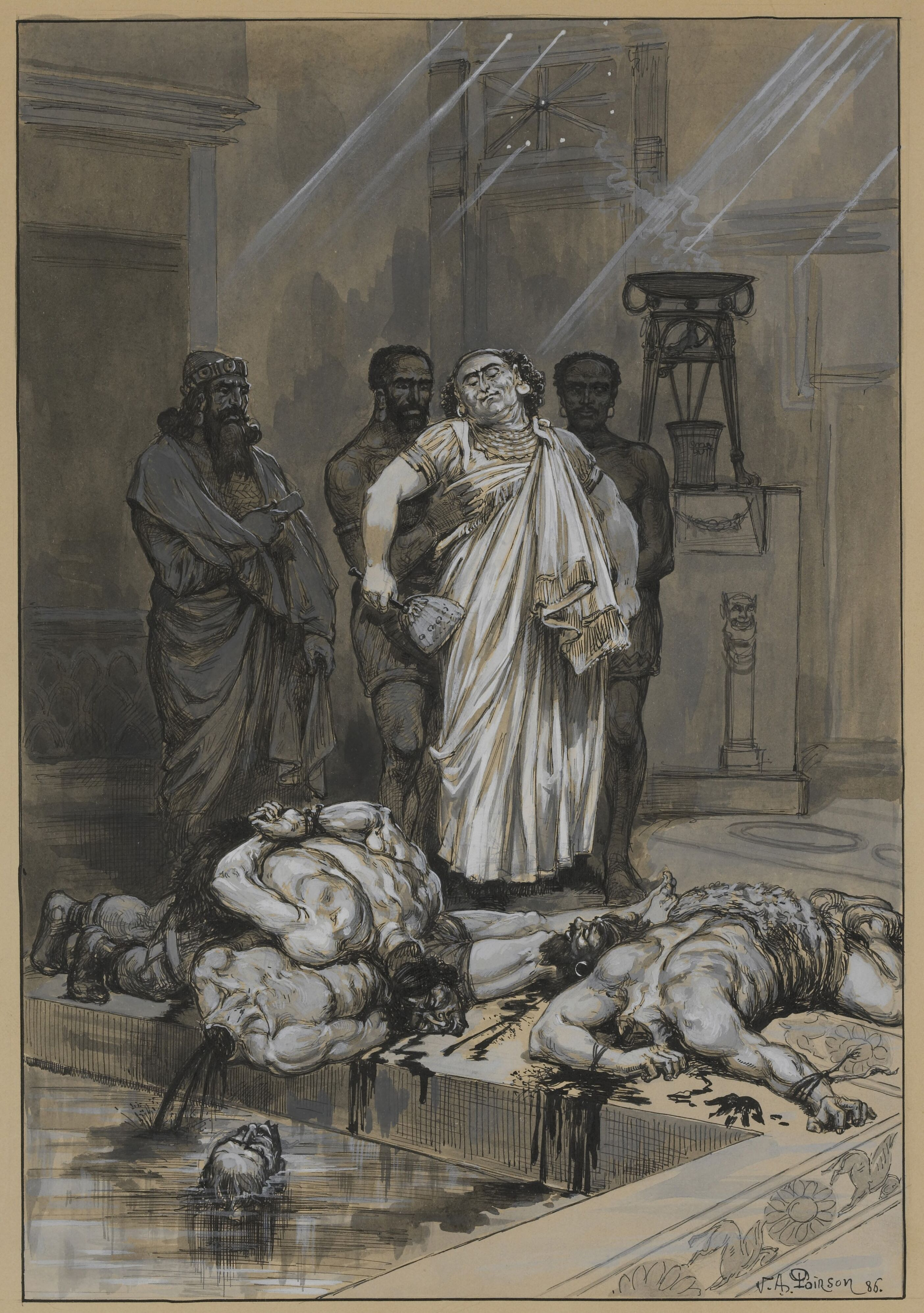
« Les trois corps couchés ruisselaient à gros bouillons. » Dessin de Poirson, 1886.

### 7. Hamilcar Barca
Un matin, Hamilcar revient à Carthage sur son navire. Il se rend dans son palais où les hommes de son parti lui racontent la débandade. Un de ses serviteurs, Iddibal, vient lui parler de son fils qu'il tient caché ; présage de grandeur, l'enfant a récemment tué à main nue un aigle, emblème de Rome.
Le Suffète se rend ensuite dans le temple de Moloch, à l'assemblée des Anciens où il a une violente altercation avec Hannon. Il y apprend que sa fille Salammbô aurait couché avec un Barbare. Les Anciens lui proposent tout de même le commandement des armées puniques mais il refuse. Il parcourt ensuite son palais et ses dépendances et les voit dévastés. Deux larmes jaillissent quand il voit les éléphants mutilés. Le soir, il accepte le commandement.

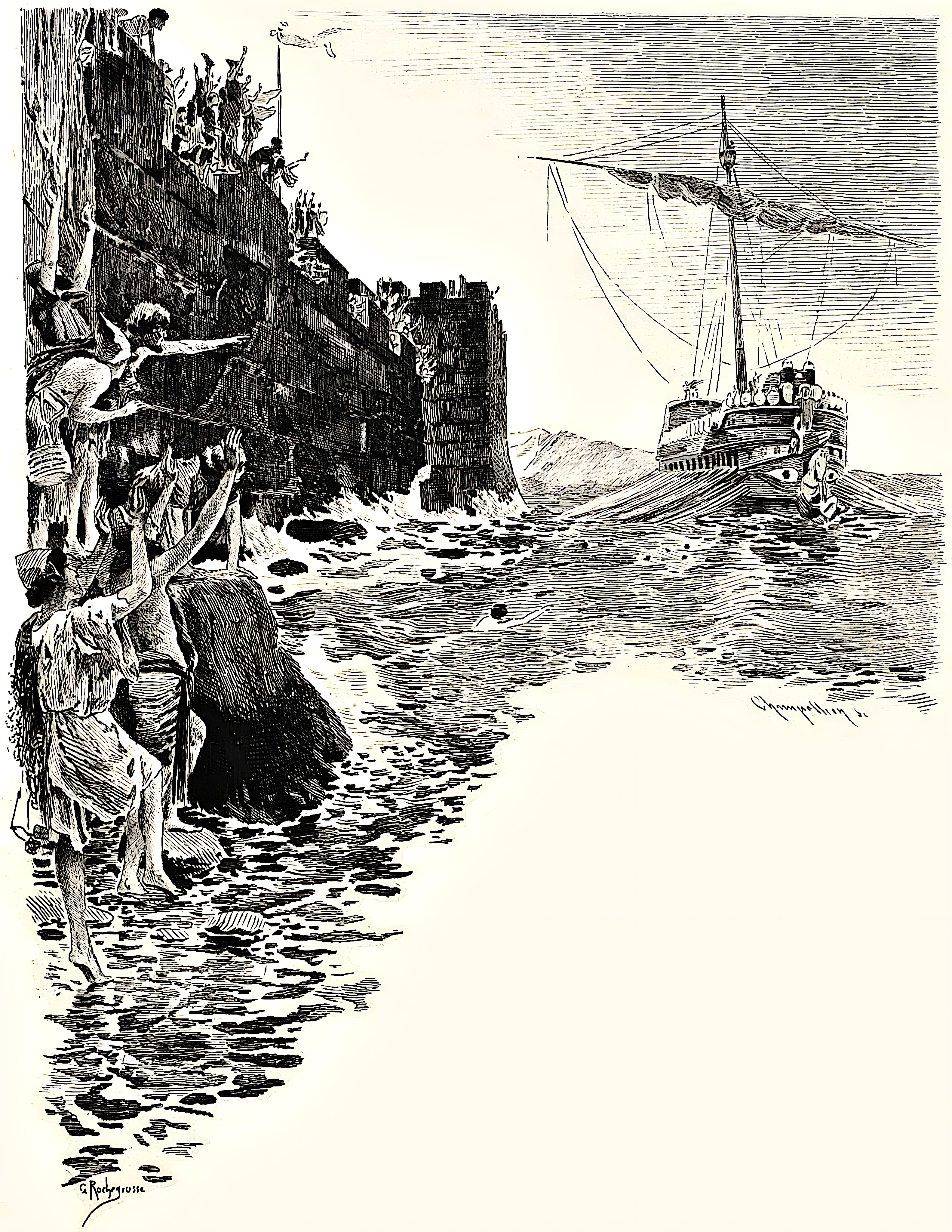
La trirème d'Hamilcar. Gravure de Champollion d'après Rochegrosse, 1900.
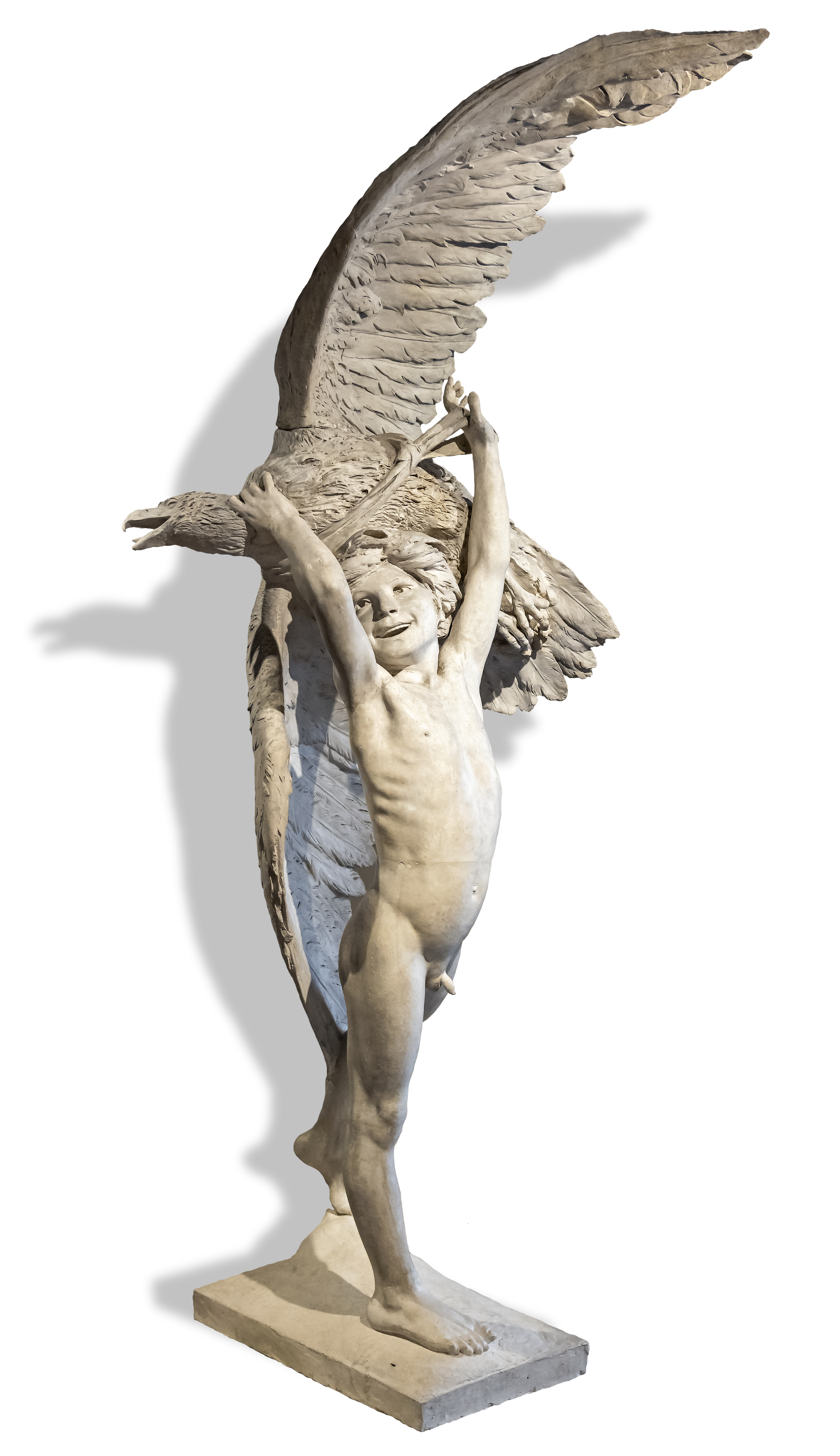
La première victoire d'Hannibal. Plâtre d'Antoine Bourdelle, 1885.
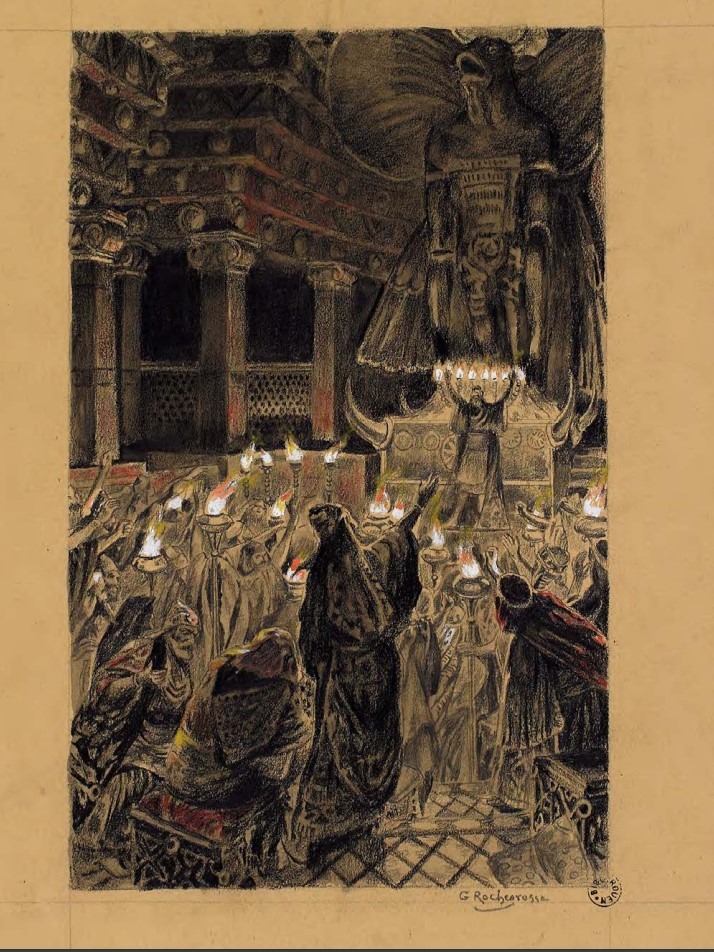
Le temple de Moloch. Composition de Rochegrosse, vers 1900.
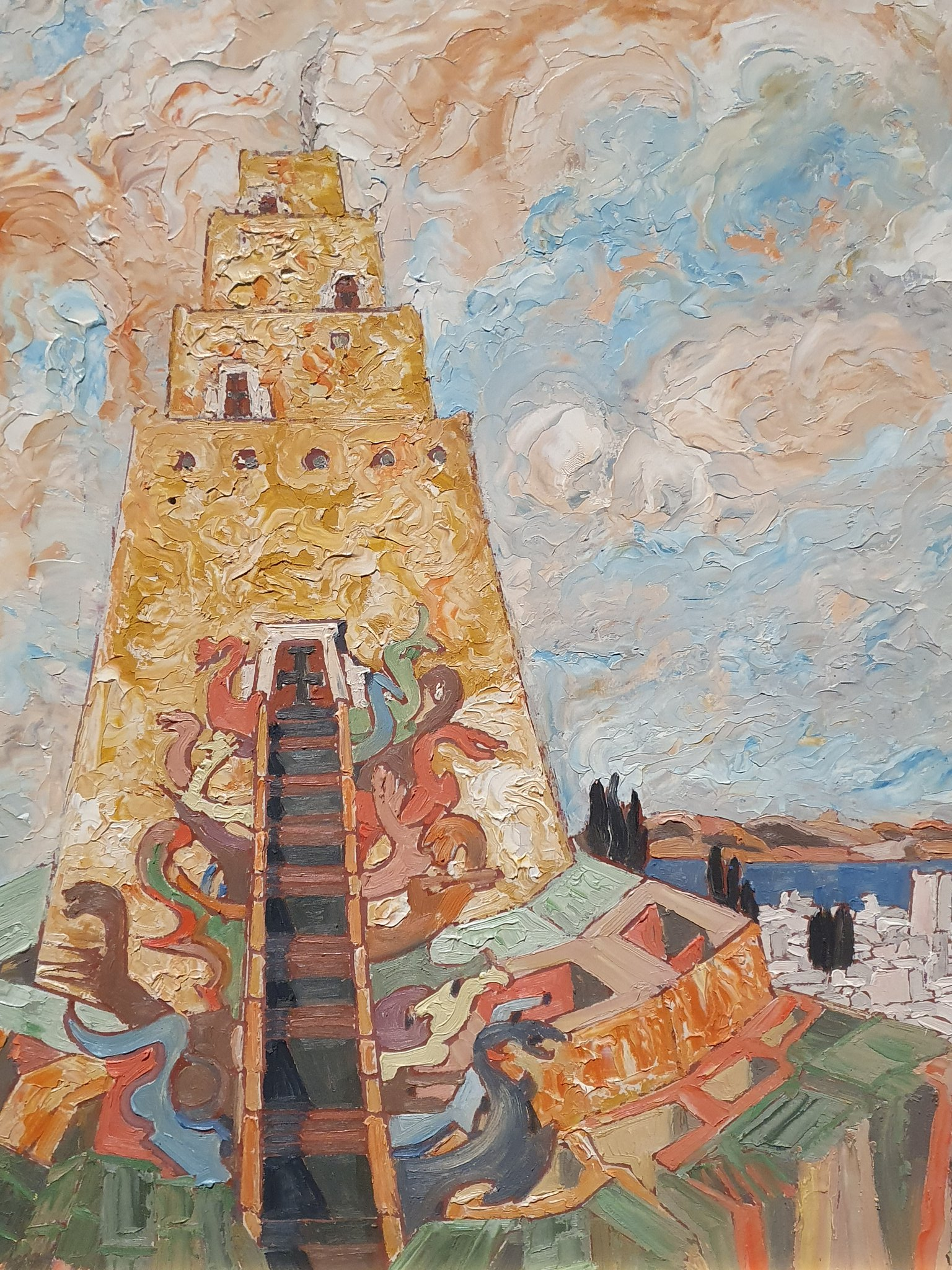
Le Palais d'Hamilcar. Peinture de Richard Burgsthal, début du XXe siècle.
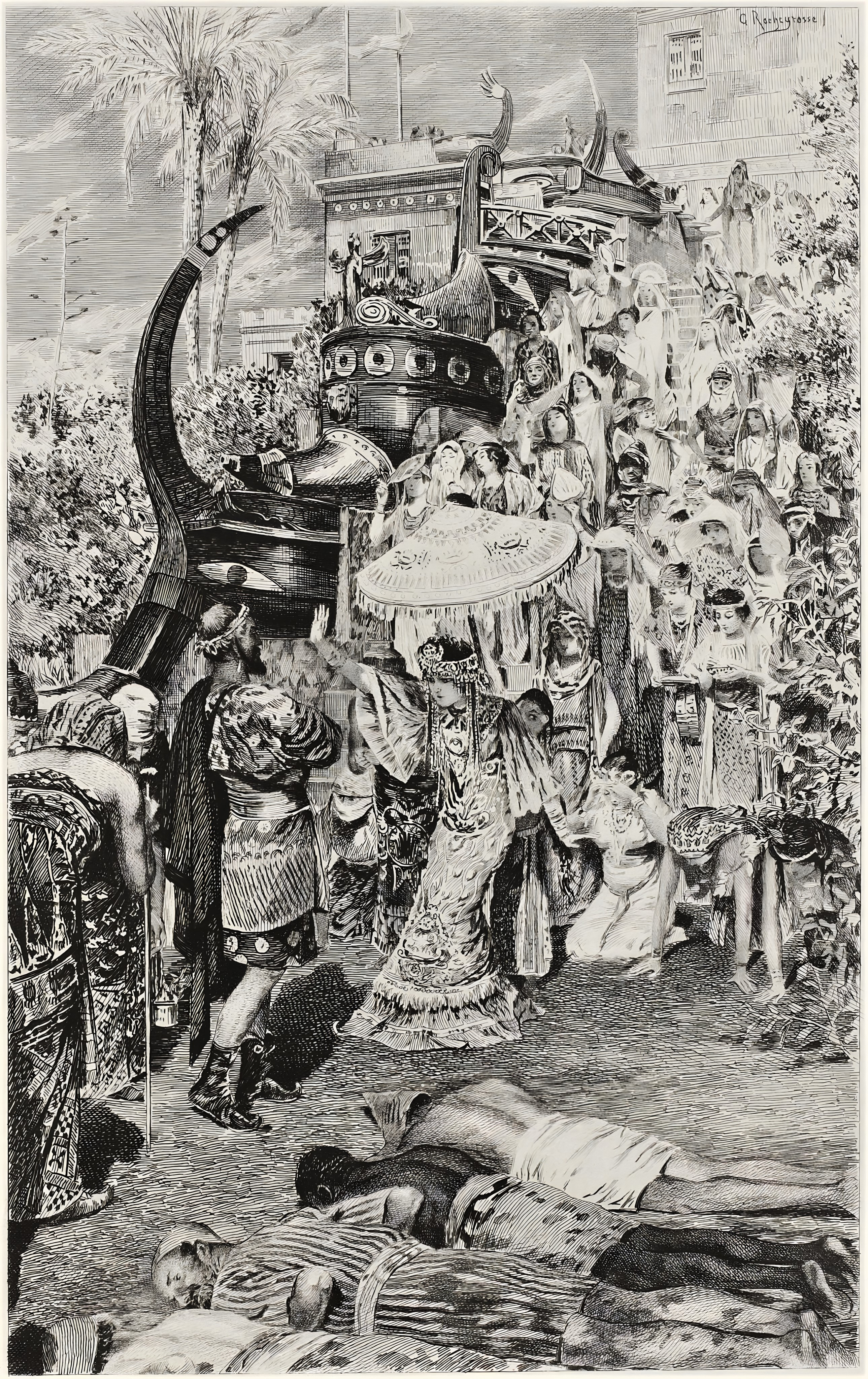
Salammbô recevant Hamilcar. Gravure de Champollion d'après Rochegrosse, 1900.

### 8. La bataille du Macar
Hamilcar prépare alors son armée et ses éléphants, mais, contre toute attente, il repousse le moment de partir en guerre. Il va souvent seul en reconnaissance. Une nuit, cependant, il mène son armée, par un chemin dangereux et bourbeux, jusqu'au pont sur le Macar. La bataille avec les Barbares s'engage, elle semble pencher en faveur de ces derniers, dirigé par Spendius, mais l'intervention des éléphants d'Hamilcar change tout. Quand Mâtho arrive en renfort, il ne peut que constater, pour la deuxième fois, le désastre.

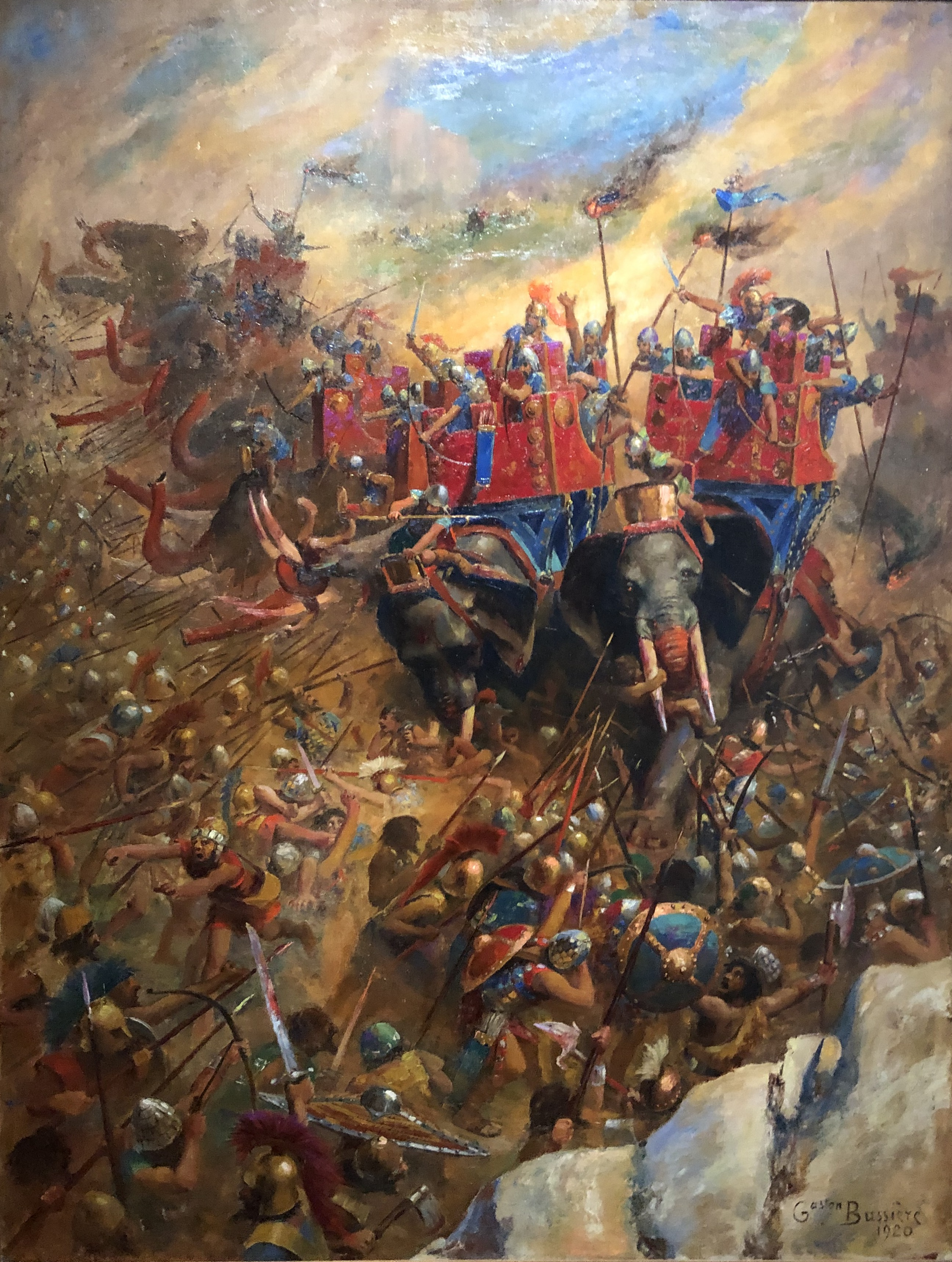
La charge des éléphants, huile sur toile de Gaston Bussière, 1920.
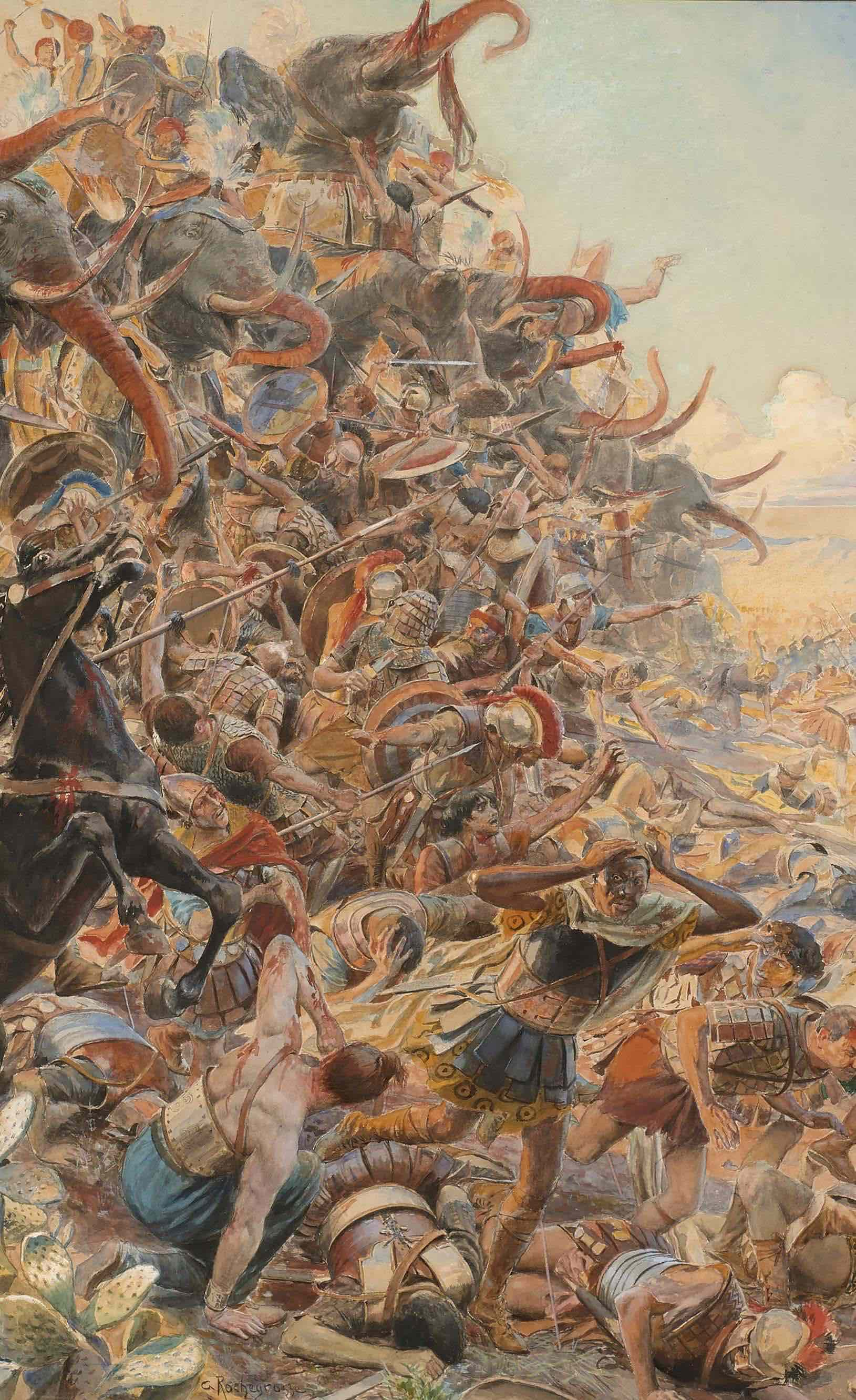
La bataille du Macar, aquarelle de Rochegrosse, vers 1900.
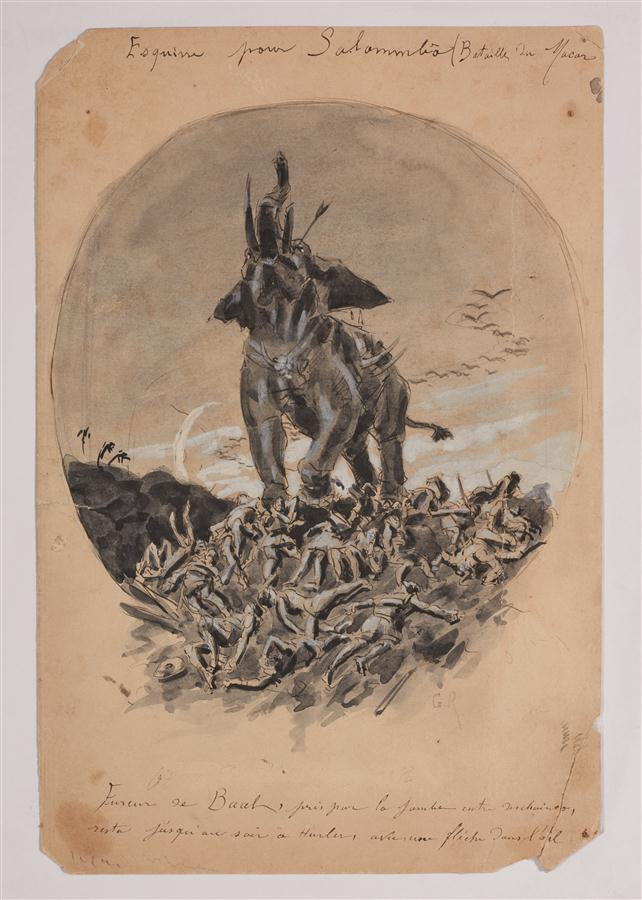
Esquisse de Rochegrosse, vers 1900.

### 9. En campagne
Hamilcar s'en va chercher l'aide des tribus du Sud. Il envoie des prisonniers de guerre barbares à Carthage où ces derniers sont exécutés, contre sa volonté. La stratégie d'Hamilcar demeure incompréhensible aux quatre chefs barbares (Mâtho, Spendius, Narr'Havas et Autharite). Mais, vers le lac d'Hippo-Zaryte, ils parviennent à l'encercler. Débute alors le siège du camp carthaginois qui peu à peu n'a plus de vivres. Hamilcar en veut au Conseil des Anciens de ne pas le soutenir, tandis que les Carthaginois le tiennent pour responsable de la défaite. On se tourne alors vers Moloch au détriment de Tanit qui a perdu son voile, dont Salammbô est indirectement responsable. On rêve de la punir.

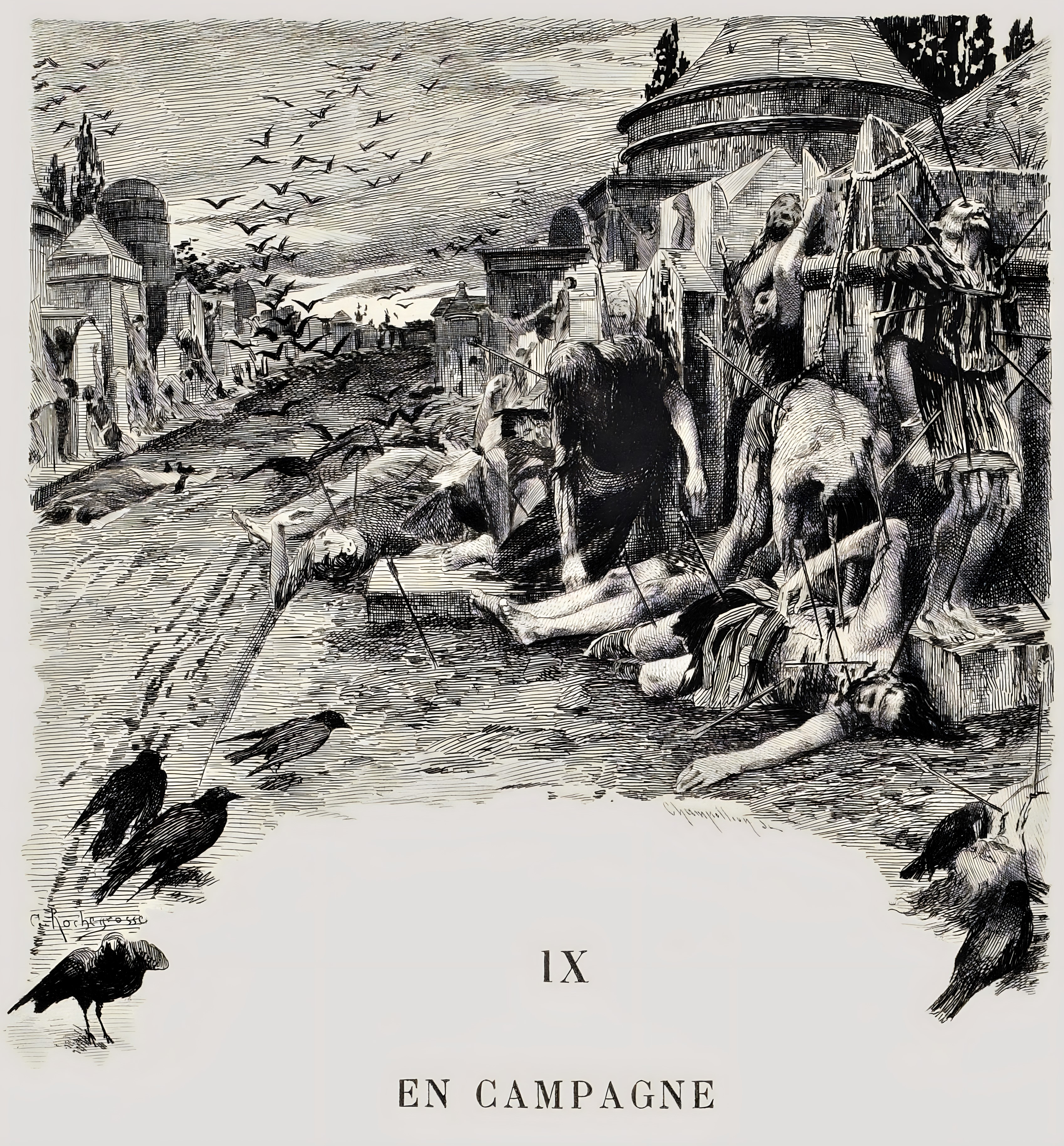
Les cadavres des vaincus. Gravure de Champollion d'après Rochegrosse, 1900.
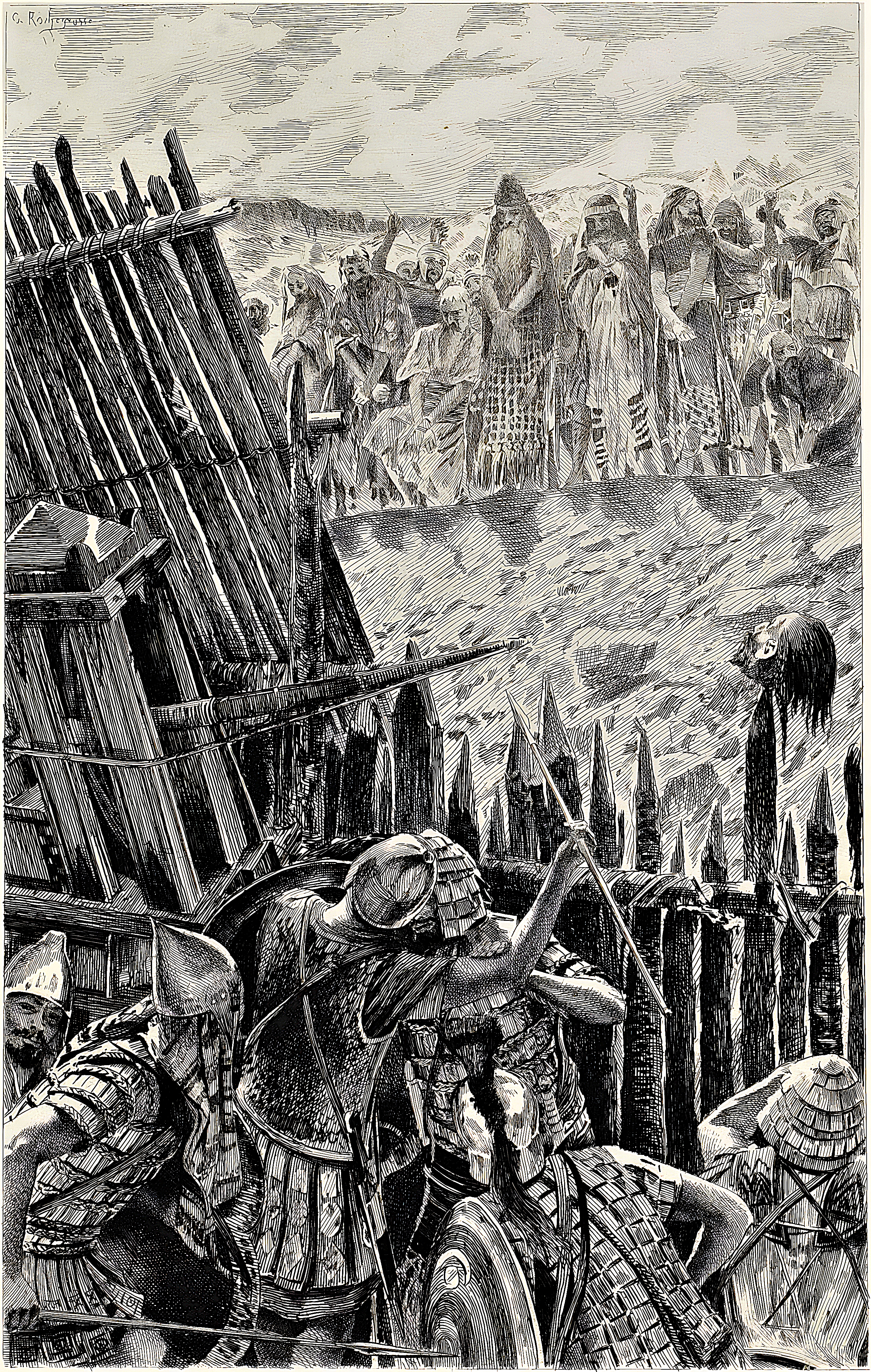
Les Riches devant le camp des Carthaginois. Gravure de Champollion d'après Rochegrosse, 1900.
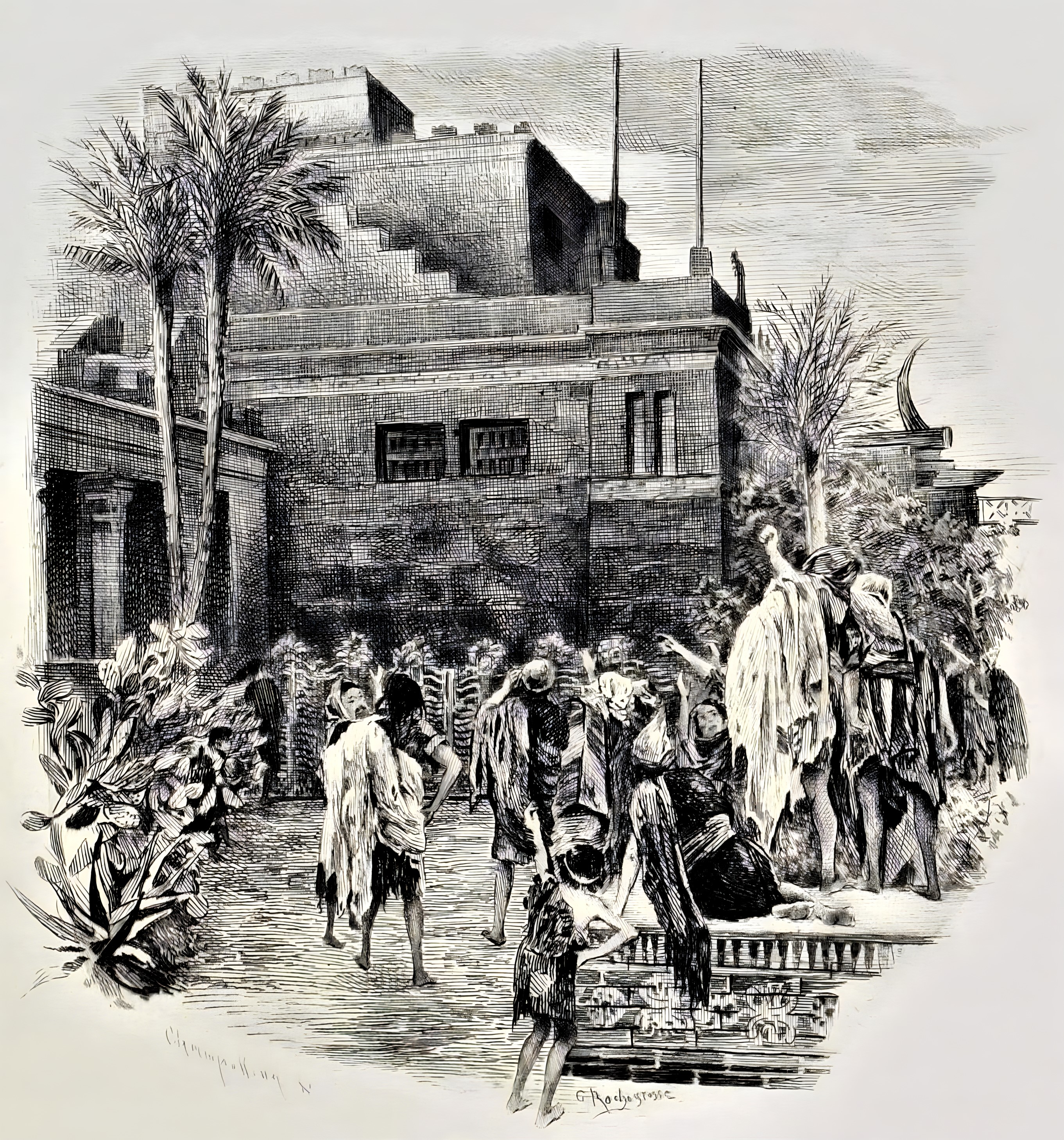
Le peuple envahit les jardins de Mégara. Gravure de Champollion d'après Rochegrosse, 1900.

### 10. Le serpent
Dans le palais, Salammbô est inquiète car son serpent — un python — dépérit et elle se sent responsable de la disparition du zaïmph. Le prêtre-eunuque Schahabarim — désespéré d'avoir vu enfant sa virilité sacrifiée — la convainc d'aller chercher le zaïmph chez Mâtho, sous sa tente, en le séduisant. Salammbô accepte sans comprendre. Le python reprend alors des forces. Le jour venu, Salammbô exécute une danse de l'amour avec lui, puis l'esclave Taanach la pare magnifiquement, comme pour ses noces. Salammbô s'en va alors, une ombre gigantesque marchant à ses côtés obliquement, ce qui était un présage de mort.

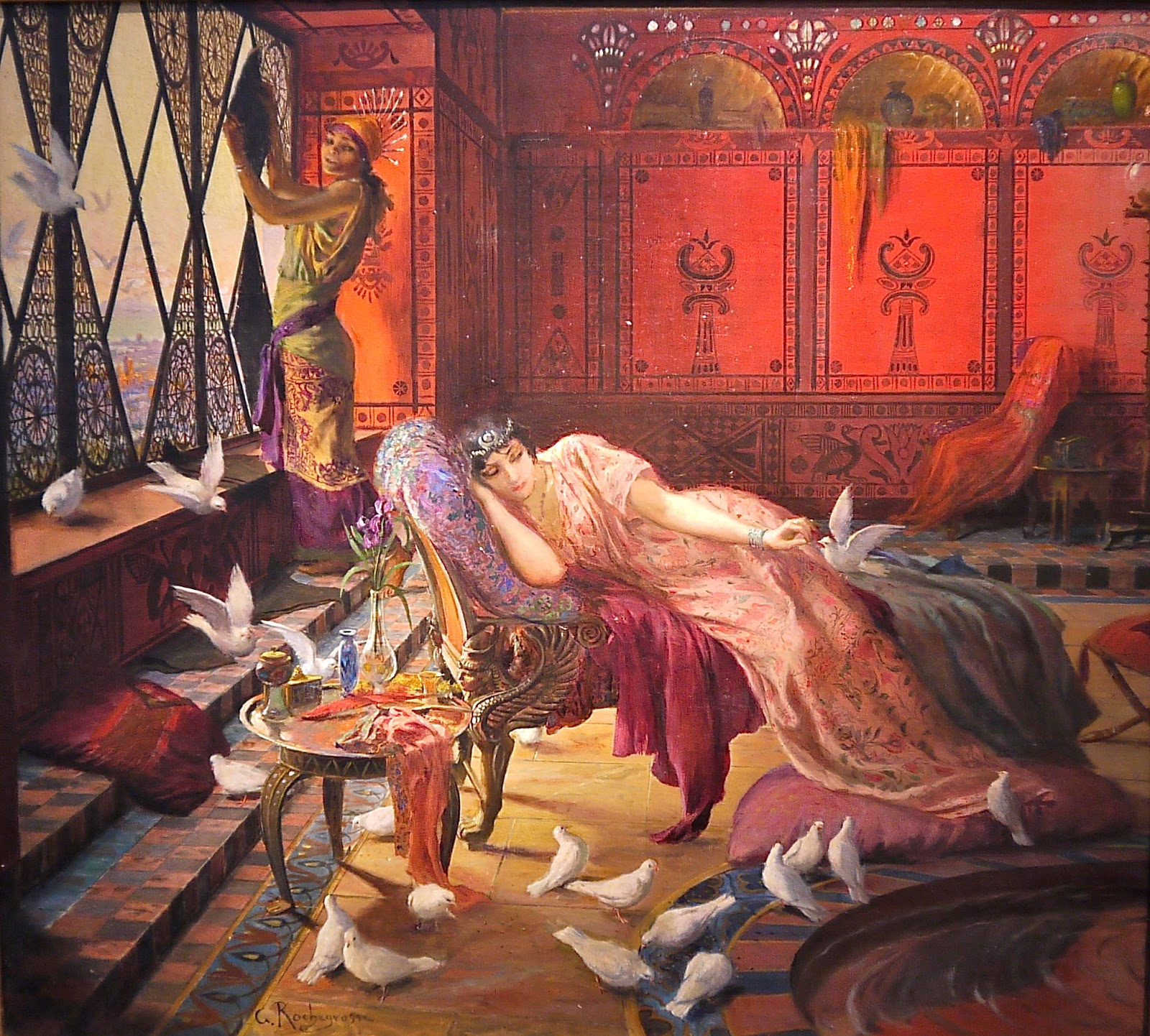
Salammbô, sa servante Taanach et les colombes sacrées de Tanit. Huile sur toile de Rochegrosse, 1895.
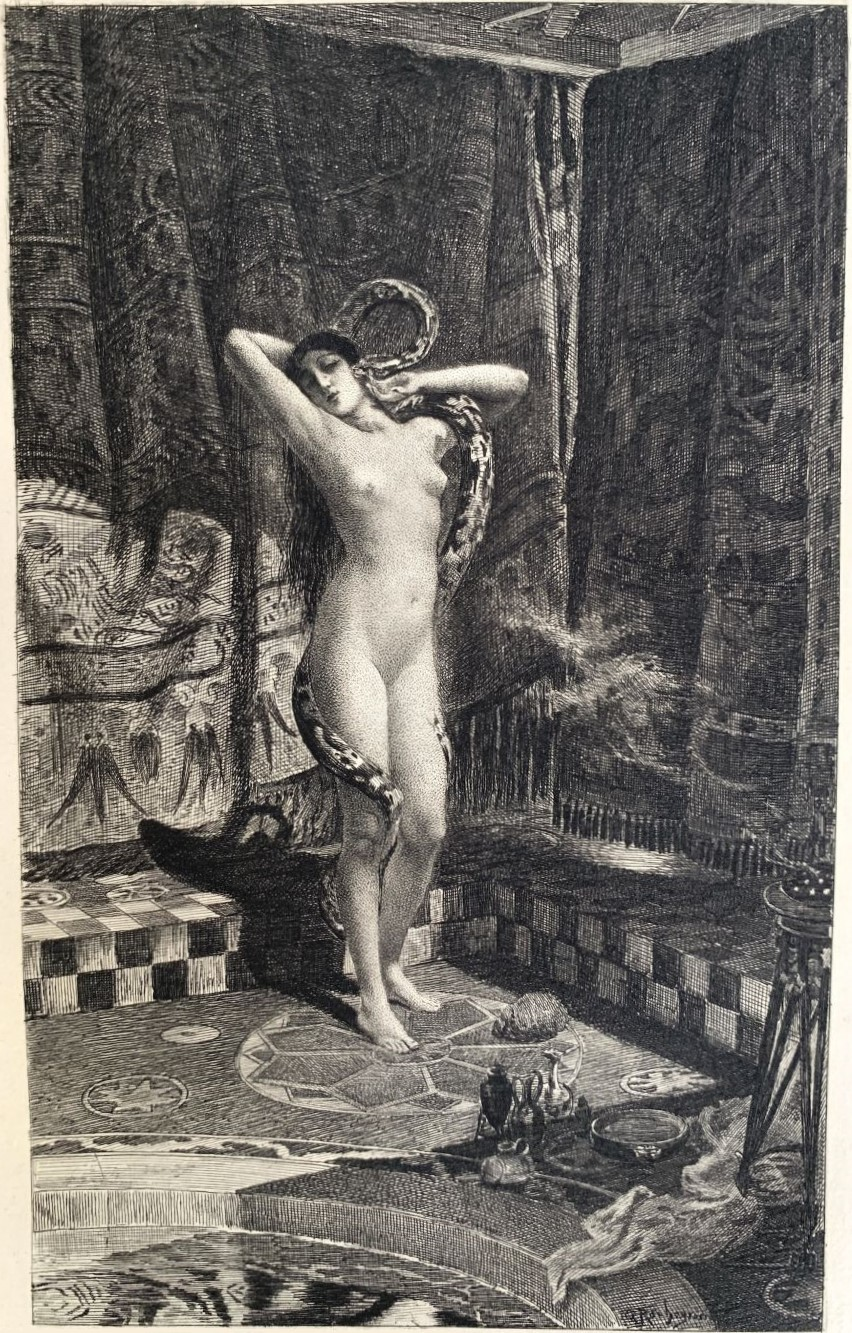
Le serpent. Gravure de Champollion d'après Rochegrosse, 1900.

### 11. Sous la tente
Avec un esclave de Schahabarim, Salammbô se rend au camp des Mercenaires qui encerclent l'armée d'Hamilcar. Elle demande à voir Mâtho en se faisant passer pour un transfuge. Il la conduit sous sa tente où elle voit le zaïmph et dévoile son identité. Mâtho est subjugué. Elle lui dit être venue chercher le zaïmph, mais il ne l'entend pas. Il la contemple, puis la touche du bout du doigt, il lui déclare sa passion, oscille entre le désir d'être son maître et celui d'être son esclave. Alors « Mâtho lui saisit les talons, la chaînette d'or éclata, et les deux bouts, en s'envolant, frappèrent la toile comme deux vipères rebondissantes. Le zaïmph tomba, l'enveloppait ; elle aperçut la figure de Mâtho se courbant sur sa poitrine. — « Moloch, tu me brûles ! » et les baisers du soldat, plus dévorateurs que des flammes, la parcouraient ; elle était comme enlevée dans un ouragan, prise dans la force du soleil. »
Après qu'un incendie s'est déclenché dans le camp, Salammbô, après avoir vu Giscon qui la maudit d'avoir couché avec Mâtho, s'enfuit au camp de son père avec le zaïmph. Hamilcar, qui voit la chaînette brisée, la donne alors en mariage à Narr'Havas qui vient de trahir Mâtho, au moment où les troupes du suffète attaquent les Barbares.

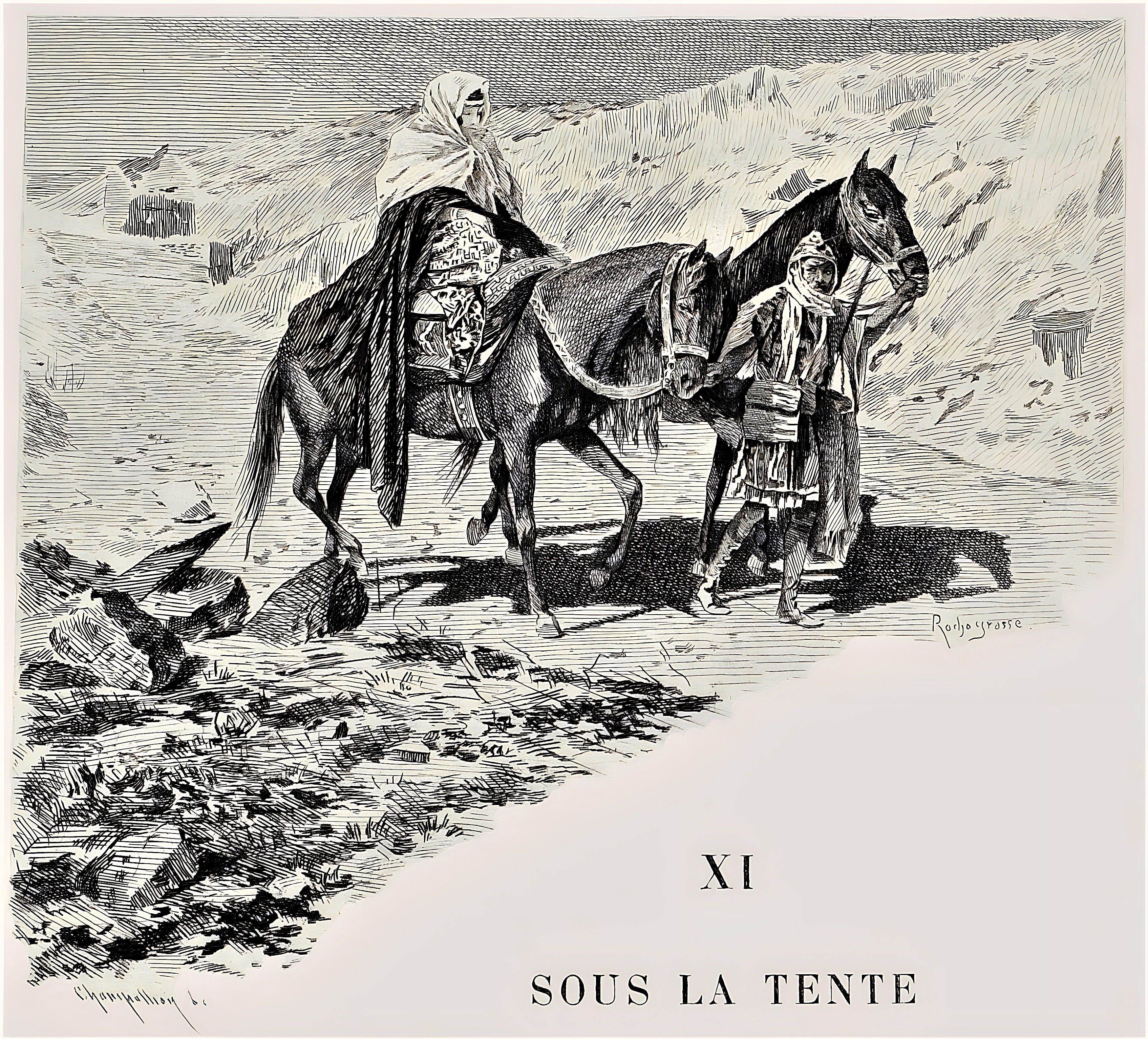
Voyage de Salammbô. Gravure de Champollion d'après Rochegrosse, 1900.
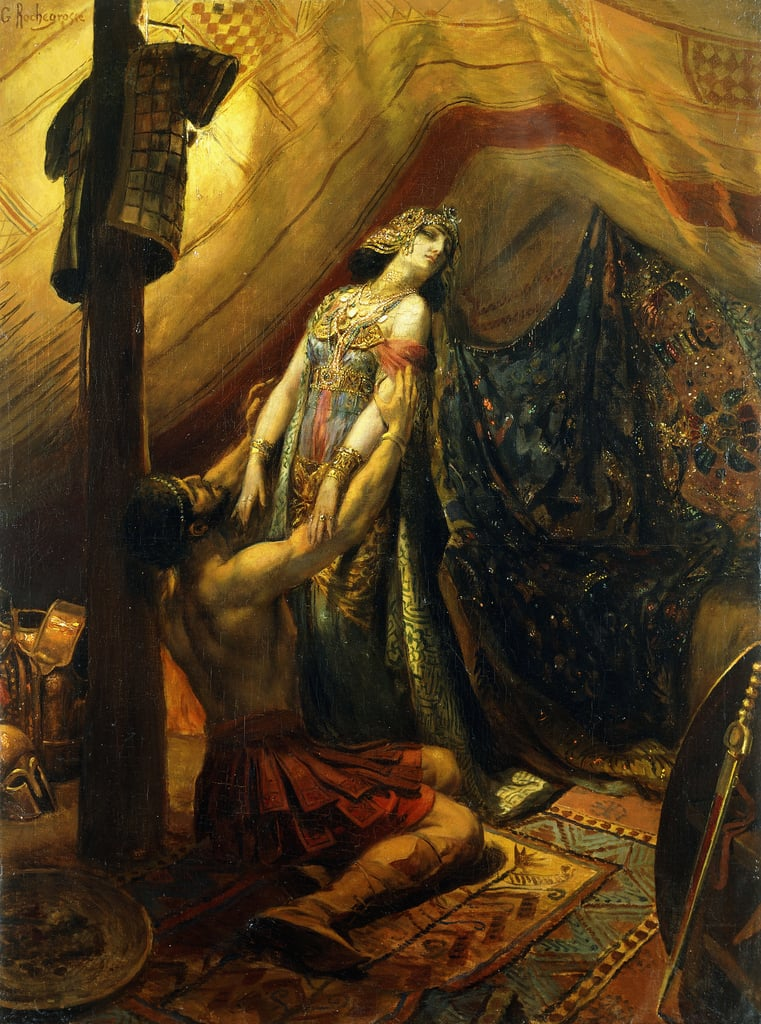
Mâtho étreint Salammbô. Huile sur toile de Rochegrosse, vers 1900.
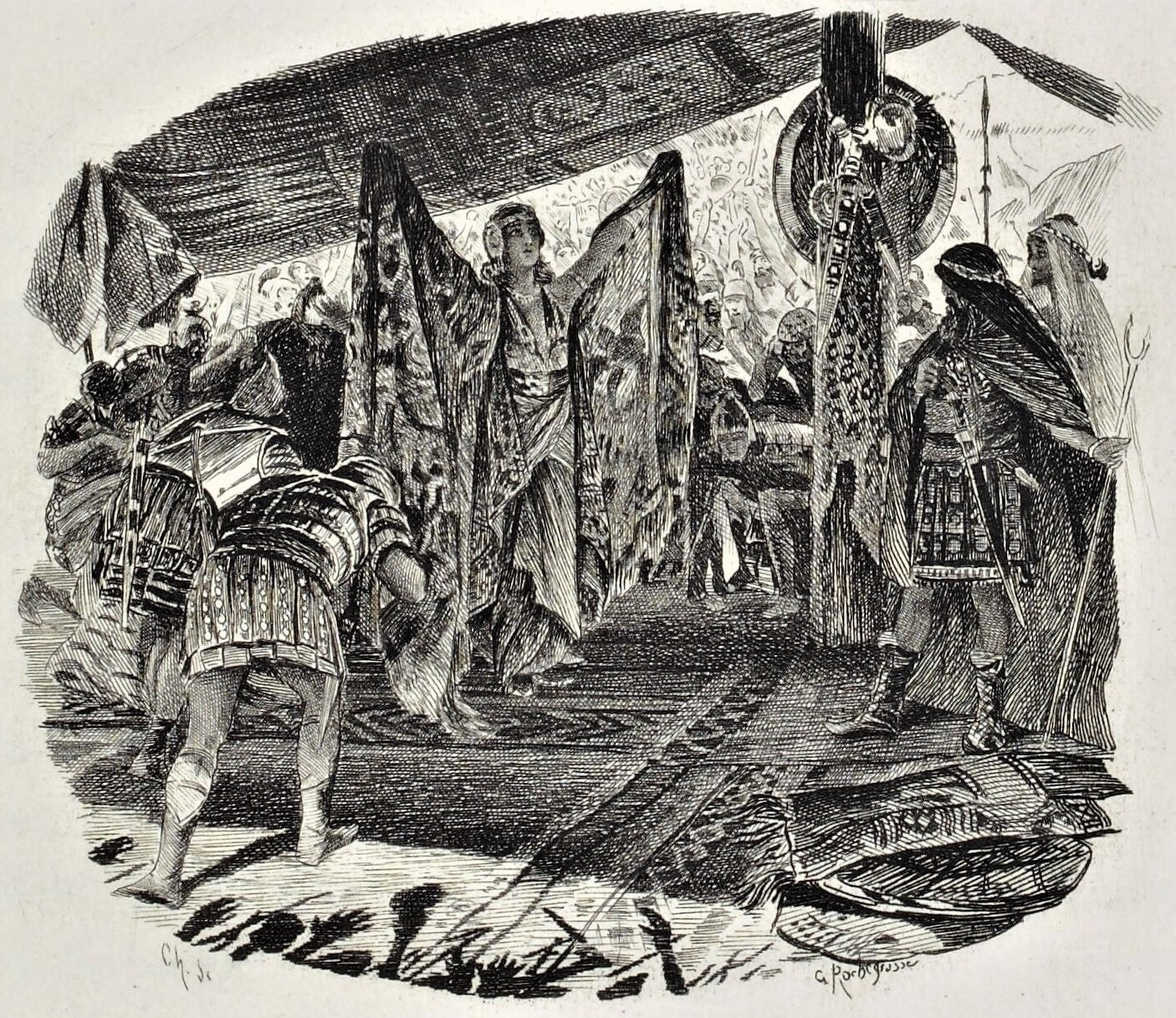
Salammbô rapporte le zaïmph dans la tente d'Hamilcar. Gravure de Champollion d'après Rochegrosse, 1900.

### 12. L'aqueduc
« Douze heures après, il ne restait plus des Mercenaires qu'un tas de blessés, de morts et d'agonisants. » Le courage manque aux survivants, qui se vengent alors en torturant, puis en tuant les prisonniers puniques. Spendius parvient, non sans mal, à leur redonner le goût du combat. Ils s'en vont par voie de terre sur Hippo-Zaryte tandis qu'Hamilcar s'y rend par mer. La ville tombe aux mains des Barbares qui prennent en chasse l'armée carthaginoise. Arrivés à Carthage, ils en débutent le siège. Spendius, une nuit, sabote l'aqueduc : « c'était la mort pour Carthage » qui n'est plus approvisionnée en eau.

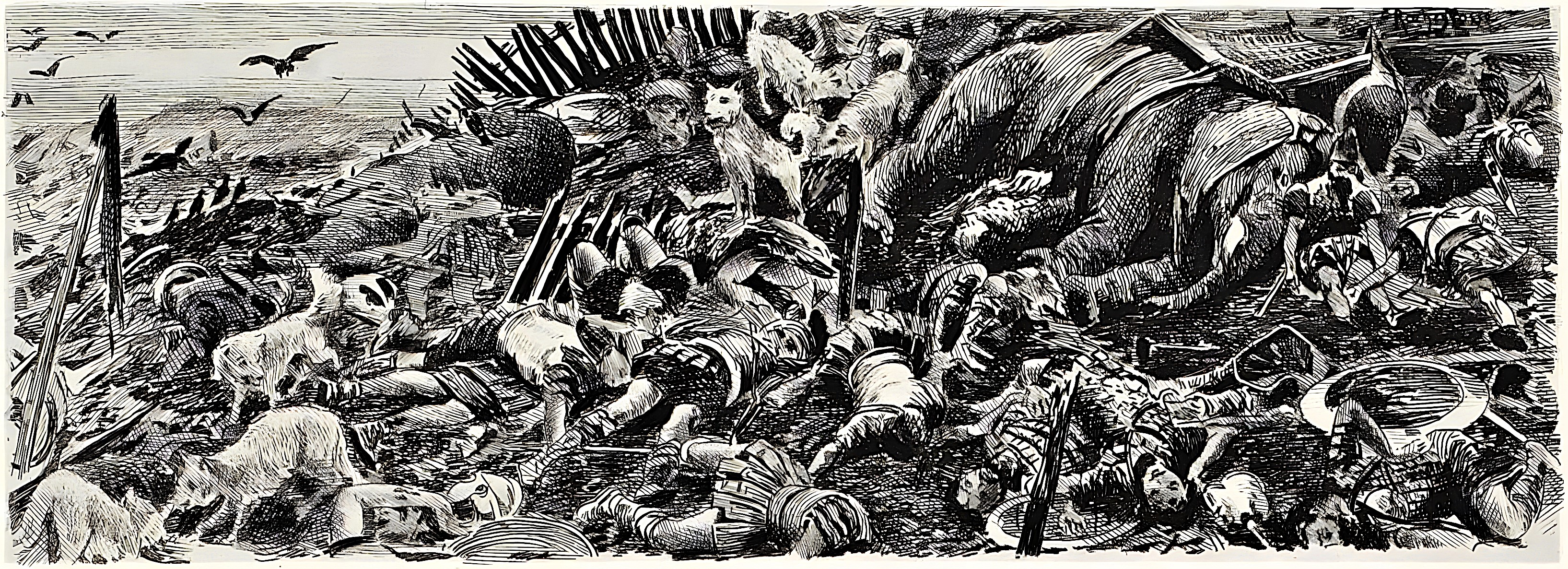
Les cadavres des mercenaires. Gravure de Champollion d'après Rochegrosse, 1900.
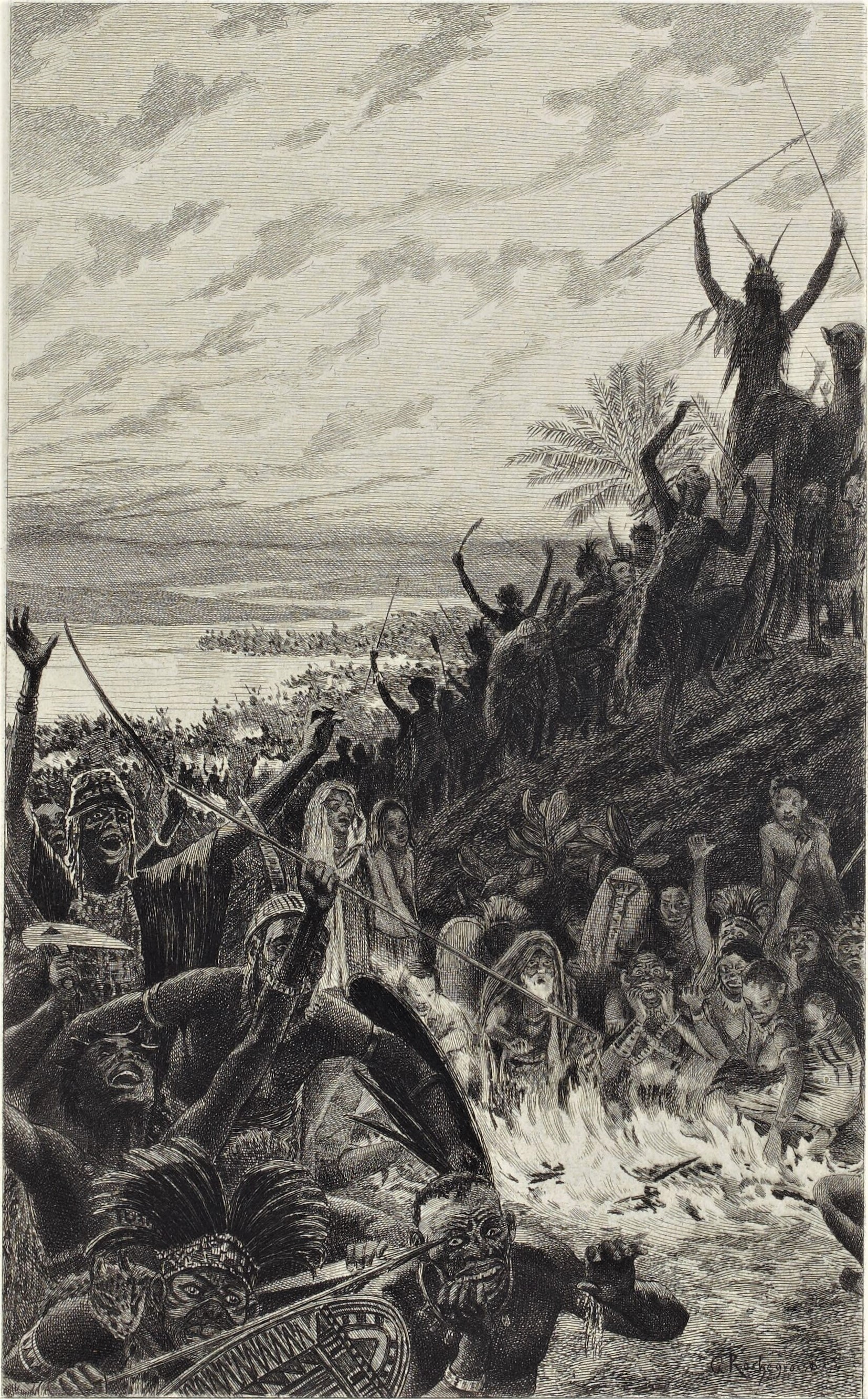
Les barbares d'Afrique. Gravure de Champollion d'après Rochegrosse, 1900.
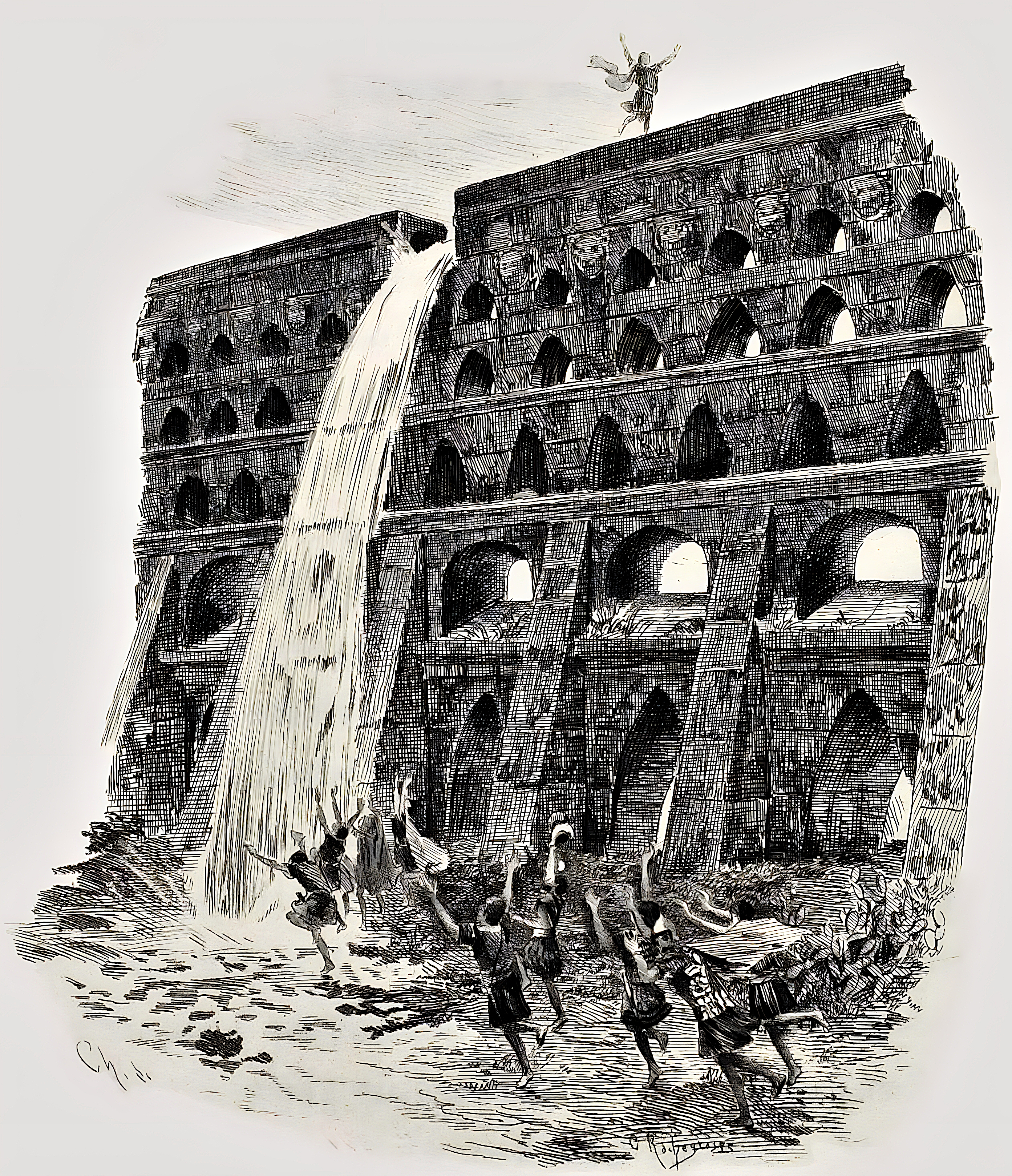
La rupture de l'aqueduc. Gravure de Champollion d'après Rochegrosse, 1900.

### 13. Moloch
Les Mercenaires se préparent à l'assaut ainsi que les Carthaginois, assaut qui se produit bientôt. Après quelque temps, les Carthaginois, qui subissent le siège, commencent à souffrir de la soif et de la faim. « Moloch possédait Carthage. » Salammbô, malgré les reproches de Schahabarim, ne s'en sent nullement responsable. Un soir, Hamilcar lui amène son fils de dix ans — Hannibal — qu'elle a charge de garder. Peu à peu les Barbares prennent le dessus. Les Anciens pensent que Moloch est offensé et décident de lui sacrifier des enfants, dont le fils d'Hamilcar, qui envoie un esclave à sa place. L'horrible sacrifice a lieu.

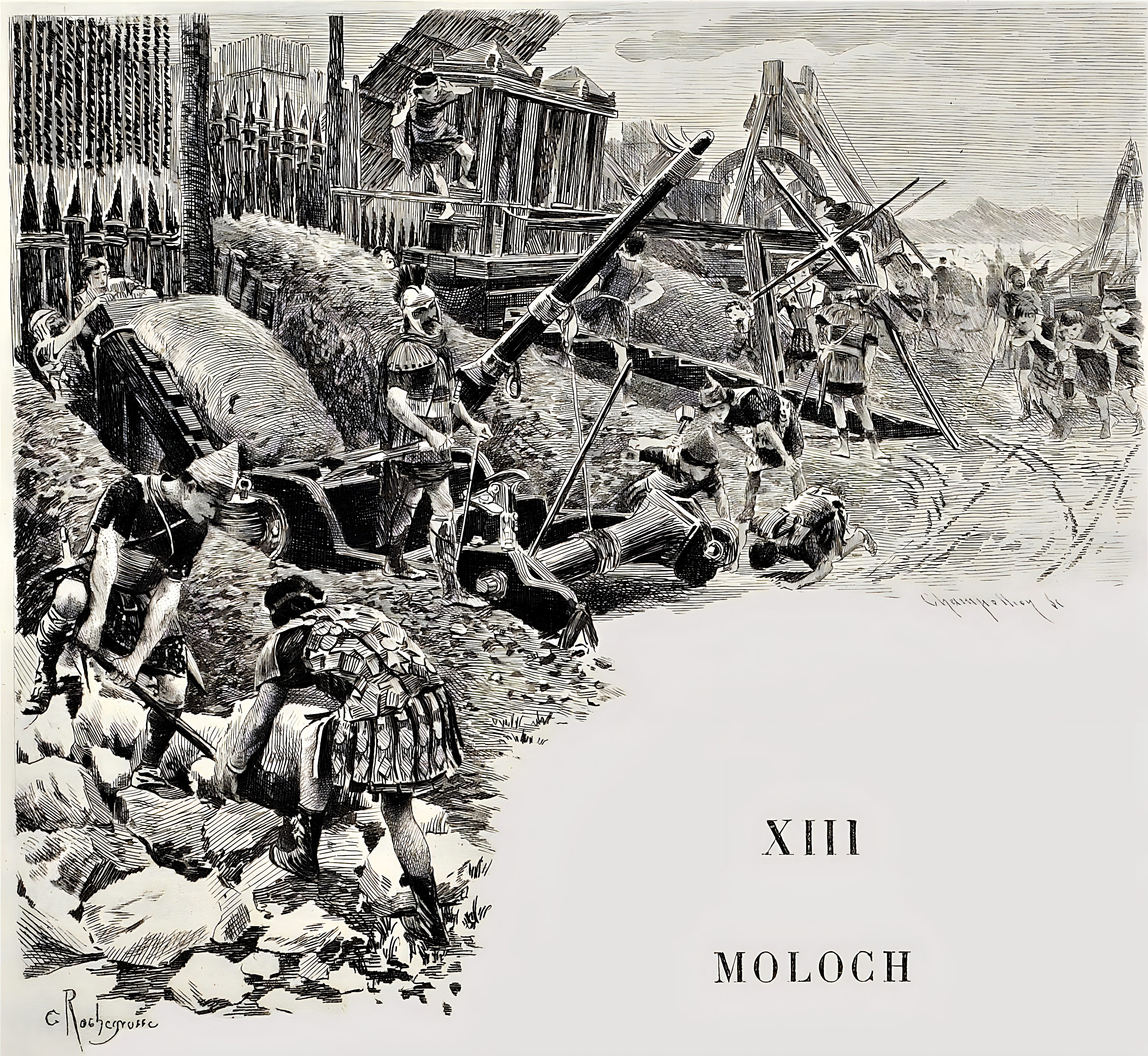
Les machines de guerre. Gravure de Champollion d'après Rochegrosse, 1900.
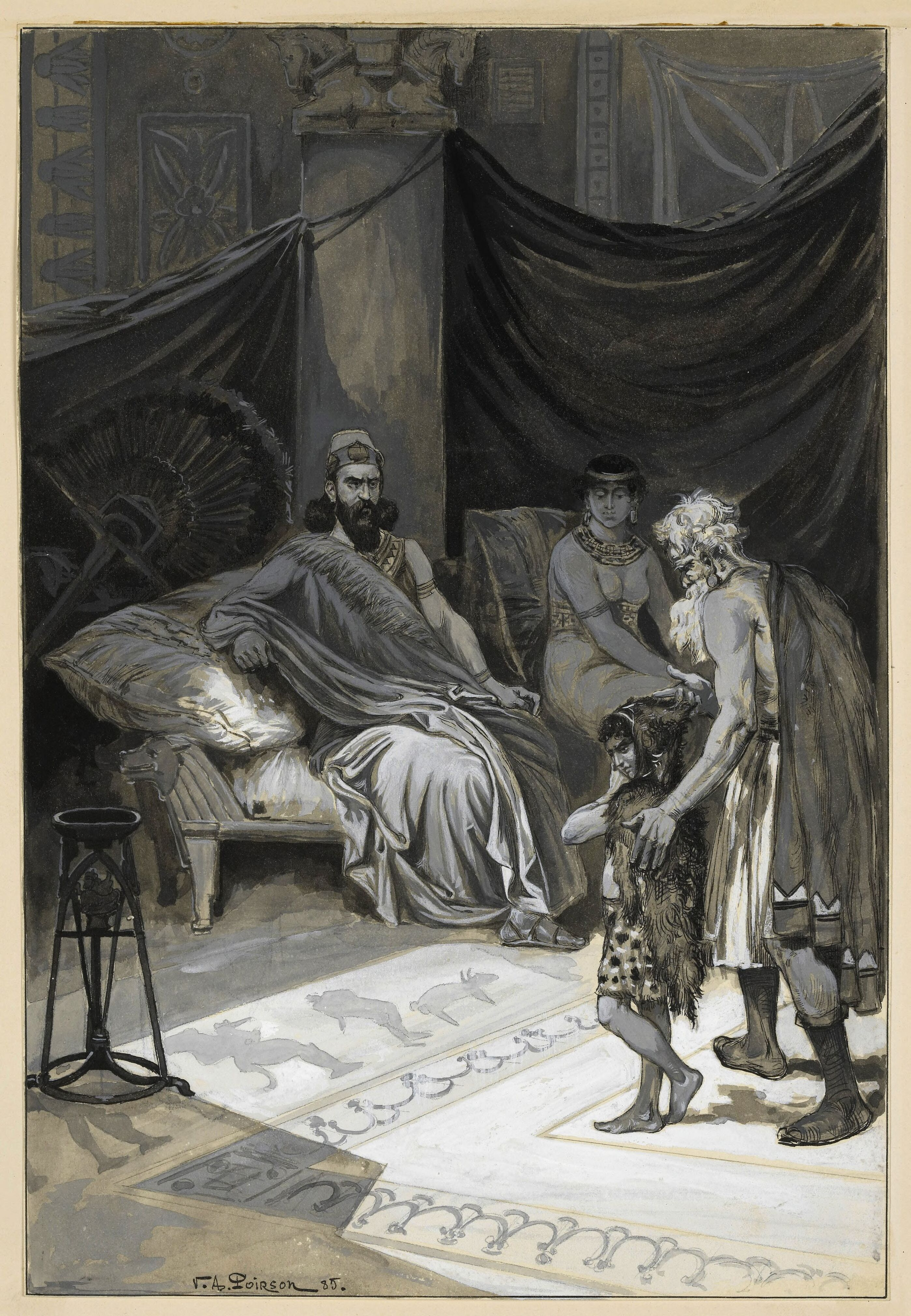
« Le voilà, maître, prends-le. » Dessin de Victor-Armand Poirson, 1885.
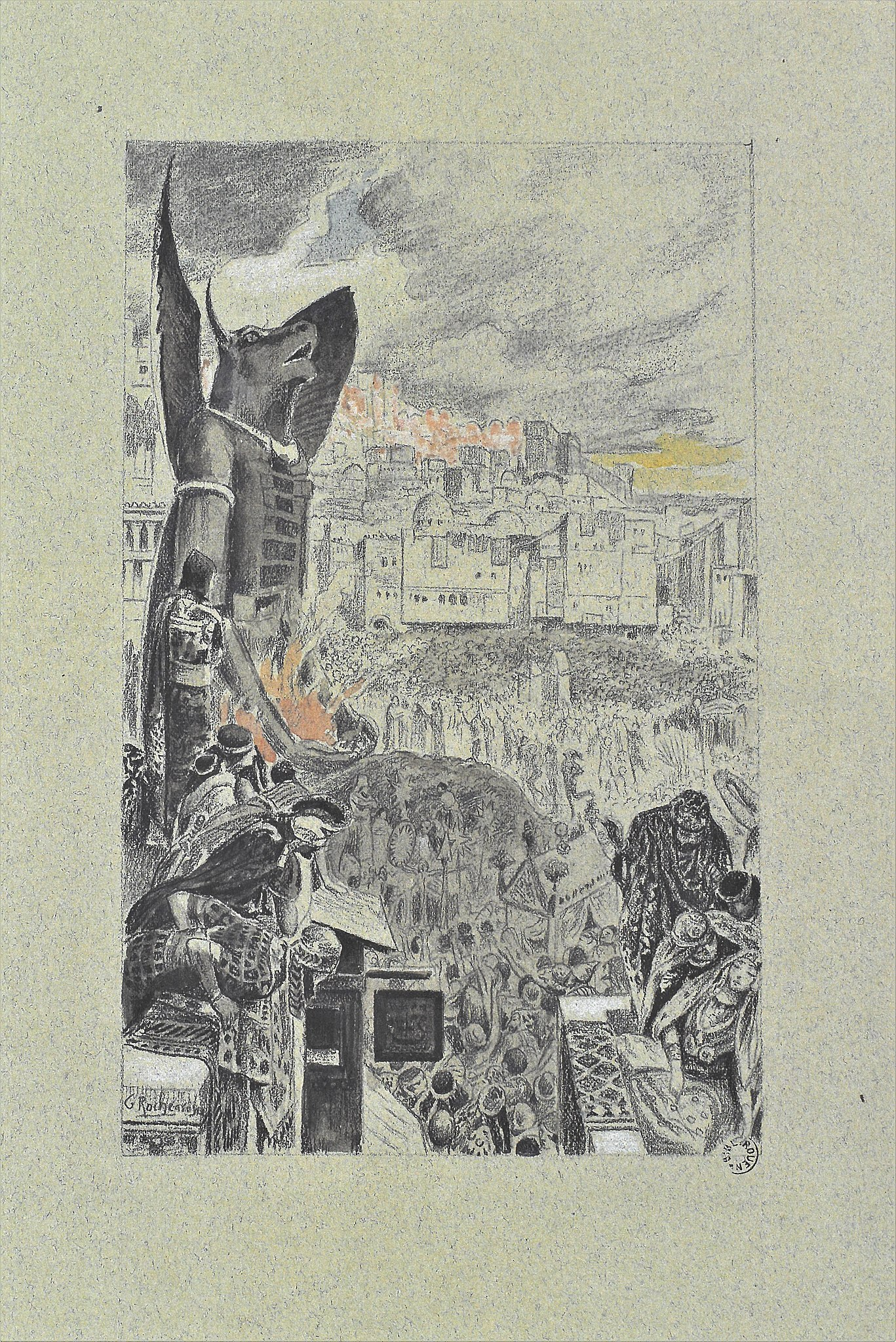
Sacrifice des enfants à Moloch. Composition de Rochegrosse, vers 1900.

### 14. Le défilé de la Hache
À la suite du sacrifice, la pluie tombe et les Carthaginois reprennent courage. Hamilcar, grâce à un subterfuge, entraîne une grande partie des Mercenaires dans le Défilé de la Hache où il les affame durant trois semaines, ce qui les contraint à des actes de cannibalisme. Hamilcar les achève lorsqu'ils sortent pour se rendre (scène où les hommes sont écrasés par les éléphants). Après cela, Hamilcar se rend à Tunis pour prendre la ville. Là Hannon se fait crucifier par les Barbares tandis que les ambassadeurs des Barbares sont crucifiés par le suffète. La guerre s'enlise alors devant Carthage. Mâtho propose un défi à Hamilcar : en finir dans une dernière bataille. Hamilcar accepte. Le lendemain, le combat s'engage mais les Mercenaires sont défaits à cause de l'aide inattendue des citoyens de Carthage et du dernier éléphant. Mâtho est alors fait prisonnier. Les derniers Mercenaires de la Hache sont dévorés par des lions.

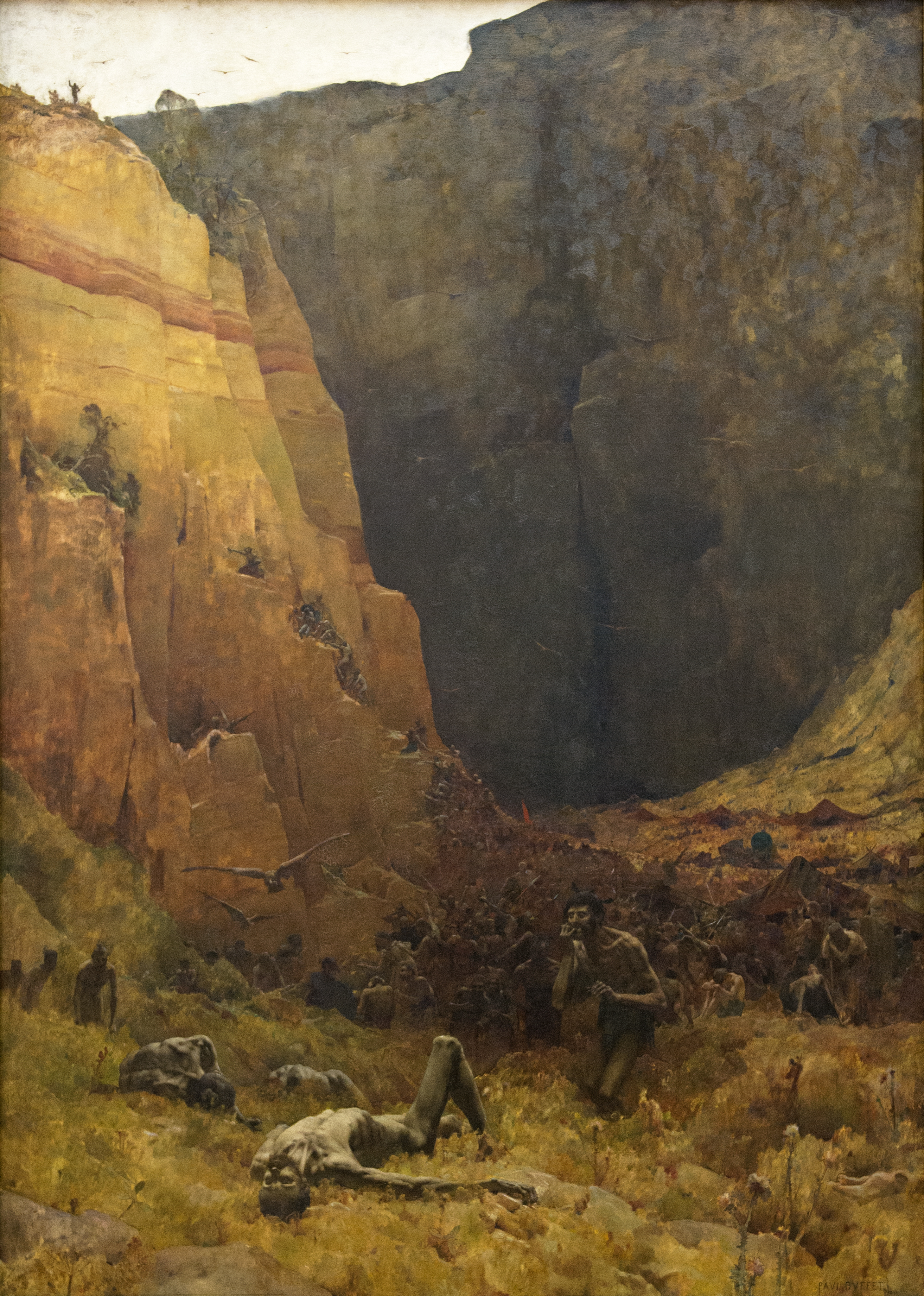
Le défilé de la Hache. Huile sur toile de Paul Buffet, 1894.
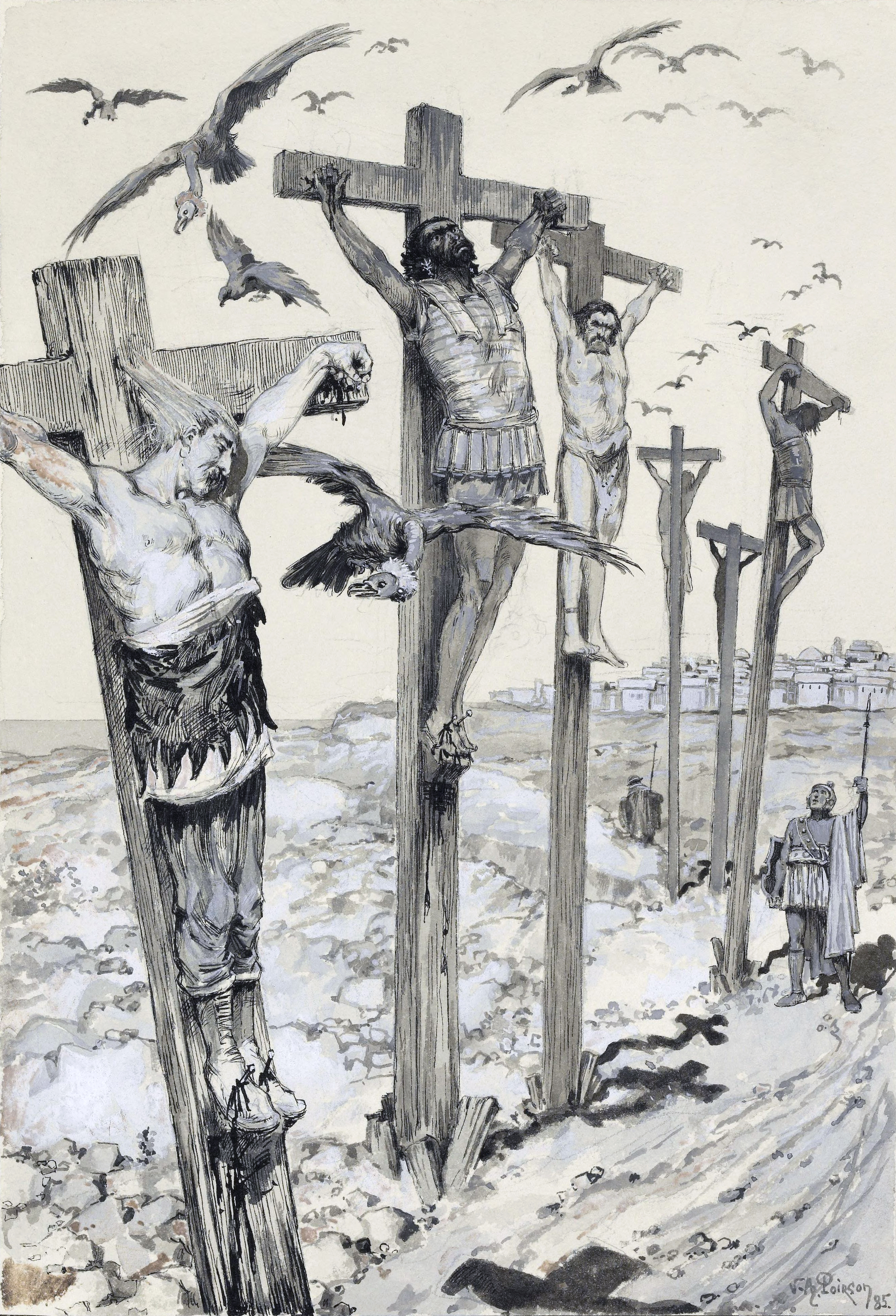
La crucifixion des mercenaires. Dessin de Victor-Armand Poirson, 1885.

### 15. Mâtho
« Carthage était en joie […]. C’était le jour du mariage de Salammbô avec le roi des Numides. […] La mort de Mâtho était promise pour la cérémonie. […] Les Anciens décidèrent qu’il irait de sa prison à la place de Khamon, sans aucune escorte, les bras attachés dans le dos ; et il était défendu de le frapper au cœur, pour le faire vivre plus longtemps, de lui crever les yeux, afin qu’il pût voir jusqu’au bout sa torture […]. Mâtho se mit à marcher. […] Un enfant lui déchira l’oreille ; une jeune fille, dissimulant sous sa manche la pointe d’un fuseau, lui fendit la joue ; on lui enlevait des poignées de cheveux, des lambeaux de chair ; d’autres avec des bâtons où tenaient des éponges imbibées d’immondices lui tamponnaient le visage. Du côté droit de sa gorge, un flot de sang jaillit : aussitôt le délire commença. Ce dernier des Barbares leur représentait tous les Barbares, toute l’armée. […] Il n’avait plus, sauf les yeux, d’apparence humaine ; c’était une longue forme complètement rouge […]. Il arriva juste au pied de la terrasse. Salammbô était penchée sur la balustrade ; ces effroyables prunelles la contemplaient, et la conscience lui surgit de tout ce qu’il avait souffert pour elle. Bien qu’il agonisât, elle le revoyait dans sa tente, à genoux, lui entourant la taille de ses bras, balbutiant des paroles douces ; elle avait soif de les sentir encore, de les entendre ; elle allait crier. Il s’abattit à la renverse et ne bougea plus. […] Salammbô se leva comme son époux, avec une coupe à la main, afin de boire aussi. Elle retomba, la tête en arrière, par-dessus le dossier du trône, blême, raidie, les lèvres ouvertes, et ses cheveux dénoués pendaient jusqu’à terre. Ainsi mourut la fille d’Hamilcar pour avoir touché au manteau de Tanit. »

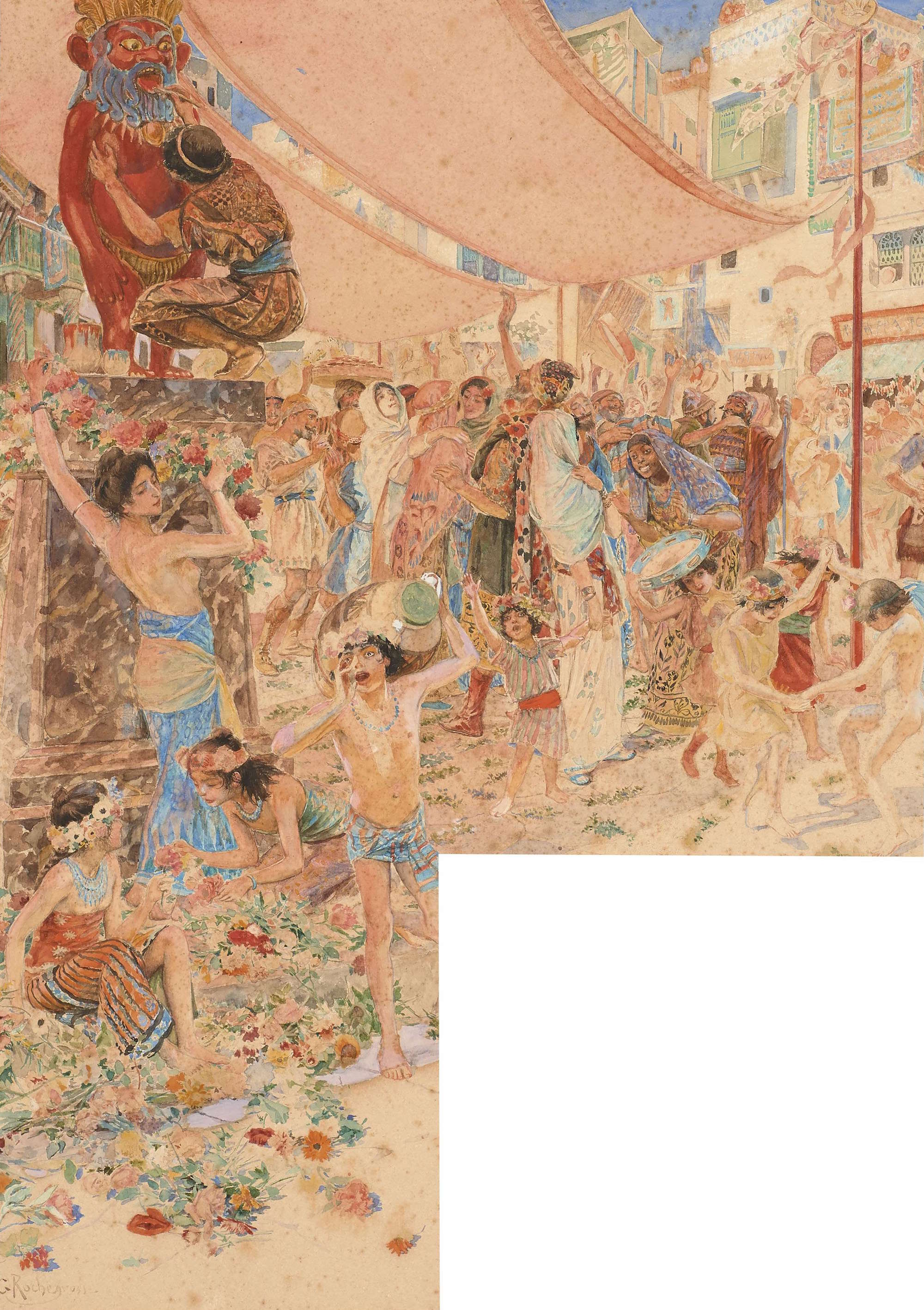
« Carthage était en joie ». Aquarelle de Rochegrosse, vers 1900.
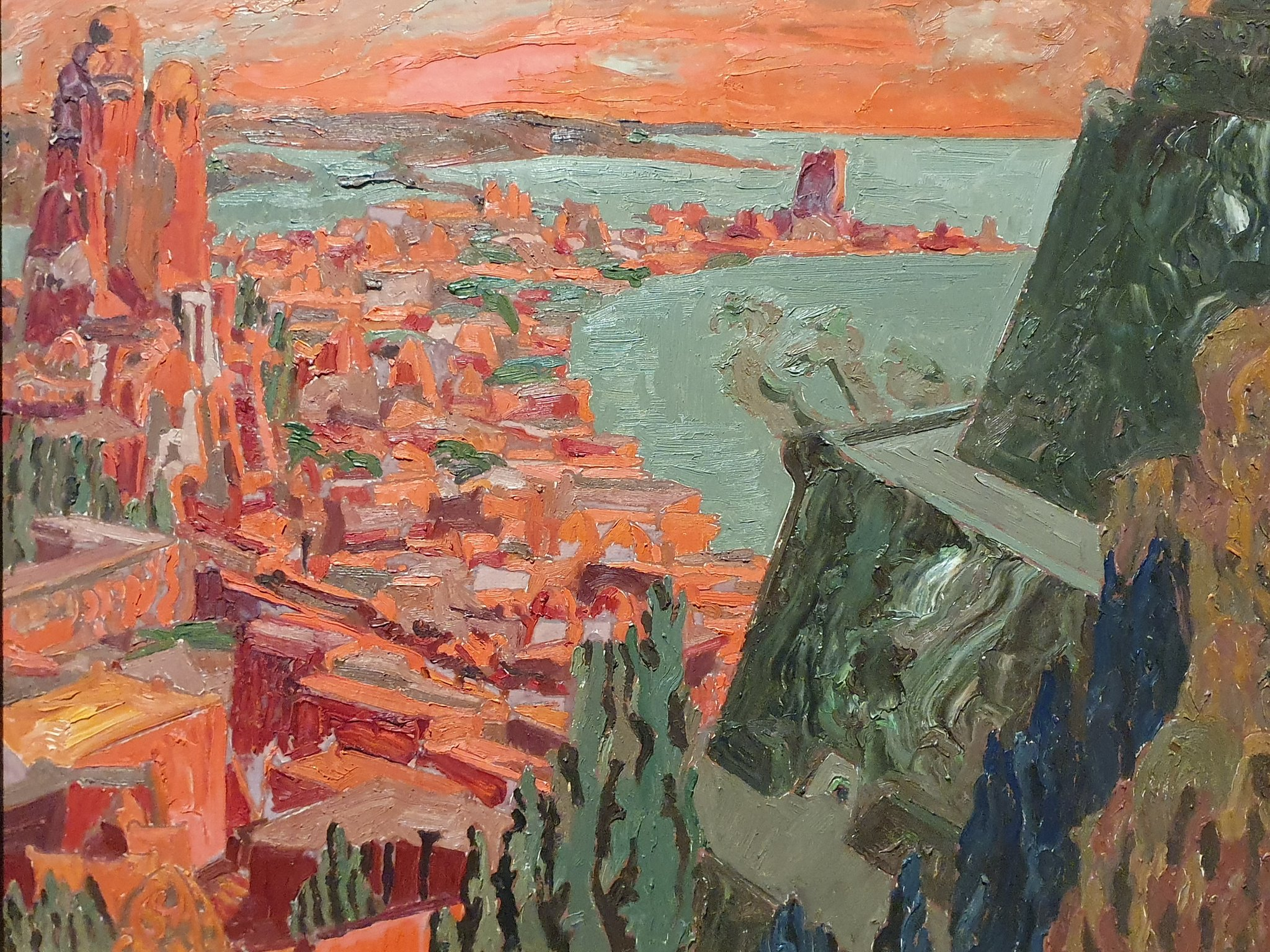
« Le soleil s'abaissait derrière les flots ; ses rayons arrivaient comme de longues flèches sur le cœur tout rouge. L'astre s'enfonçait dans la mer à mesure que les battements diminuaient ; à la dernière palpitation, il disparut. » Peinture de Richard Burgsthal, début du XXe siècle.
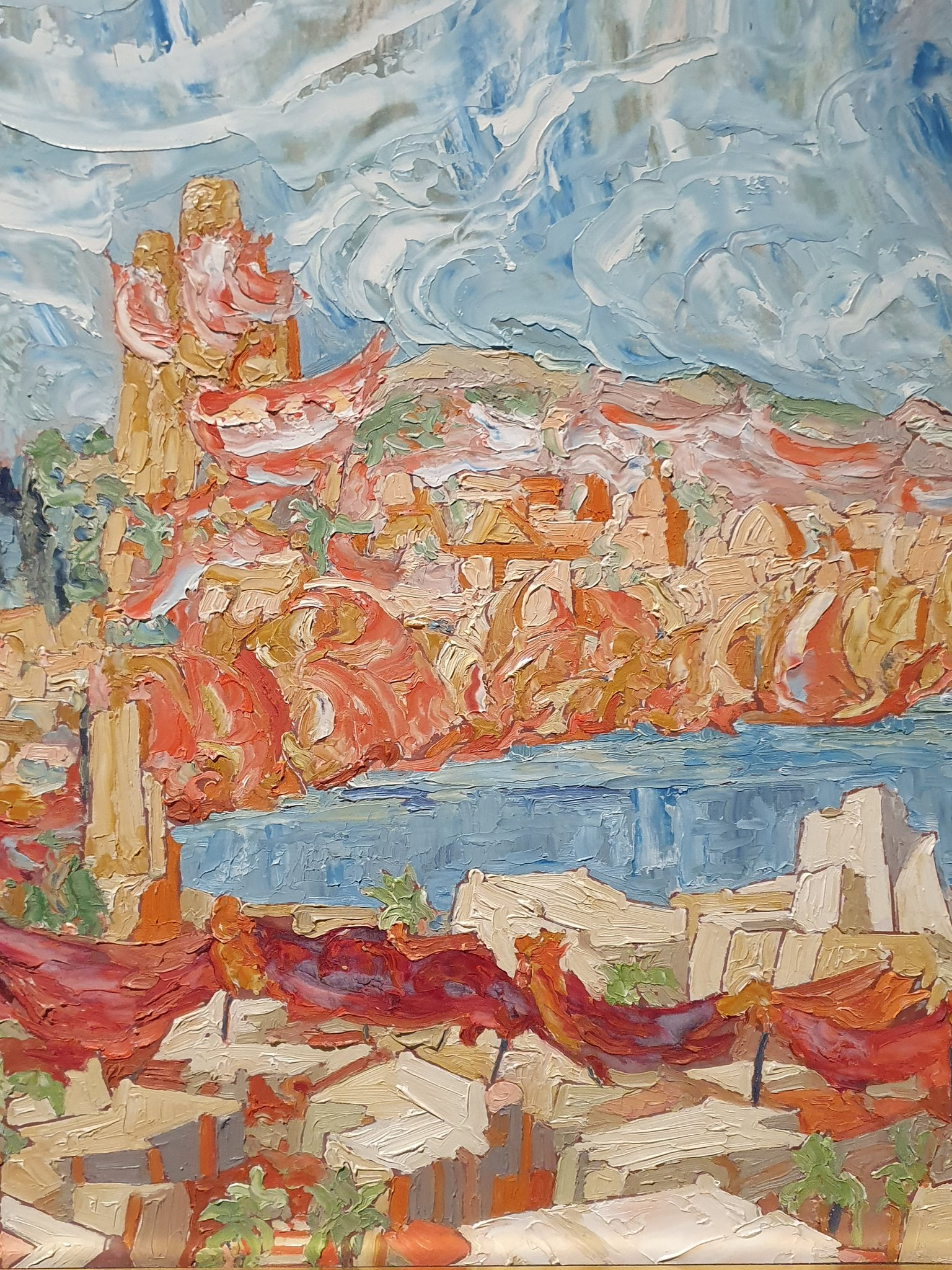
« Alors, depuis le golfe jusqu'à la lagune et de l'isthme jusqu'au phare (...), Carthage était comme convulsée dans le spasme d'une joie titanique et d'un espoir sans borne. ». Peinture de Richard Burgsthal, début du XXe siècle.
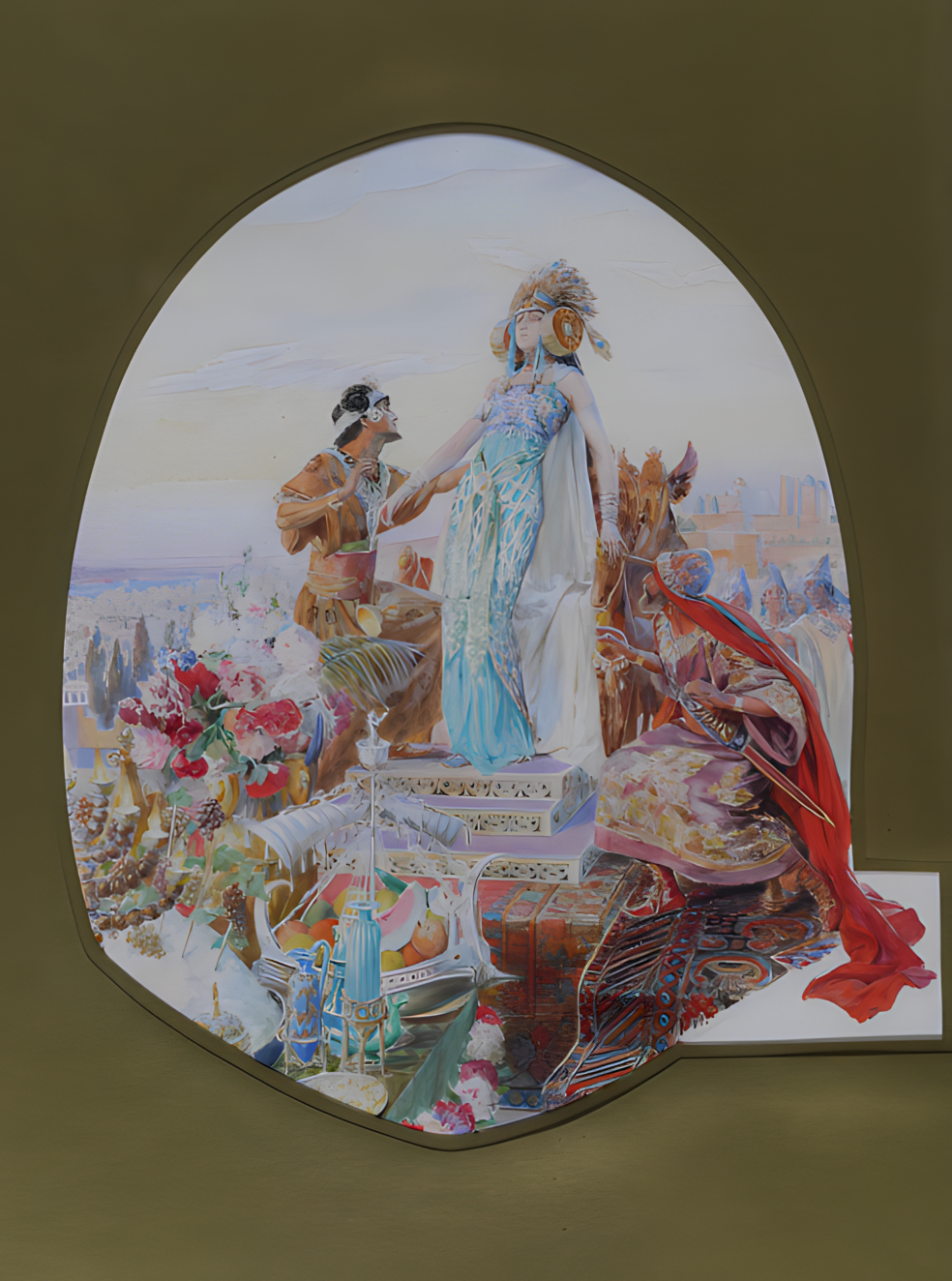
Mort de Salammbô. Composition de Rochegrosse, 1900.

## Principaux personnages

### Carthaginois

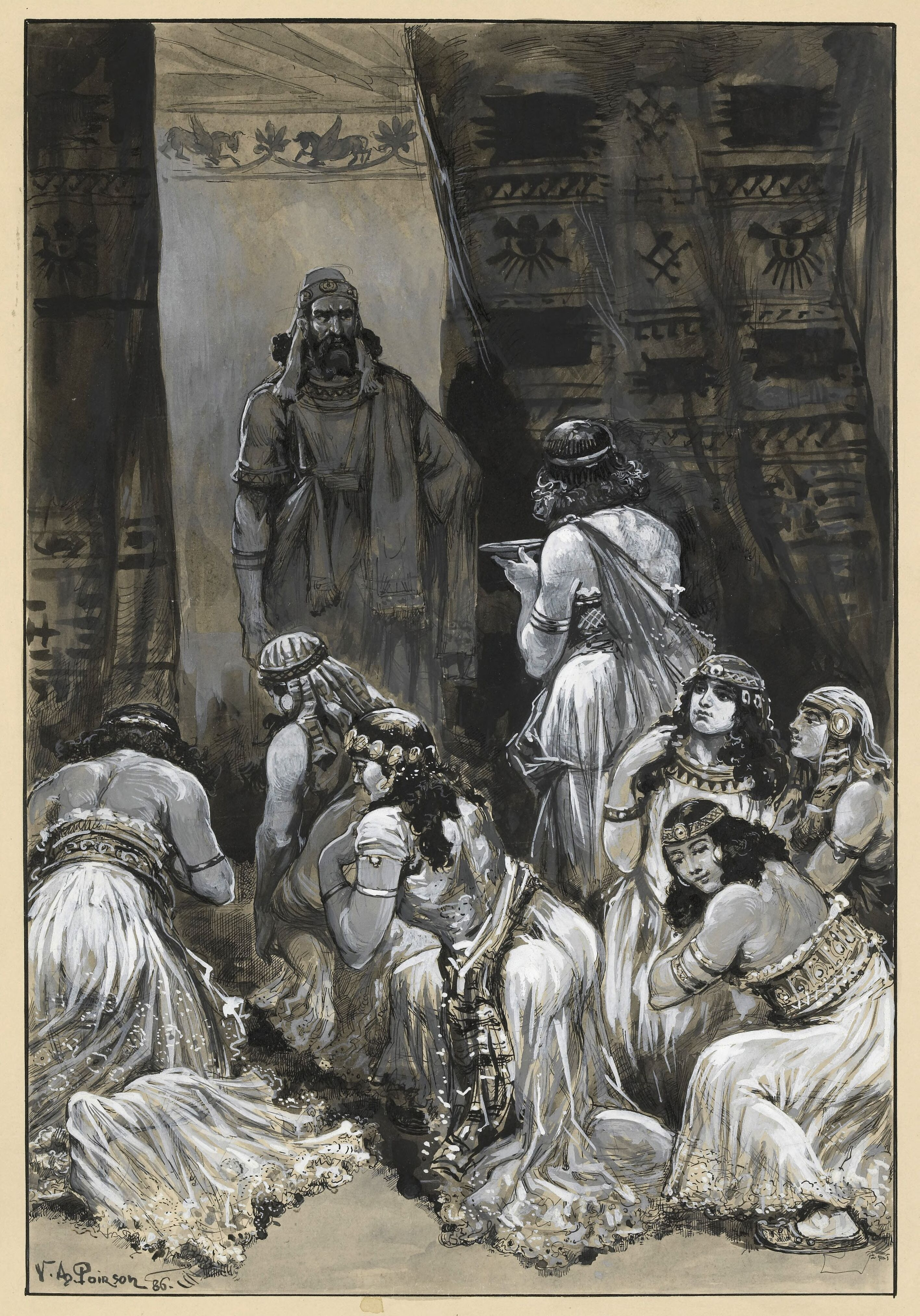
« Hamilcar s'arrêta, en apercevant Salammbô. »
Dessin de Poirson, 1886.

- Hamilcar Barca, l'un des deux suffètes de Carthage. Il revient de Sicile, puis reprend le contrôle de l'armée consécutivement à la défaite militaire essuyée par son rival Hannon. Le personnage d'Hamilcar serait fortement inspiré du Hannibal Barca historique. On peut notamment rapprocher leur impiété et leur génie militaire.
- Salammbô, fille d'Hamilcar, servante de la déesse Tanit. Son nom a été inspiré à Flaubert par un des noms de la déesse Astarté : Salambo (provient du phénicien Shalambaal « image de Baal »[14])
- Hannibal, fils secret d'Hamilcar, caché par l'esclave Abdalonim.
- Giscon, général et diplomate.
- Hannon, l'autre suffète de Carthage, lépreux et difforme, mais ayant le goût du luxe.
- Schahabarim, prêtre de Tanit et instructeur de Salammbô.

### Mercenaires
- Mâtho, chef des mercenaires libyens.
- Narr'Havas, chef des mercenaires numides, à qui Salammbô est promise en cas de victoire.
- Spendios, esclave grec animé d'une haine féroce de Carthage qui se met au service de Mâtho.
- Autarite, chef d'une partie des mercenaires gaulois.

## Incipit
L'incipit du roman est célèbre. Celui-ci s'ouvre sur « C'était à Mégara, faubourg de Carthage, dans les jardins d'Hamilcar. »
Cet incipit débute par la description d'un banquet orgiaque des mercenaires de l'ancienne guerre situé près d'un temple et de la demeure d'Hamilcar.

## Structure

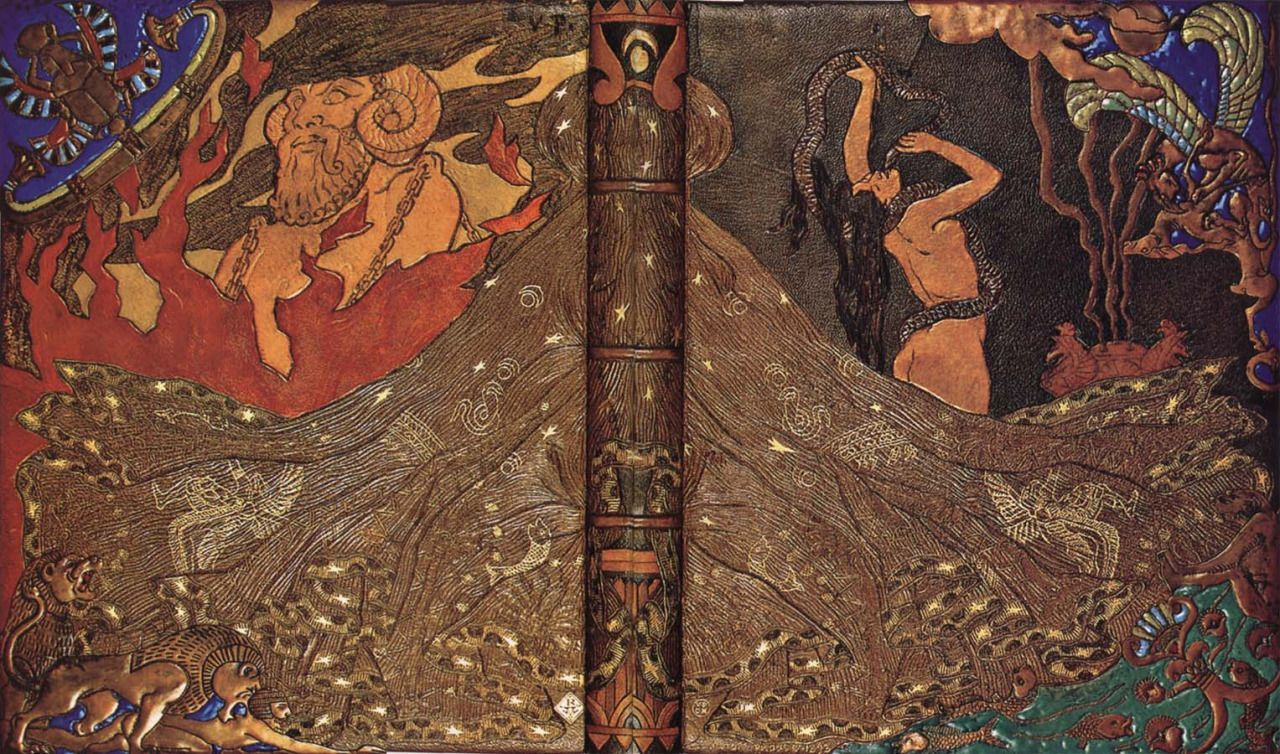
Victor Prouvé, reliure de Salammbô, 1893.

Dans son article « Positions, distances, perspectives dans Salammbô », Jean Rousset propose l'analyse suivante de la structure du roman :
Le récit, chez Flaubert, fonctionne sur le mode de la répétition et de la transformation des mêmes éléments, ce qui leur donne un nouveau sens. Salammbô peut également se lire comme un jeu de relations entre positions et perspectives des personnages.
Un diptyque : le début et la fin de Salammbô sont constitués de deux solitudes représentant la communauté adverse (Salammbô / Mâtho) au milieu d'un mouvement de foule (les Mercenaires / les Carthaginois), avec une relation d'inversion entre les personnages. Ces personnages sont à la fois séparés de la foule et encerclés par elle. À cette inversion s'ajoutent également les différences de niveaux : Salammbô se trouve en haut du palais, les mercenaires, puis Mâtho l'observent depuis le bas, avant que ce dernier adopte un point de vue surplombant en allant à sa poursuite. La fin reprend le même procédé, avec Salammbô sur une terrasse, s'identifiant à Tanit et à la cité. C'est elle qui voit d'abord le héros vaincu Mâtho, puis c'est le point de vue de la foule qui prend le relais (inversion du procédé initial). À l'inverse du début, Mâtho descend vers Salammbô pour s'abattre à ses pieds.

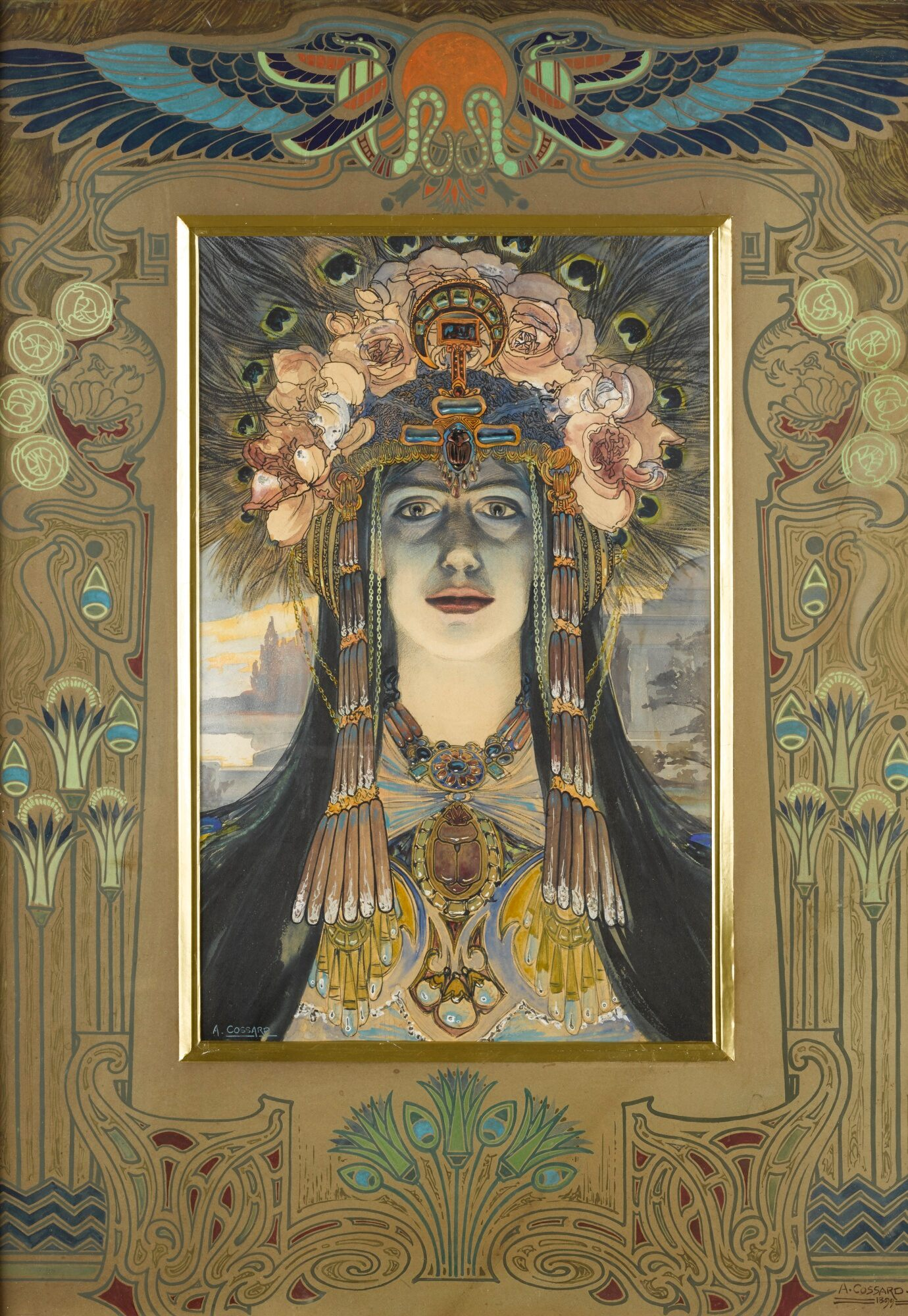
Salammbô par Adolphe Cossard, 1899.

La passion des distances : dans l'ensemble du roman, les positions des personnages (en haut / en bas) commandent les distances entre les personnages. Ce qui change, d'une séquence à l'autre, c'est soit la position (en haut / en bas), soit la perspective adoptée (un personnage isolé ou une entité collective). Le schéma général du roman est celui de l'opposition (Carthaginois / Barbares ; Salammbô / Mâtho) où les protagonistes sont en conflit, d'où l'importance des postes d'observation pour abolir optiquement la distance avec les adversaires.
Dans ce jeu des perspectives, Flaubert a tendance à personnaliser le conflit politique à travers le regard des protagonistes (Salammbô vue comme Carthage par Mâtho, Mâtho vu comme le chef des Barbares par Salammbô). Mais au duel politique s'ajoute également le duel érotique. La guerre comme l'amour se fait à distance, dans la séparation. Seule la bataille du Macar est vue comme une grande étreinte amoureuse et cruelle, tandis que l'autre étreinte, celle des amants, est évoquée de façon elliptique grâce au récit indirect (c'est seulement par métaphores et allusion, avant et après que l'acte est évoqué). Même dans cette scène du contact, Flaubert ne veut pas le dire directement.
Les effets de la perspective : le statut des positions et des distances a des conséquences stylistiques : il provoque la déformation de la perception à travers les points de vue adoptés. Ces visions déformées sont signes d'incertitude sur le réel ; celui-ci apparaît au regard non tel qu'il est, mais tel qu'il semble être. Flaubert propose souvent d'abord la vision fallacieuse, puis la cause véritable du phénomène, soit par le biais du narrateur, soir par le biais de l'auteur. La rectification de l'illusion se fait souvent grâce au c'était. Ce modèle de présentation suit l'ordre des perceptions. Proust opère de même, mais il suspend la présentation juste avant le c'était. Il y aurait passage de la comparaison (Flaubert) à la métaphore (Proust) où le terme de comparaison n'est plus présent.
Dans Salammbô, on assiste à la naissance de la comparaison, au moment où le personnage, dans l'incertitude perceptive, interprète le phénomène à l'aide d'un comparant qui se trouve confirmé (ou infirmé) par la rectification objective. L'acteur au centre de la perspective est l'auteur et l'origine de la forme comparative.
Noces à distance : dans la scène initiale et dans la scène finale, on assiste aux noces de sang de Salammbô et de Mâtho (Mâtho blessé par Nar'Havas à la suite du verre versé par Salammbô ; Mâtho écorché venant mourir au pied de l'épouse de Nar'Havas qui meurt elle-même). Mais la symétrie ne l'est plus : du début à la fin quelque chose d'irrémédiable s'est produit. « Etreinte des regards sans contact des corps, mariage mystique, intimité à distance ; c'est bien le sens des relations de personnes dans ce livre. »
C'est pourquoi il faut placer l'interprétation sur le plan mythique, où Salammbô s'identifie à Tanit, la Lune, et Mâtho à Moloch, le Soleil, deux principes qui s'attirent tout en ne pouvant jamais s'atteindre.

## Le zaïmph

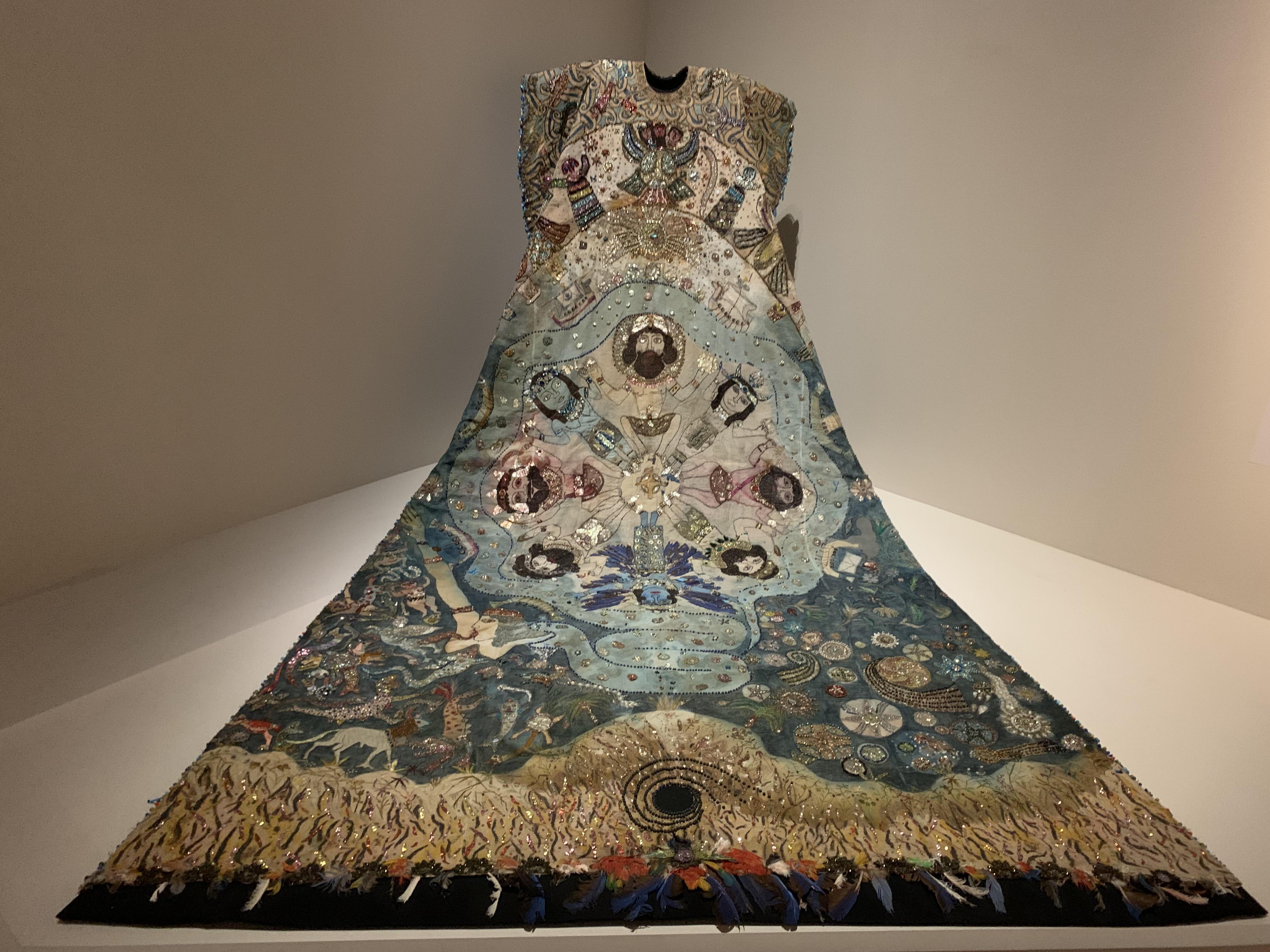
Le zaïmph réalisé par Marie Rochegrosse d'après une aquarelle peinte par son époux, vers 1895-1896.

Dans son article « La zaïmph métamorphique : objet et réification dans Salammbô de Flaubert », Mireille Dobrzynski propose l'analyse suivante du zaïmph, du voile de Tanit.
En littérature, et plus particulièrement chez Flaubert, les objets ne servent pas seulement à créer un effet de réel. Parmi tous les objets de Salammbô, le zaïmph — le voile sacré de la déesse Tanit — joue le rôle d'un fil d'Ariane. Il construit toute une mythologie de la séduction et conduit Salammbô vers l'émancipation. Il s'agit d'un objet protéiforme (parure, manteau, chiffon, etc.), qui est enjeu de possession et de pertes pour les protagonistes.
Qu'est-il ? Il est décrit de façon métaphorique par référence aux éléments naturels et apparaît comme impalpable et immatériel et comme divin. Il est décrit simultanément comme dangereux — fatal pour celui qui le touche — et comme vide — puisqu’on ne doit pas le voir. Aucun protagoniste ne met en doute l'efficacité de son pouvoir. Il est le symbole du désir de pouvoir et de domination et chaque camp veut se l'approprier. C'est pourquoi Mâtho et Salammbô, lorsqu'ils le prennent à l'autre camp, sont considérés avec reconnaissance par les leurs. Mais ils en meurent aussi. Le voile fonctionne cependant de façon privative : ceux qui l'ont ne reçoivent pas de pouvoirs spéciaux, mais ceux à qui il est dérobé perdent leurs puissances. C'est pourquoi progressivement le culte de Tanit est remplacé par celui de Moloch.
Le voile a également une dimension érotique. Il intervient au moment des ébats des amants : il est le symbole de la découverte de la sexualité par la vierge Salammbô. Le zaïmph signifie également en hébreu l'organe sexuel mâle, ce qui explique la fascination du voile sur Salammbô. Il symbolise — dans une perspective psychanalytique — également l'hymen, à la fois mariage — celui de Salammbô — et le voile de la virginité — que Salammbô va perdre. La couleur pourpre — dominante — renvoie d'ailleurs au sang de la déchirure de l'hymen et à la mort de l'héroïne après son hymen. Le voile est plus particulièrement associé au personnage de Salammbô. Pour elle, le voile est d'abord lié à son désir de savoir, qui devient désir de dominer et de devenir déesse. Ce qui la rend audacieuse.
Le roman s'inscrit dans l'iconographie biblique de Salomé, fille d'Hérodias, qui, en récompense de sa danse, a demandé la tête de Jean-Baptiste. Salammbô danse également avant de récupérer le zaïmph et qui préfigure le passage à l'acte avec Mâtho.
Les voilages se retrouvent partout dans le roman. Dans le fantasme fétichiste de Mâtho, le zaïmph et Salammbô s'identifient. Tant qu'il ne la possède pas, le zaïmph est le substitut de Salammbô, qu'il désire mais ne peut atteindre. Le personnage de Salammbô disparaît d'ailleurs derrière la description de ses vêtements, en particulier de son manteau pourpre qui ressemble au voile sacré. Elle ressemble de plus en plus à la statue de Tanit. Elle passe de la femme-sujet à la femme-objet. Le personnage subit de plus en plus une réification. Le voile de Tanit devient, à la fin, le linceul de Salammbô.
Dans un monde qui oppose en conflit les hommes et où les femmes sont seulement monnaie d'échange, le voile sacré permet à Salammbô de s'émanciper en lui octroyant le pouvoir, mais paradoxalement elle se libère (du jugement des hommes) en se réifiant (dans la mort).

## Réception
Dès sa parution en 1862, le roman connaît un succès immédiat, en dépit de quelques critiques réservées (Charles-Augustin Sainte-Beuve) mais avec d'appréciables encouragements (George Sand, Victor Hugo, Jules Michelet, Hector Berlioz).

## Adaptations

### Peinture et sculpture
Les représentations artistiques de Salammbô expriment souvent un érotisme marqué, à travers les jeux de l'héroïne nue et d'un serpent.
- Salammbô chez Mâtho, Je t'aime ! Je t'aime[16], de Théodore Rivière, 1895, petit groupe en bronze, ivoire, or et turquoises.
- Salammbô, Alfons Mucha, 1896, lithographie.
- Salammbô, Gaston Bussière, 1907, peinture.
- Salammbô, Jean-Antoine-Marie Idrac, 1903, sculpture (Musée des Augustins, Toulouse)

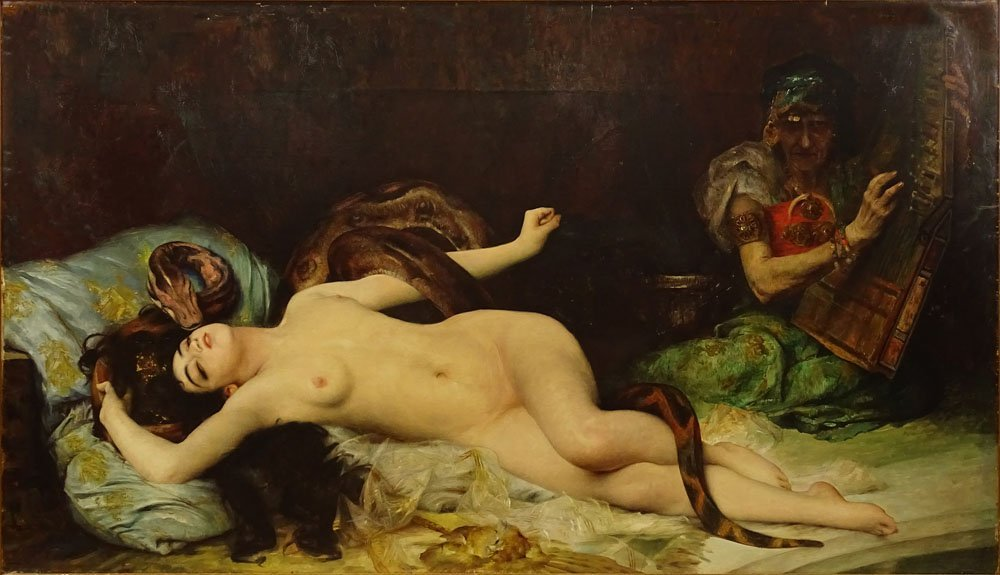
Salammbô par Gabriel Ferrier (1880).
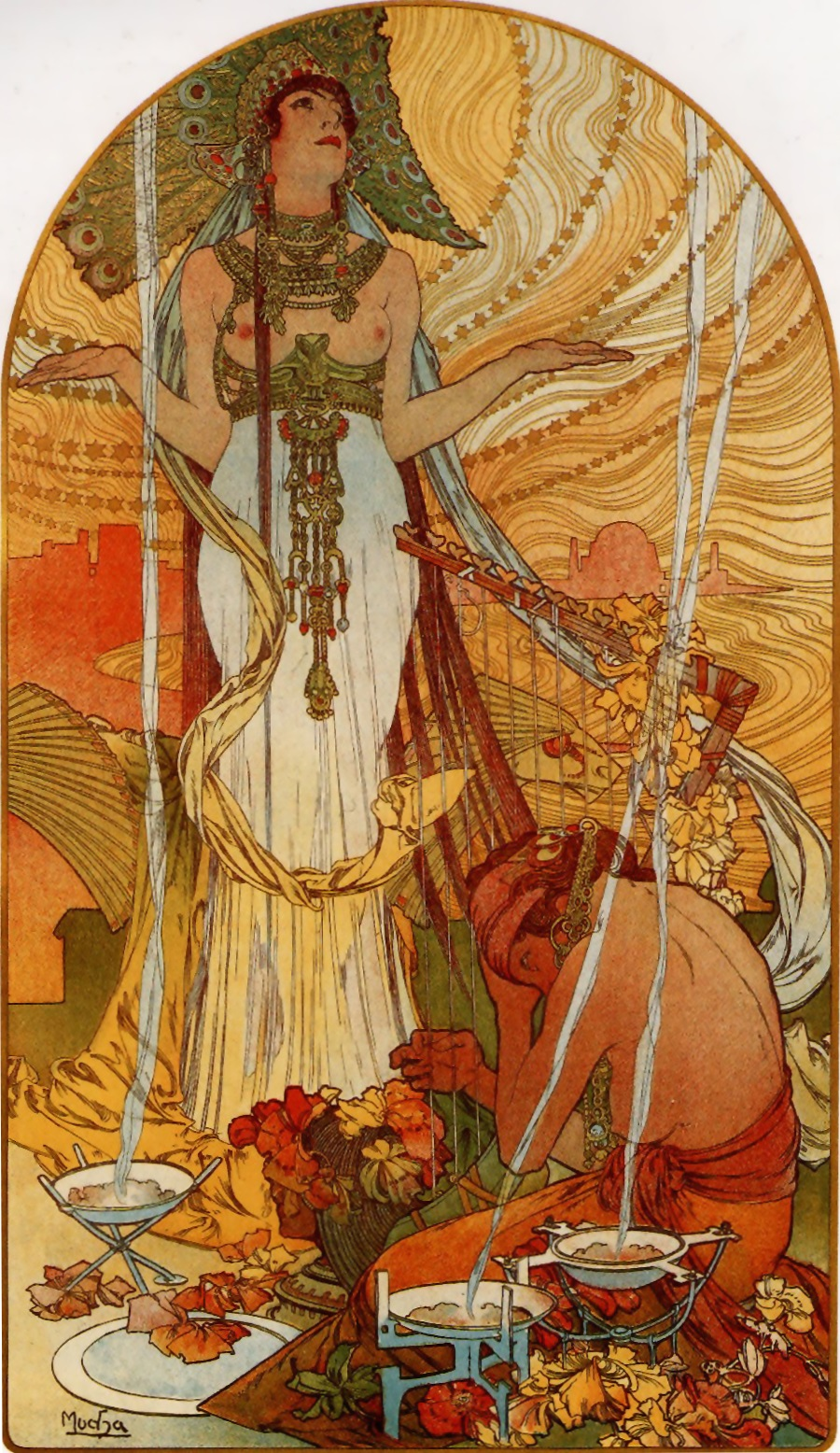
Salammbô par Alfons Mucha (1896).
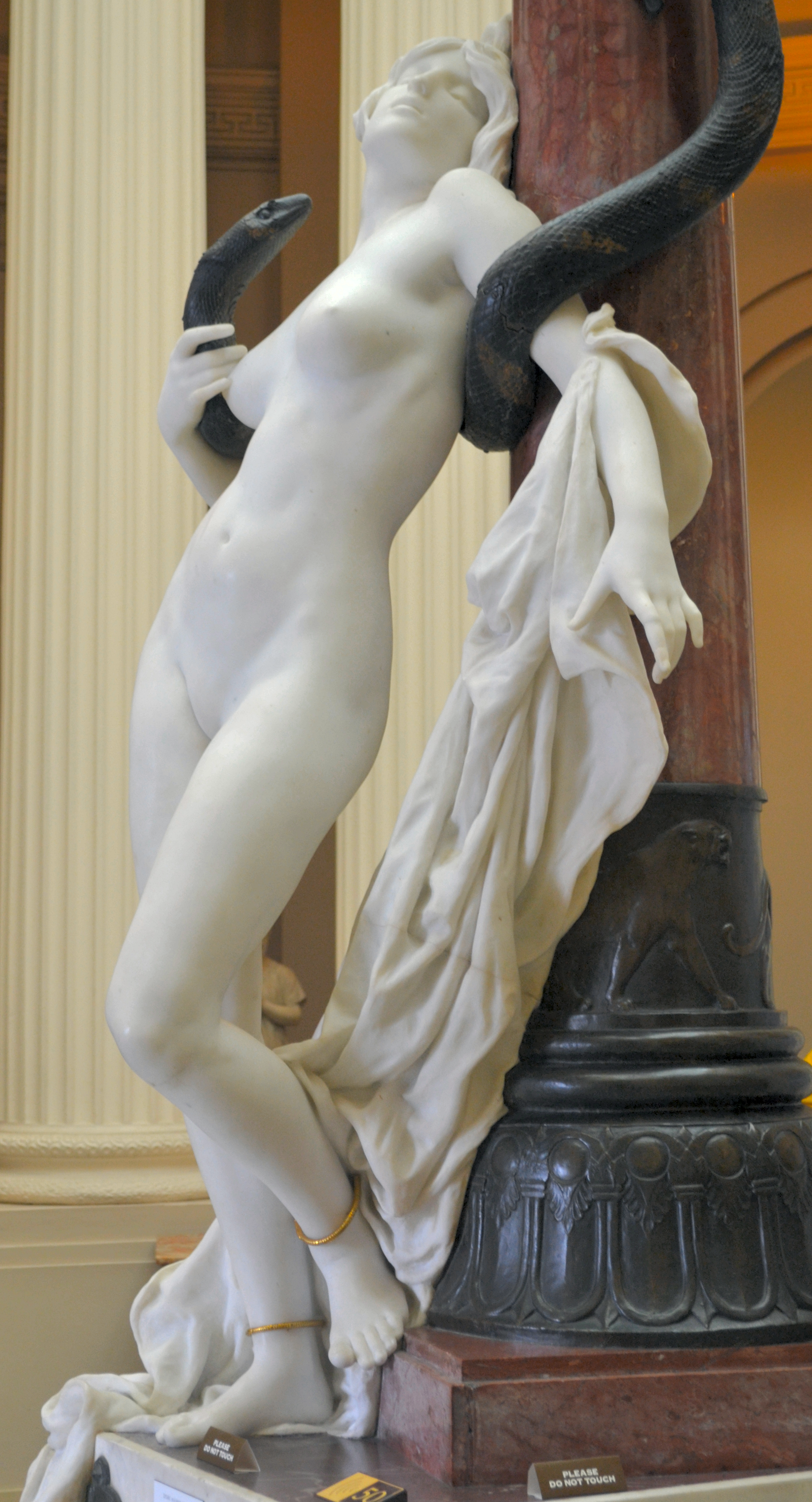
Salammbô, sculpture de Maurice Ferrary (1899).
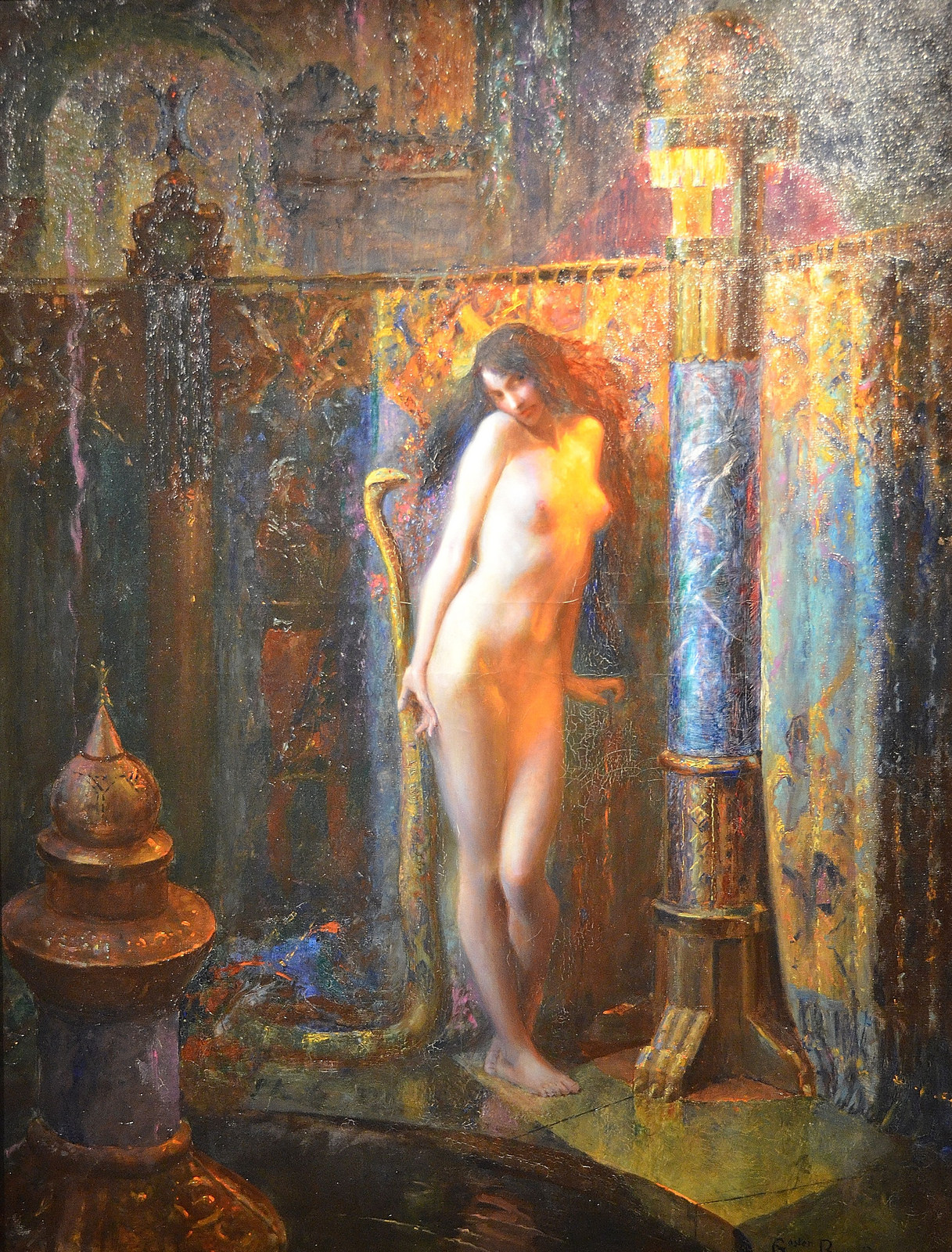
Salammbô par Gaston Bussière (1920).
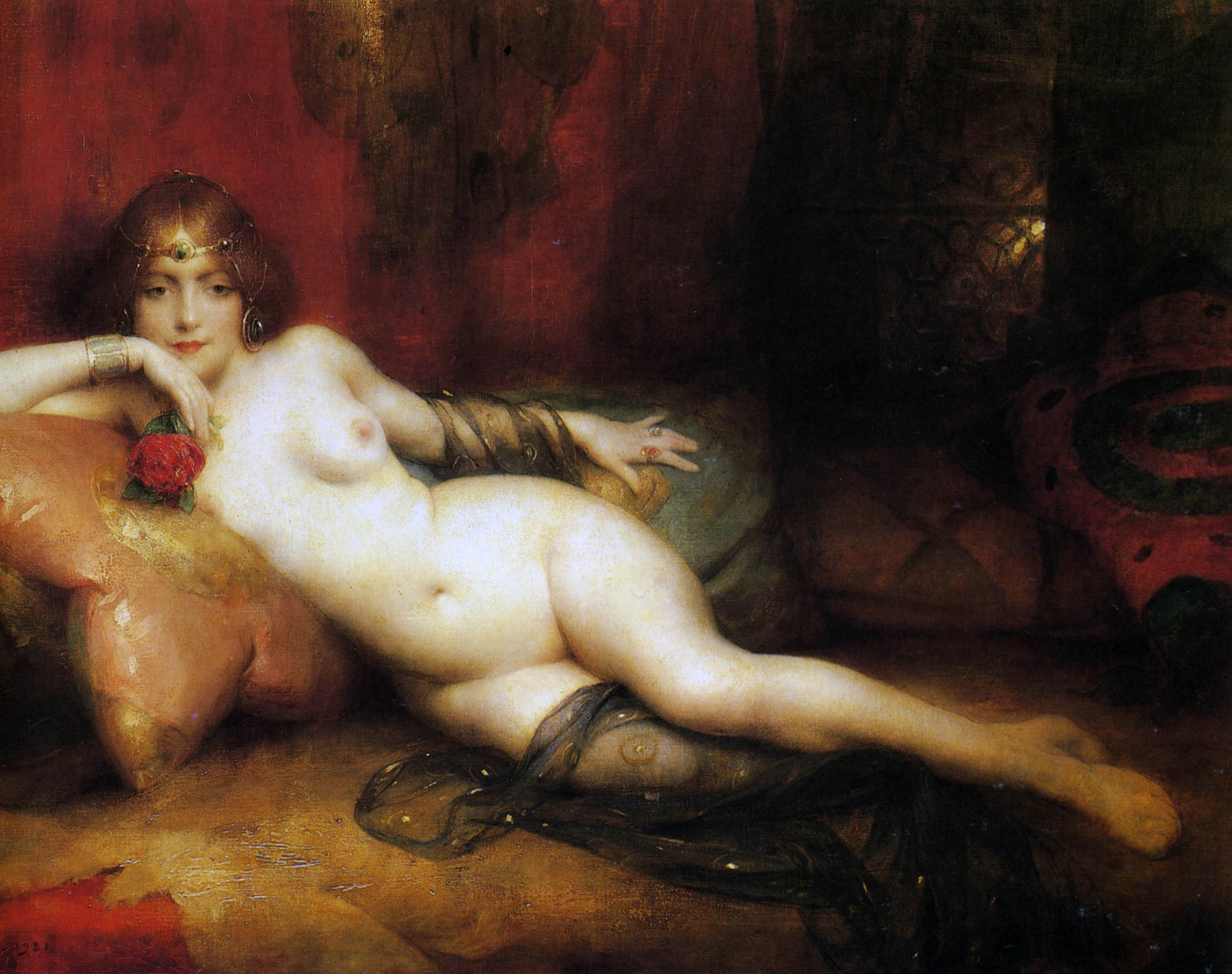
Salammbô, par Henri Adrien Tanoux (1921).

### Musique instrumentale
- Florent Schmitt, qui avait composé la musique du film Salammbô de Pierre Marodon en 1925, en tira Trois suites d'orchestres, opus 76, créées en 1927, 1928 et 1931.

### Opéra

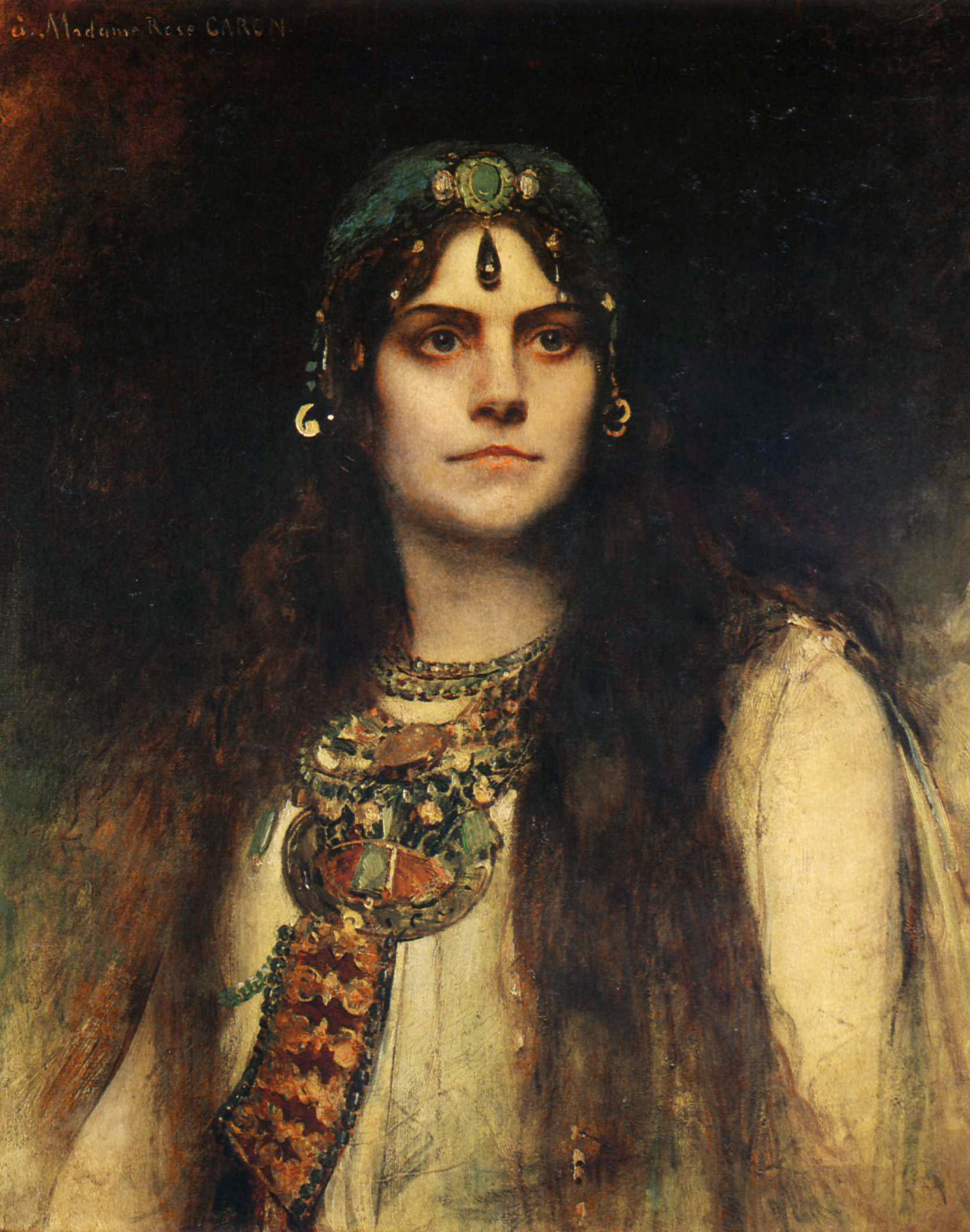
La cantatrice Rose Caron dans le rôle de Salammbô, par Léon Bonnat (1896).

- Salammbô d'Ernest Reyer, sur un livret de Camille du Locle, fut représenté pour la première fois en 1890 au théâtre de la Monnaie de Bruxelles.
- Salammbô de Modeste Moussorgski, commencé en 1863 sur un livret du compositeur lui-même, ne sera en revanche jamais achevé.
- Sergueï Rachmaninov projeta sans jamais achevé un opéra basé sur Salammbô.
- Salammbô a également inspiré un compositeur contemporain, Philippe Fénelon, qui signe un opéra en trois actes et huit tableaux (livret de Jean-Yves Masson) créé en mai 1998 à l'Opéra Bastille de Paris.
- Salammbô, est un air d'un opéra fictif chanté par l'épouse de Kane dans le film Citizen Kane d'Orson Welles.

### Cinéma
- Salambò (1914), film italien de Domenico Gaido
- Salammbô (1925), film français de Pierre Marodon avec Jeanne de Balzac, Rolla Norman, Victor Vina, musique composée par Florent Schmitt.
- Salammbô (1960), coproduction italo-française réalisée par Sergio Grieco.

### Bande dessinée
Philippe Druillet a librement adapté le roman en bande dessinée, dans laquelle son personnage fétiche Lone Sloane s'incarne en Mâtho,,. Cette série qui relève autant de l'histoire antique que de la science-fiction et fait un usage de techniques mixtes, est initialement parue dans Métal hurlant puis dans Pilote à partir de 1980. Les aventures ont été réunies par les éditions Dargaud en trois albums : Salammbô, Carthage et Mâtho, conjointement signés Gustave Flaubert et Philippe Druillet.
Dans les albums Le Tombeau étrusque et Le Spectre de Carthage de la bande dessinée Alix, Jacques Martin revient en détail sur les événements qui composent la trame de Salammbô.

### Jeu vidéo
En 2003, Cryo Interactive réalise un jeu vidéo Salammbô, adapté à la fois du roman et de la bande dessinée de Philippe Druillet ; ce dernier participe au développement du jeu et en conçoit les graphismes.

### Arts visuels
Le 9 août 1980, au Musée des beaux-arts du Canada, pour célébrer le centenaire de la mort de l'écrivain, l'artiste québécois Rober Racine lisait en public, seul et sans arrêt, le roman Salammbô de Gustave Flaubert pour une durée de 14 heures sur un escalier construit d'après les données propres du roman (nombre de chapitres = nombre de marches, nombre de mots, de phrases, de paragraphes…).

### Musique populaire
- La chanteuse Julie Pietri s'est inspirée du personnage féminin de Gustave Flaubert pour l'écriture d'une chanson intitulée Salammbô, sortie en 1989 (album La légende des madones)[20].
- Wapassou, groupe strasbourgeois de rock progressif, a composé en 1977 un album intitulé Salammbô.
- Salômbo est aussi une chanson du groupe français Indochine. Elle figure sur l'album 3, sorti en 1985.

#### Principales éditions
- Gustave Flaubert, Œuvres complètes, nouvelle édition, tome III, 1851-1862. Édition publiée sous la direction de Claudine Gothot-Mersch, avec la collaboration de Jeanne Bem, Yvan Leclerc, Guy Sagnes et Gisèle Séginger, Paris, Gallimard, coll. « Bibliothèque de la Pléiade », n° 37, 2013, 1360 p.,  (ISBN 9782070116515).
- Gisèle Séginger (éd.), Salammbô, édition avec Dossier, GF-Flammarion, 2001, présentation en ligne.
- Jacques Neefs (éd.), Salammbô, Le Livre de Poche, 2011, présentation en ligne.

#### Ouvrages
- Salammbô, Paris / Marseille / Rouen / Tunis, Gallimard / Mucem / Réunion des musées métropolitains de Rouen / Institut national du patrimoine de Tunisie, 2021, 332 p. (ISBN 978-2-07-294077-4, présentation en ligne)Catalogue de l'exposition « Salammbô, Passions ! Fureur ! Éléphants ! », présentée du 19 mai au 19 septembre 2021 au musée des Beaux-Arts de Rouen, du 20 octobre 2021 au 7 février 2022 au Mucem, et au printemps-été 2022 au musée du Bardo.
- (de + en) Alexander Arweiler (dir.) et Karin Westerwelle (dir.), Flauberts Salammbô : Der Tod der schönen Antike, Paderborn, Brill / Fink, 2021, VIII-301 p. (ISBN 978-3-7705-5975-6, DOI 10.30965/9783846759752).
- (en) Frederick Augustus Blossom, La Composition de Salammbô d'après la correspondance de Flaubert (1857-1862), avec un essai de classement chronologique des lettres, Baltimore / Paris, Johns Hopkins Press / Librairie Édouard Champion, coll. « Elliott Monographs in the Romance Languages and Literatures » (no 3), 1914, VII-104 p.
- Luce Czyba, La Femme dans les romans de Flaubert : mythes et idéologie, Lyon, Presses universitaires de Lyon, 1983, 412 p. (ISBN 2-7297-0190-7, présentation en ligne, lire en ligne), chap. III (« Du sang, de la volupté et de la mort : Salammbo ou le procès de la femme fatale »), p. 117-161.
- (en) Volker Dürr, Flaubert's Salammbô : The Ancient Orient as a Political Allegory of Nineteenth-century France, Berne, Peter Lang, coll. « Currents in Comparative Romance Languages and Literatures » (no 107), 2002, XII-182 p. (ISBN 0-8204-5676-4, présentation en ligne).
- Daniel Fauvel (dir.) et Yvan Leclerc (dir.), Salammbô de Flaubert : histoire, fiction, Paris, Honoré Champion, coll. « Romantisme et modernité » (no 22), 1999, 242 p. (ISBN 2-7453-0058-X, présentation en ligne). Réédition : Daniel Fauvel (dir.) et Yvan Leclerc (dir.), Salammbô de Flaubert : histoire, fiction, Paris, Honoré Champion, coll. « Romantisme et modernité » (no 22), 2021, 242 p. (ISBN 978-2-7453-5619-2).
- (en) Percival Bradshaw Fay et Algernon Coleman, Sources and structure of Flaubert's Salammbô, Baltimore / Paris, Johns Hopkins Press / Librairie Édouard Champion, coll. « Elliott Monographs in the Romance Languages and Literatures » (no 2), 1914, 55 p.
- (en) Michael Fried, Flaubert's « Gueuloir » : On Madame Bovary and Salambô, New Haven, Yale University Press, 2012, IX-184 p. (ISBN 030018705X, présentation en ligne).
- Martine Frier-Wantiez, Sémiotique du fantastique : analyse textuelle de Salammbô, Berne / Francfort-sur-le-Main / Las Vegas, Peter Lang, coll. « Publications universitaires européennes. Série XXI. Linguistique » (no 5), 1979, IV-253 p. (ISBN 3-261-04631-7).
- Bernard Gagnebin, Flaubert et Salammbô : genèse d'un texte, Paris, Presses universitaires de France, coll. « Écrivains », 1992, 373 p. (ISBN 2-13-044137-8, présentation en ligne).
- (en) Anne Green, Flaubert and the Historical Novel : Salammbô Reassessed, Cambridge University Press, 1982, VI-185 p. (ISBN 0-521-23765-3, présentation en ligne).
- (en) Arthur Hamilton, Sources of the Religious Element in Flaubert's Salammbô, Baltimore / Paris, Johns Hopkins Press / Librairie Édouard Champion, coll. « Elliott Monographs in the Romance Languages and Literatures » (no 4), 1917, XI-123 p. (présentation en ligne, lire en ligne).
- (en) Anne Mullen Hohl, Exoticism in Salammbô : The Languages of Myth, Religion, and War, Birmingham (Alabama), Summa Publications, 1995, IX-177 p. (ISBN 1-883479-08-8, présentation en ligne).
- Sylvie Laüt-Berr, Flaubert et l'Antiquité : itinéraires d'une passion, Paris, Honoré Champion, coll. « Romantisme et modernités » (no 41), 2001, 375 p. (ISBN 2-7453-0387-2, présentation en ligne), [présentation en ligne].
- Éric Le Calvez, Genèses flaubertiennes, Amsterdam, Rodopi, coll. « Faux titre » (no 328), 2009, 314 p. (ISBN 978-90-420-2530-1, présentation en ligne).
- (de) Klaus Ley (dir.), Flauberts Salammbô in Musik, Malerei, Literatur und Film : Aufsätze und Texte, Tübingen, Gunter Narr Verlag, 1998, XVI-438 p. (ISBN 3-8233-5185-0).
- Ildikó Lőrinszky (préf. Pierre Brunel), L'Orient de Flaubert : des écrits de jeunesse à Salammbô : la construction d'un imaginaire mythique, Paris, L'Harmattan, coll. « Littératures comparées », 2002, 346 p. (ISBN 2-7475-3357-3).
- Georg Lukács (trad. de l'allemand par Robert Sailley, préf. Claude-Edmonde Magny), Le Roman historique [« Der historische Roman »], Paris, Payot, coll. « Bibliothèque historique », 1965, 408 p. (présentation en ligne), « Salammbô », p. 205-231.
- Henri Scepi, Salammbô de Gustave Flaubert, Paris, Gallimard, coll. « Foliothèque » (no 112), 2003, 230 p. (ISBN 2-07-041910-X).
- Gisèle Séginger, Flaubert, une poétique de l'histoire, Strasbourg, Presses universitaires de Strasbourg, 2000, 256 p. (ISBN 2-86820-100-8), chap. III (« Salammbô, de l'histoire au mythe »), p. 149-194.
- Gisèle Séginger (dir.), Salammbô dans les arts, Paris, Classiques Garnier, coll. « La Revue des Lettres modernes / Gustave Flaubert no 8 », 2017, 383 p. (ISBN 978-2-406-06257-8, DOI 10.15122/isbn.978-2-406-06258-5).
- Gisèle Séginger, L'Orient de Flaubert en images, Paris, Citadelles & Mazenod, 2021, 222 p. (ISBN 978-2-85088-859-5, présentation en ligne).
- Heidi Suhner-Schluep, L'Imagination du feu ou La Dialectique du soleil et de la lune dans Salammbô de G. Flaubert, Zurich, Juris Verlag, 1970, 143 p. (ISBN 3-260-03038-7).

#### Articles, communications, contributions à des ouvrages collectifs
- Laurent Adert, « Salammbô ou le roman barbare », dans Juan Rigoli et Carlo Caruso (dir.), Poétiques barbares, Ravenne, Longo, coll. « Il Portico » (no 110), 1998, 326 p. (ISBN 88-8063-151-9), p. 47-64.
- Jean-Louis Backès, « Le divin dans Salammbô », dans Raymonde Debray Genette (dir.), Intersections, Paris, Lettres modernes Minard, coll. « La Revue des Lettres modernes / Gustave Flaubert no 4 », 1994, 203 p. (ISBN 2-256-90935-2, ISSN 0761-3571), p. 115-134.
- (en) Benjamin F. Bart, « Louis Bouilhet and the Redaction of Salammbô », Symposium : A Quarterly Journal in Modern Literatures, Syracuse (New York), Syracuse University. Department of Romance Languages, vol. 27, no 3,‎ automne 1973, p. 197-213 (ISSN 0039-7709, DOI 10.1080/00397709.1973.10733209).
- Benjamin F. Bart, « Flaubert et le légendaire », Revue d'histoire littéraire de la France, Paris, Armand Colin, nos 4-5 (81e année) « Flaubert »,‎ juillet-octobre 1981, p. 609-620 (lire en ligne).
- Jeanne Bem, « Modernité de Salammbô », Littérature, Paris, Larousse, no 40 « Pratiques du symbole »,‎ décembre 1980, p. 18-31 (ISSN 0047-4800, lire en ligne).
- Christa Bevernis, « Historicité et actualité dans le roman de Flaubert Salammbô », dans Flaubert et Maupassant : écrivains normands, Paris, Presses universitaires de France, coll. « Publications de l'Université de Rouen » (no 70), 1981, 282 p. (ISBN 2-13-037131-0, lire en ligne), p. 255-263.
- Arthur Bieler, « La Couleur dans Salammbô », The French Review, American Association of Teachers of French, vol. 33, no 4,‎ février 1960, p. 359-370 (ISSN 0016-111X, JSTOR 383651).
- Marc Bizer, « Salammbô, Polybe et la rhétorique de la violence », Revue d'histoire littéraire de la France, Paris, Armand Colin, no 6 (95e année),‎ novembre-décembre 1995, p. 974-988 (lire en ligne).
- Göran Blix, « Entre les dieux et les animaux : Salammbô et la bête humaine de Flaubert », Modern Language Notes (MLN), Baltimore, Johns Hopkins University Press, vol. 128, no 4 « French Issue »,‎ septembre 2013, p. 723-743 (ISSN 0026-7910, JSTOR 24463511).
- Lionel Bottineau, « La Représentation de l'espace dans Salammbô », dans Bernard Masson (dir.), Flaubert, et après..., Paris, Lettres modernes Minard, coll. « La Revue des Lettres modernes / Gustave Flaubert no 1 », 1984, 195 p. (ISBN 2-256-90171-8, ISSN 0761-3571), p. 79-104.
- Agnès Bouvier, « Jéhovah égale Moloch : une lecture « antireligieuse » de Salammbô », Romantisme, Paris, Armand Colin, no 136 « L'œuvre-monde au XIXe siècle »,‎ 2e trimestre 2007, p. 109-120 (ISBN 2-7181-9419-7, lire en ligne).
- Agnès Bouvier, « Un Rêve de pierres : Salammbô et l’Histoire naturelle de Pline », dans Gisèle Séginger (dir.), Fiction et philosophie, Caen, Lettres modernes Minard, coll. « La Revue des Lettres modernes / Gustave Flaubert no 6 », 2008, 278 p. (ISBN 978-2-256-91137-8, ISSN 0761-3571), p. 179-201. Reproduction en fac-similé : Agnès Bouvier, « Un Rêve de pierres : Salammbô et l’Histoire naturelle de Pline », dans Gisèle Séginger (dir.), Fiction et philosophie, Paris, Classiques Garnier, coll. « La Revue des Lettres modernes / Gustave Flaubert no 6 », 2022, 278 p. (ISBN 978-2-406-13058-1, DOI 10.48611/isbn.978-2-406-13058-1.p.0185), p. 179-201.
- Agnès Bouvier, « Salammbô, la Bible et la matière du monde », French Studies, Oxford, Oxford University Press, vol. 63, no 1,‎ janvier 2009, p. 41-52 (ISSN 0016-1128, DOI 10.1093/fs/knn131).
- Agnès Bouvier, « Moloch en expansion », Flaubert. Revue critique et génétique, no 1 « Nouvelles recherches critiques et génétiques »,‎ 2009 (ISSN 1969-6191, lire en ligne).
- Agnès Bouvier, « La « Genèse » de Salammbô », Genesis, no 10 « Composer »,‎ 2010, p. 109-126 (ISBN 978-2-84050-711-6, lire en ligne).
- Agnès Bouvier, « « Au fracas de la foudre, les animaux intelligents s'éveillèrent » : de la « Genèse » de Salammbô à la théorie de la génération spontanée », Flaubert. Revue critique et génétique, no 5 « Flaubert en Amérique »,‎ 2011 (ISSN 1969-6191, lire en ligne).
- Agnès Bouvier, « Le Græculus et la Chananéenne : Salammbô, le roman des traductions », Flaubert. Revue critique et génétique, no 6 « Flaubert et la traduction »,‎ 2011 (ISSN 1969-6191, lire en ligne).
- Agnès Bouvier, « Guerre et religions, guerres de Religion », Modern Language Notes (MLN), Baltimore, Johns Hopkins University Press, vol. 128, no 4 « French Issue »,‎ septembre 2013, p. 713-722 (ISSN 0026-7910, JSTOR 24463510).
- Alain Buisine, « Salammbô ou les dangers du dévoilement », Études normandes, no 2 (39e année) « Flaubert - Maupassant »,‎ 1990, p. 27-38 (ISSN 0014-2158, lire en ligne).
- Michel Butor, « Demeures et dieux à Carthage », Corps Écrit, paris, Presses universitaires de France, no 9,‎ février 1984, p. 127-147 (ISSN 0751-5022).
- Ôphélia Claudel, « Bas les masques ! Lever le voile sur la méthode in situ de Flaubert : du Voyage en Algérie et en Tunisie à Salammbô », dans Éric Le Calvez (dir.), Flaubert voyageur, Paris, Classiques Garnier, coll. « Rencontres no 371 / Études dix-neuviémistes no 40 », 2019, 359 p. (ISBN 978-2-406-07239-3, ISSN 2261-1851, DOI 10.15122/isbn.978-2-406-07241-6.p.0285), p. 285-300.
- (en) Sonja Dams Kropp, « Plasticity Animated : From Moloch's Statue to Salammbô's Text », Romance Notes, University of North Carolina at Chapel Hill, Department of Romance Studies, vol. 41, no 2,‎ hiver 2001, p. 183-190 (ISSN 0035-7995, JSTOR 43802763).
- Isabelle Daunais, « Salammbô : Un roman à la limite du roman », Modern Language Notes (MLN), Baltimore, Johns Hopkins University Press, vol. 128, no 4 « French Issue »,‎ septembre 2013, p. 683-693 (ISSN 0026-7910, JSTOR 24463508).
- Éric Dayre, « De la langue du faubourg de Carthage », Revue Flaubert, Rouen, Centre Flaubert, Cérédi, Université de Rouen, no 17 « Flaubert sans frontières. Les traductions des œuvres de Flaubert »,‎ 2018 (ISSN 2104-3345, lire en ligne).
- Raymonde Debray-Genette, « Génétique et poétique : Le Cas Flaubert », Essais de critique génétique, Paris, Flammarion, 1979, p. 21-67.
- Janine Delort, « Le Motif de Salammbô », Cahiers Jean Giraudoux, 1979, no 8, p. 84-6.
- Mireille Dobrzynski, « Le Zaïmph métamorphique : objet et réification dans Salammbô, de Flaubert », Cincinnati Romance Review, Cincinnati, University of Cincinnati : Romance and Arabic Languages and Literatures, vol. 23,‎ 2004, p. 47-59 (ISSN 0883-9816, lire en ligne).
- Bruna Donatelli, « Sur le voile sacré de Tanit : retouches iconiques du zaïmph de Salammbô », dans Marco Modenesi, Maria Benedetta Collini et Francesca Paraboschi (dir.), La grâce de montrer son âme dans le vêtement : scrivere di tessuti, abiti, accessori : studi in onore di Liana Nissim, t. II, Milan, Ledizioni, coll. « Di - Segni » (no 12), 2015, 446 p. (ISBN 978-88-6705-285-1, lire en ligne), p. 177-188.
- Bruna Donatelli, « « Bois ! ». La rencontre fatale entre Salammbô et Mâtho dans les transpositions iconiques du roman », Flaubert. Revue critique et génétique, no 30 « Scènes de première rencontre chez Flaubert »,‎ 2023 (ISSN 1969-6191, DOI 10.4000/flaubert.5253, lire en ligne).
- Raymond Dugan, « La couleur et le faux dynamisme dans Salammbô de Gustave Flaubert », dans Charles Carlut (dir.), Essais sur Flaubert : en l'honneur du professeur Don Demorest, Paris, Éditions A.G. Nizet, 1979, 406 p., p. 331-344.
- Philippe Dufour, « Salammbô, un tigre de marbre », dans Gisèle Séginger (dir.), Dix ans de critique, Paris / Caen, Lettres modernes Minard, coll. « La Revue des Lettres modernes / Gustave Flaubert no 5 », 2005, 363 p. (ISBN 2-25691097-0, ISSN 0761-3571), p. 193-214.
- Walid Ezzine, « Documentation et épopée dans Salammbô », Revue Flaubert, Rouen, Centre Flaubert, Cérédi, Université de Rouen, no 9 « Flaubert et la confusion des genres »,‎ 2009 (ISSN 2104-3345, lire en ligne).
- Walid Ezzine, « Le symbolisme animalier dans Salammbô », Revue Flaubert, Rouen, Centre Flaubert, Cérédi, Université de Rouen, no 10 « Animal et animalité chez Flaubert »,‎ 2010 (ISSN 2104-3345, lire en ligne).
- Patrick Feyler, « Violence et religion dans Salammbô de G. Flaubert : sacrifices et sacrilèges », dans Ana-Maria Binet et Gérard Peylet (dir.), Violence et sacré, Pessac, Presses universitaires de Bordeaux, coll. « Eidôlon » (no 96), 2011, 316 p. (ISBN 978-2-903440-96-1, lire en ligne), p. 141-157.
- Claude Foucart, « Réflexion sur une page de Flaubert (Salammbô) », Literatur in Wissenschaft und Unterricht (LWU), Kiel, Englisches Seminar der Universität Kiel, no 4,‎ 1971, p. 237-250 (ISSN 0024-4643).
- Thomas Franck et Élise Schürgers, « La figuration de la prostituée comme rhétorique du pratico-inerte dans Salammbô », Revue Flaubert, Rouen, Centre Flaubert, Cérédi, Université de Rouen, no 16 « Flaubert et le « mythe perdu » de la prostitution »,‎ 2018 (ISSN 2104-3345, lire en ligne).
- Bernard Gagnebin, « Salammbô : la tache aveugle du caléidoscope », Revue d'esthétique, Paris, Éditions Jean-Michel Place, no 16,‎ 1989, p. 61-65 (ISSN 0035-2292).
- Suzanne Hélein-Koss, « Le Discours textuel du rire dans Salammbô de Flaubert », Symposium : A Quarterly Journal in Modern Literatures, Syracuse (New York), Syracuse University. Department of Romance Languages, vol. 39, no 3,‎ automne 1985, p. 177-194 (ISSN 0039-7709, DOI 10.1080/00397709.1985.10733591).
- Suzanne Hélein-Koss, « Discours ironique et ironie romantique dans Salammbô de Gustave Flaubert », Symposium : A Quarterly Journal in Modern Literatures, Syracuse (New York), Syracuse University. Department of Romance Languages, vol. 40, no 1,‎ printemps 1986, p. 16-40 (ISSN 0039-7709, DOI 10.1080/00397709.1986.9956774).
- Gesine Hindemith, « La matière féerique dans Salammbô », Flaubert. Revue critique et génétique, no 11 « Les pouvoirs de l'image (I) »,‎ 2014 (ISSN 1969-6191, lire en ligne).
- Laurent Houssais, « Archéologie, littérature, illustration : Salammbô vu par G.-A. Rochegrosse », Histoire de l'art, nos 33-34 « Sur le XIXe siècle »,‎ mai 1996, p. 43-54 (ISSN 0992-2059, lire en ligne).
- (en) Dominique Jullien, « « Quelque chose de rouge » : on the aesthetics of tableaux vivants in Salammbô », Modern Language Notes (MLN), Baltimore, Johns Hopkins University Press, vol. 128, no 4 « French Issue »,‎ septembre 2013, p. 761-784 (ISSN 0026-7910, JSTOR 24463513). Traduction en français : Dominique Jullien, « « Quelque chose de rouge » : l'esthétique des tableaux vivants dans Salammbô », Flaubert. Revue critique et génétique, no 15 « Flaubert : Le mot, l'image, le rêve »,‎ 2016 (ISSN 1969-6191, lire en ligne).
- Joseph Jurt, « Flaubert : littérature et archéologie », Revue Flaubert, Rouen, Centre Flaubert, Cérédi, Université de Rouen, no 4 « Flaubert et les sciences »,‎ 2004 (ISSN 2104-3345, lire en ligne).
- Agnieszka Kocik, « Miroir en cuivre et plaque daguerrienne : autour de Salammbô de Gustave Flaubert », Quêtes littéraires, Lublin, Instytut Filologii Romańskiej KUL, no 5 « De l'image à l'imaginaire »,‎ décembre 2015, p. 55-64 (ISSN 2084-8099, DOI 10.31743/ql.238, lire en ligne).
- Joachim Küpper, « Considérations sur Salammbô », Modern Language Notes (MLN), Baltimore, Johns Hopkins University Press, vol. 125, no 4 « French Issue : Flaubert »,‎ septembre 2010, p. 731-782 (ISSN 0026-7910, JSTOR 40985327).
- Francis Lacoste, « L'Orient de Flaubert », Romantisme, no 119 « Le privé et le social »,‎ 1er trimestre 2003, p. 73-84 (ISBN 2-7181-9419-7, lire en ligne).
- François Laforge, « Salammbô : les mythes et la révolution », Revue d'histoire littéraire de la France, Paris, Armand Colin, no 1 (85e année),‎ janvier-février 1985, p. 26-40 (lire en ligne).
- Dorothea Lauterbach, « L'endroit « impassible » : les images de la ville chez Flaubert », dans Yves Clavaron et Bernard Dieterle (dir.), La mémoire des villes, Saint-Étienne, Publications de l'Université de Saint-Étienne, 2003, 421 p. (ISBN 2-86272-275-8), p. 31-40.
- Éric Le Calvez, « Génétique, poétique, autotextualité (Salammbô sous la tente) », L'Esprit créateur, Baltimore, Johns Hopkins University Press, vol. 41, no 2 « Devenir de la critique génétique / Genetic Criticism »,‎ été 2001, p. 29-39 (ISSN 0014-0767, JSTOR 26288400).
- Éric Le Calvez, « L'horreur en expansion : génétique de la « grillade des moutards » dans Salammbô », Romanic Review, Paris, Duke University Press, vol. 90, no 2,‎ mars 1999, p. 167-194 (ISSN 0035-8118, lire en ligne).
- Éric Le Calvez, « Salammbô : génétique des voiles sous la tente », dans Franca Zanelli Quarantini (dir.), Il Velo Dissolto : visione e occultamento nella cultura francese e francofona, Bologne, CLUEB, coll. « Heuresis Strumenti », 2001, 202 p. (ISBN 88-491-1821-X), p. 111-133.
- Éric Le Calvez, « Salammbô dévoilée : génétique du portrait », dans Tanguy Logé et Marie-France Renard (dir.), Flaubert et la théorie littéraire : en hommage à Claudine Gothot-Mersch, Bruxelles, Facultés universitaires Saint-Louis, coll. « Publications des Facultés universitaires Saint-Louis. Collection générale » (no 103), 2005, 320 p. (ISBN 2-8028-0156-2, lire en ligne), p. 153-184.
- Yvan Leclerc, « L’Afrique « terre des monstres » dans Salammbô de Flaubert », dans Claude Briand-Ponsart et Sylvie Crogiez (dir.), L'Afrique du Nord antique et médiévale : mémoire, identité et imaginaire : actes des journées d'études organisées pas le GRHIS Université de Rouen, 28 janvier 1998 et 10 mars 1999, Rouen, Publications de l'Université de Rouen, 2002, 296 p. (ISBN 2-87775-325-5), p. 171-180.
- Daniel Long, « Salammbô : l'espace et la cruauté tragiques », Dalhousie French Studies, Halifax (Nouvelle-Écosse), Department of French, Dalhousie University, vol. 80,‎ automne 2007, p. 69-81 (ISSN 0711-8813, JSTOR 40838409).
- Ildikó Lőrinszky, « Du roman historique à l'histoire mythique : Salammbô, la transfiguration de l'histoire », Acta Romanica Szegediensis, Szeged, Universitas Szegediensis de Attila József Nominata, t. 17,‎ 1997, p. 69-77 (ISSN 0567-8099, lire en ligne).
- Ildikó Lőrinszky, « Le soleil devient un mythe : dimension mythologique et substrat mythographique dans Salammbô », Flaubert. Revue critique et génétique « Mythes & Religions »,‎ 2009 (ISSN 1969-6191, lire en ligne).
- Catherine Lowe, « Salammbô ou la question de l'autre de la parole », L'Arc, no 58,‎ 1974, p. 83-88 (ISSN 0003-7974).
- Hans Peter Lund, « Salammbô de Flaubert : art et mythe », Revue romane, Copenhague, Institut d'études romanes, Université de Copenhague, no 28 (1),‎ 1993, p. 59-74 (ISSN 0035-3906, lire en ligne).
- Bernard Masson, « Salammbô ou la barbarie à visage humain », Revue d'histoire littéraire de la France, Paris, Armand Colin, nos 4-5 (81e année) « Flaubert »,‎ juillet-octobre 1981, p. 585-596 (lire en ligne).
- Alain Michel, « Salammbô et la cité antique », dans Flaubert, la femme, la ville : Journée d'études organisée par l'Institut de français de l'Université de Paris X, Paris, Presses universitaires de France, 1983, 173 p. (ISBN 2-13-037571-5, DOI 10.3917/puf.insti.1983.01.0109), p. 109-121.
- Geneviève Mondon, « Une éducation sentimentale ou le roman d'amour de Salammbô », Flaubert. Revue critique et génétique, no 3 « Le désir amoureux »,‎ 2010 (ISSN 1969-6191, lire en ligne).
- Jacques Neefs, « Salammbô, textes critiques », Littérature, Paris, Larousse, no 15 « Modernité de Flaubert »,‎ octobre 1974, p. 52-64 (ISSN 0047-4800, lire en ligne).
- Jacques Neefs, « Le parcours du Zaïmph », dans Claudine Gothot-Mersch (dir.), La Production du sens chez Flaubert, Paris, Union générale d'éditions, coll. « 10/18 » (no 995), 1975, 439 p., p. 222-252.
- Jacques Neefs, « Allegro Barbaro : la violence en prose », Modern Language Notes (MLN), Baltimore, Johns Hopkins University Press, vol. 128, no 4 « French Issue »,‎ septembre 2013, p. 744-760 (ISSN 0026-7910, JSTOR 24463512).
- Atsuko Ogane, « Salammbô, mœurs de Carthage, ou une histoire de la prostitution sacrée », Revue Flaubert, Rouen, Centre Flaubert, Cérédi, Université de Rouen, no 16 « Flaubert et le « mythe perdu » de la prostitution »,‎ 2018 (ISSN 2104-3345, lire en ligne).
- Luis Pimenta Gonçalves, « Salammbô, les déambulations d'une œuvre entre littérature et jeu vidéo », Mémoires du livre / Studies in Book Culture, Sherbrooke, Groupe de recherches et d’études sur le livre au Québec, vol. 5, no 2 « Livre et jeu vidéo »,‎ printemps 2014 (ISSN 1920-602X, DOI https://doi.org/10.7202/1024780ar, lire en ligne).
- Mohamed Radi, « Le lecteur comme spectateur de l'Antiquité dans Salammbô de Gustave Flaubert », Revue Flaubert, Rouen, Centre Flaubert, Cérédi, Université de Rouen, no 9 « Flaubert et la confusion des genres »,‎ 2009 (ISSN 2104-3345, lire en ligne).
- A. W. Raitt, « L’Éternel Présent dans les romans de Flaubert », Flaubert et le comble de l’art : nouvelles recherches sur Bouvard et Pécuchet, Paris, SÉDES, 1981, p. 139-47.
- Claude Reichler, « Pars pro Toto : Flaubert et le fétichisme », Studi Francesi, janvier-avril 1985, no 29 (1 [85]), p. 77-83.
- (en) Marilyn Gaddis Rose, « Decadent Prose : The Example of Salammbô », Nineteenth-Century French Studies, Lincoln (Nebraska), University of Nebraska Press, vol. 3, nos 3-4,‎ printemps-été 1975, p. 213-223 (ISSN 0146-7891, JSTOR 23536238).
- Jean Rousset, « Positions, distances, perspectives dans Salammbo », Poétique, Paris, Éditions du Seuil, no 6,‎ 1971, p. 145-154 (ISSN 1245-1274, présentation en ligne).
- Corinne Saminadayar-Perrin, « Salammbô, 1848 : scénographie d'un discours impossible », dans Hélène Millot et Corinne Saminadayar-Perrin (dir.), 1848, une révolution du discours, Saint-Étienne, Éditions des Cahiers intempestifs, coll. « Lieux littéraires » (no 4), 2001, 292 p. (ISBN 2-911698-18-5, lire en ligne), p. 269-290.
- Corinne Saminadayar-Perrin, « L'archéologie critique dans Salammbô », dans Yves Clavaron et Bernard Dieterle (dir.), La mémoire des villes, Saint-Étienne, Publications de l'Université de Saint-Étienne, 2003, 421 p. (ISBN 2-86272-275-8, lire en ligne), p. 41-55.
- Corinne Saminadayar-Perrin, « Animalité, barbarie, civilisation : questions de frontière dans Salammbô », Revue Flaubert, Rouen, Centre Flaubert, Cérédi, Université de Rouen, no 10 « Animal et animalité chez Flaubert »,‎ 2010 (ISSN 2104-3345, lire en ligne).
- Corinne Saminadayar-Perrin, « Salammbô et la querelle du « roman archéologique » », Revue d'histoire littéraire de la France, Paris, Presses universitaires de France, no 3 (111e année),‎ juillet 2011, p. 605-620 (DOI 10.3917/rhlf.113.0605, lire en ligne).
- Agnès Sandras-Fraysse, « « Je n'entends pas le carthaginois » : caricatures et parodies liées à la publication de Salammbô », Revue Flaubert, Rouen, Centre Flaubert, Cérédi, Université de Rouen, no 9 « Flaubert et la confusion des genres »,‎ 2009 (ISSN 2104-3345, lire en ligne).
- Naomi Schor, « Salammbô enchaînée, ou femme et ville dans Salammbô », dans Flaubert, la femme, la ville : Journée d'études organisée par l'Institut de français de l'Université de Paris X, Paris, Presses universitaires de France, 1983, 173 p. (ISBN 2-13-037571-5, DOI 10.3917/puf.insti.1983.01.0089), p. 89-108.
- Gisèle Séginger, « La Tunisie dans l'imaginaire politique de Flaubert », Nineteenth-Century French Studies, Lincoln (Nebraska), University of Nebraska Press, vol. 32, nos 1-2,‎ automne 2003 - hiver 2004, p. 41-57 (ISSN 0146-7891, JSTOR 23538149).
- Gisèle Séginger, « Le Roman de la Momie et Salammbô : deux romans archéologiques contre l'Histoire », Bulletin de l'Association Guillaume Budé, Paris, Association Guillaume-Budé, no 2,‎ 2005, p. 135-151 (ISSN 2678-0038, lire en ligne).
- Gisèle Séginger, « Salammbô et la question des races », dans Vincent Laisney (dir.), Le Miroir et le chemin : l'univers romanesque de Pierre-Louis Rey, Paris, Presses Sorbonne Nouvelle, 2007, 344 p. (ISBN 978-2-87854-358-2), p. 201-212.
- Gisèle Séginger, « Les métamorphoses du serpent », Revue Flaubert, Rouen, Centre Flaubert, Cérédi, Université de Rouen, no 10 « Animal et animalité chez Flaubert »,‎ 2010 (ISSN 2104-3345, lire en ligne).
- Gisèle Séginger, « Salammbô — une mythologie du vivant », Modern Language Notes (MLN), Baltimore, Johns Hopkins University Press, vol. 128, no 4 « French Issue »,‎ septembre 2013, p. 694-712 (ISSN 0026-7910, JSTOR 24463509).
- André Stoll, « Sous la tente du barbare : l'espace de la séduction dans Salammbô de Flaubert », Actes du XIIe congrès de l’Association Internationale de Littérature Comparée : München 1988 Munich, III : Espace et frontières dans la littérature (suite), Munich, Iudicium, 1990, p. 146-52.
- Sylvie Triaire, « Pour une histoire mélancolique : Salammbô de Flaubert », Études françaises, vol. 53, no 3,‎ 2017, p. 43-60 (lire en ligne).

- Antoinette Weber-Caflisch, « À propos de Salammbô : enjeux du « roman archéologique » », Travaux de Littérature, Paris, ADIREL (Association pour la diffusion de la recherche littéraire), no 10,‎ 1997, p. 253-279 (ISSN 0995-6794).
- Peter Michael Wetherill, « Une version manuscrite du premier chapitre de Salammbô », Les Lettres Romanes, vol. 32, no 4,‎ 1978, p. 291-331 (ISSN 0024-1415, DOI 10.1484/J.LLR.4.00392).